# Wohnraumbeleuchtung

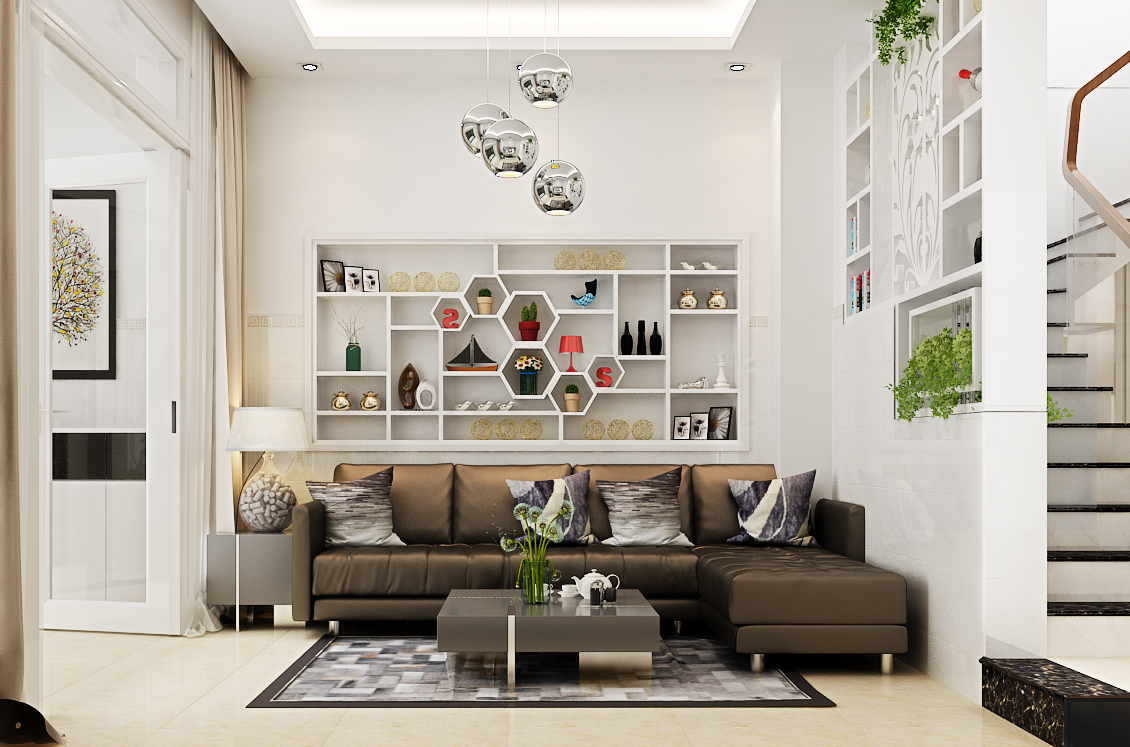
Ein sorgfältig ausgeleuchteter Wohnraum

Die Wohnraumbeleuchtung ist ein Bereich der Innenbeleuchtung. Sie umfasst die mit natürlichen und künstlichen Lichtquellen ausgeführte Beleuchtung bewohnter Räume in Wohnungen, insbesondere von Zimmern, Küchen, Bädern und denjenigen Teilen der Erschließung (Eingangsbereiche, Flure, Treppen), die einer individuellen Wohnung exklusiv zugehören.
Für die Wohnraumbeleuchtung gilt grundsätzlich dasselbe wie für jede Innenraumbeleuchtung. Einige Funktionsbereiche in Wohnungen stellen an die Beleuchtung mit künstlichen Lichtquellen jedoch spezifische Anforderungen. Manche Bereiche erfordern Licht, das speziell für einen bestimmten Nutzungszweck, eine bestimmte Aufgabe oder einen bestimmten Benutzer eingerichtet sein muss (Lesebereiche beispielsweise erfordern Streulicht, häusliche Werkstätten eine Mischung aus Streulicht und gerichtetem Licht, Spielbereiche für kleine Kinder gerichtetes Licht). Andere Funktionsbereiche in einer Wohnung werden vielfältig genutzt und erfordern darum entweder eine vielseitige oder eine variable Beleuchtung. Wieder andere weisen in vielen Wohnungen typische architektonische, bauliche oder technische Probleme auf, die bei der Einrichtung der Beleuchtung berücksichtigt werden müssen.

## Spezifische Beleuchtungsanforderungen in Wohnungen

### Eingangsbereiche
Eingangsbereiche und Flure sind in unterschiedlichen Wohnungen ganz unterschiedlich gestaltet und erfordern eine auf die jeweiligen Besonderheiten zugeschnittene Beleuchtung. Für Eingangsbereiche gilt im Allgemeinen, dass sie sorgfältig ausgeleuchtet werden und hell wirken sollten, damit Bewohner und Gäste sich willkommen fühlen.

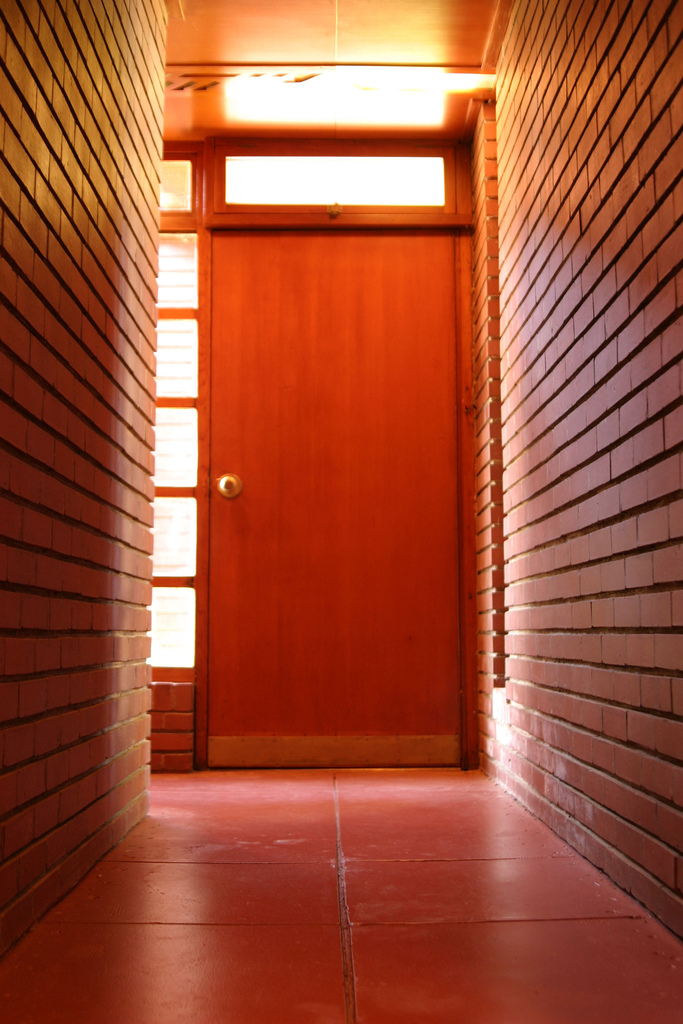
Der Eingangsbereich in Wrights Stanley and Mildred Rosenbaum House (1940)

Dies gilt jedoch keineswegs für alle architektonischen Konzepte. Frank Lloyd Wright etwa hat in fast all seinen Bauwerken das Prinzip Compression and Release (deutsch: „Kompression und Befreiung“) umgesetzt. Die Folge der Räume, die man in einem Haus nach und nach durchschreitet, ist dabei durch einen (oft mehrfachen) Wechsel zwischen niedrigen, engen, dunkleren Räumen und hohen, weiten, hellen Räumen geprägt, wobei der Eingangsbereich stets der erstgenannten Gruppe zugehört; die Idee dahinter ist, Bewohnern und Besuchern ein intensiveres Raumerlebnis zu verschaffen, als sie in einem Haus mit lauter ähnlichen Räumen hätten, und die Vorzüge der Haupträume dadurch zu akzentuieren, dass der Zugang zu ihnen durch einen beengenden Vorraum erfolgt.

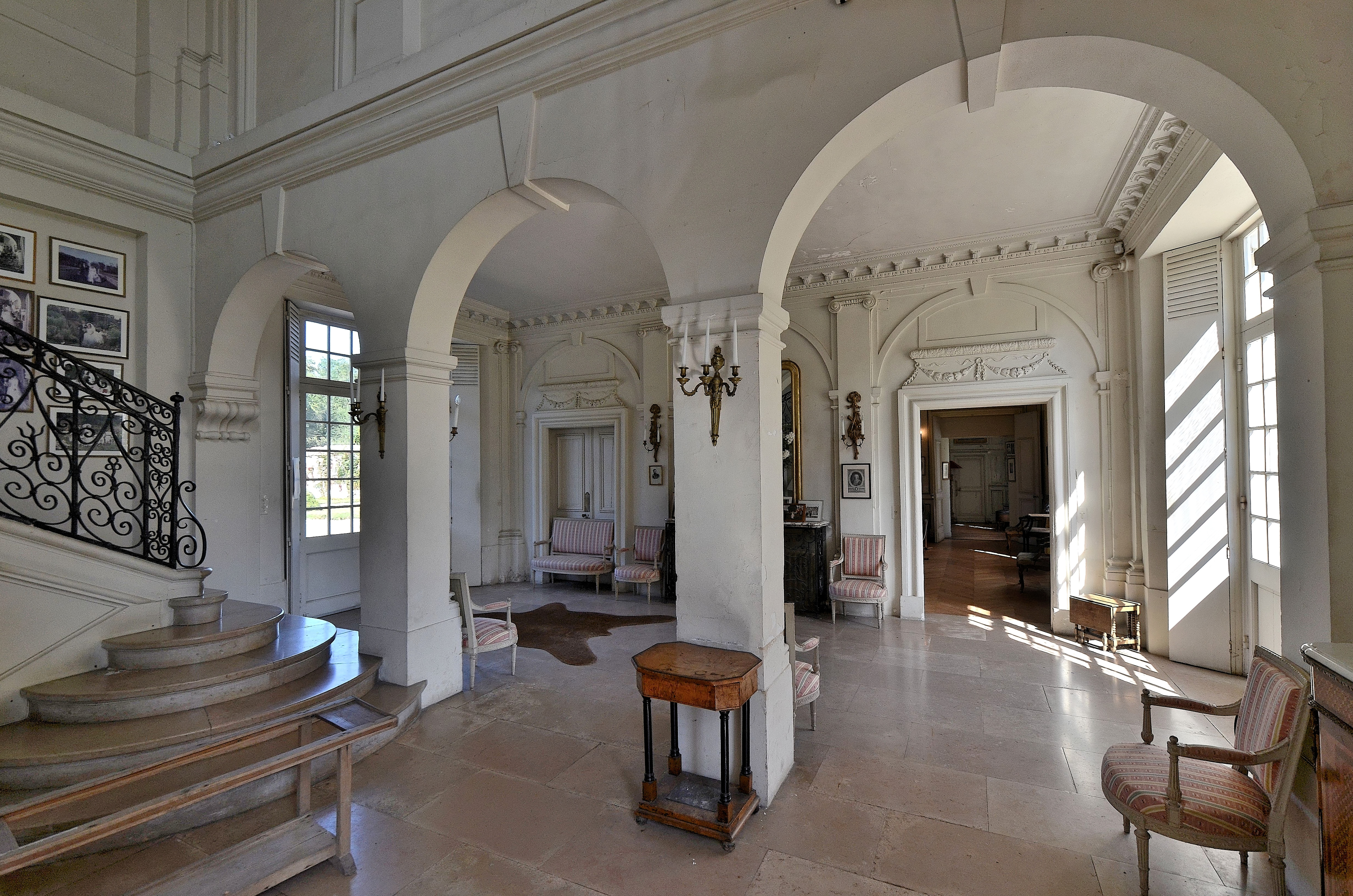
Der lichtdurchflutete Eingangsbereich des Château de Miromesnil, Tourville-sur-Arques (1590–1600 erbaut)

Wrights herunterskalierte Eingangsbereiche bilden einen Gegenpol zu dem Konzept, das traditionell in solchen Wohngebäuden vertreten wird, deren Eingangssuite auf Repräsentativität zielt, etwa in vielen Palästen und Villen, und modern beispielsweise in nordamerikanischen Millennium Mansions. Die letzteren weisen fast immer ein 1½- bis 2-geschossiges Vestibül auf, dessen Prunk bereits von der Fassade angekündigt wird, und das im Inneren, um Gäste und Bewohner zu beeindrucken, oft mit Kronleuchtern ausgestattet wird.

### Flure
Flure sind mit typischen Eigenheiten und Problemen behaftet, die beim Lichtdesign berücksichtigt werden müssen: Oft sind sie gleichzeitig Eingangsbereich der Wohnung, empfangen kein Tageslicht, sind ungünstig proportioniert und haben — insbesondere in älteren Gebäuden – unzureichende elektrische Anschlüsse. Lichtdesigner vermeiden es, Flure – insbesondere deren Boden – mit Downlights oder Ähnlichem gleichmäßig auszuleuchten, und verwenden eher horizontale lineare Lichtquellen, um den Charakter des Raumes als Ort fließender Bewegung zu unterstreichen, oder akzentuieren die Rückwand des Flures, auf die alle Bewegung hin gerichtet ist.

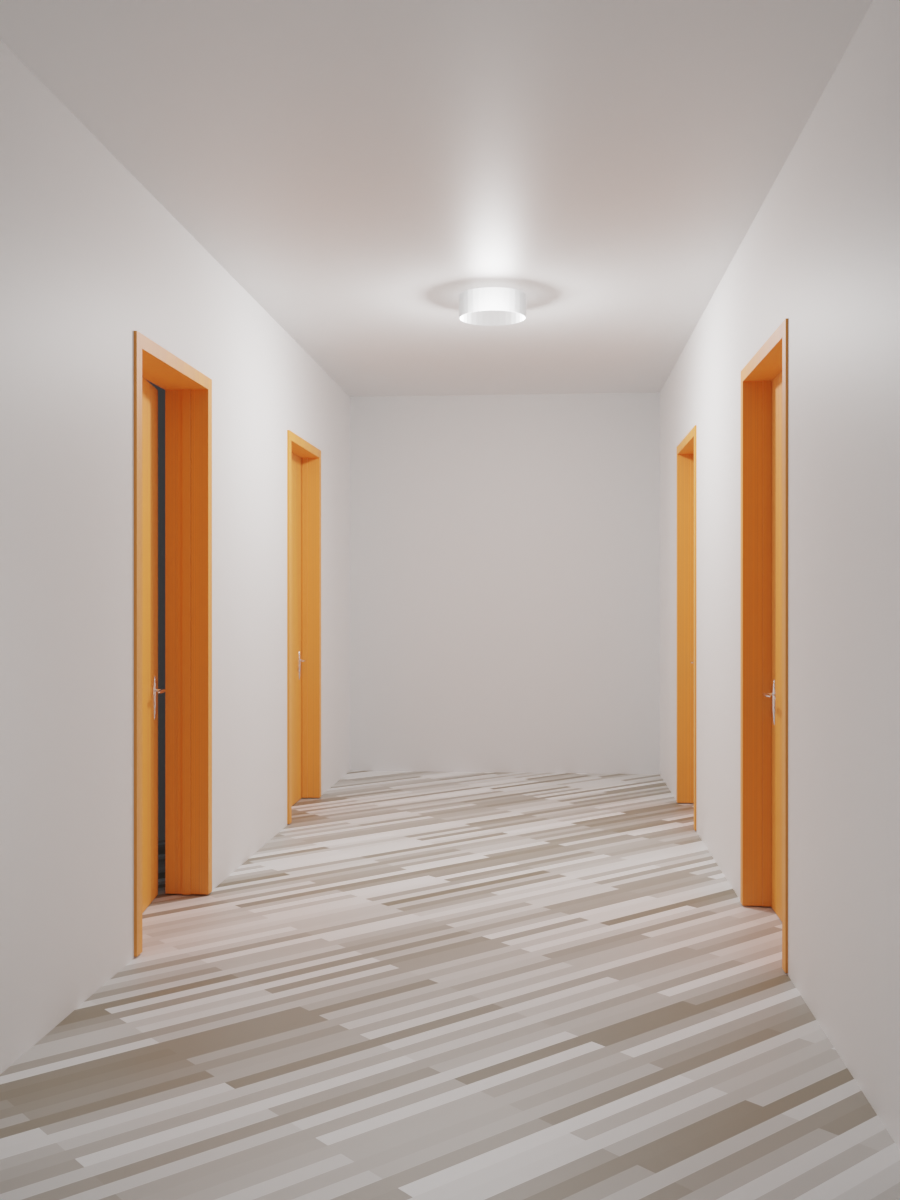
Konventionelle Flurbeleuchtung mit Deckenleuchte
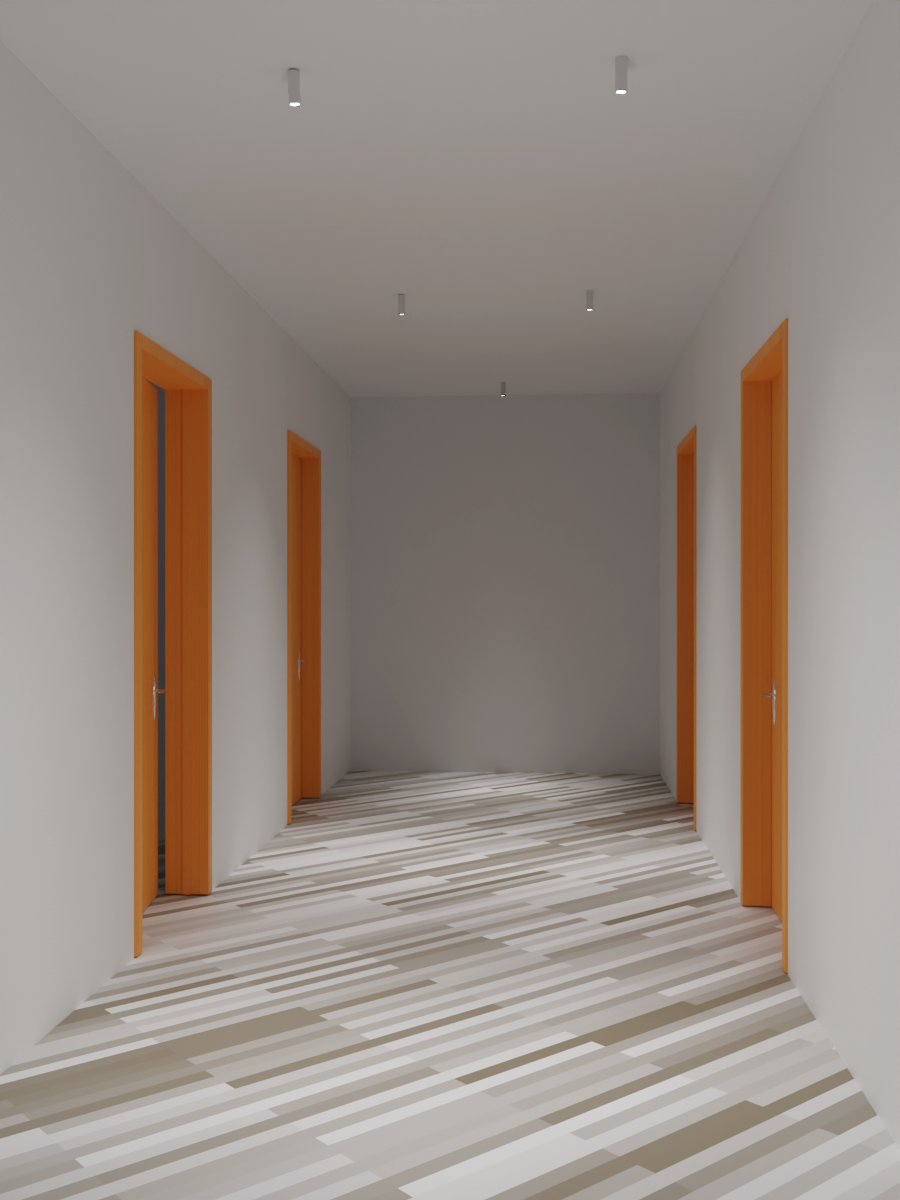
Nach unten gerichtete Strahler leuchten den Boden aus, erzeugen aber nicht den Eindruck von Helligkeit.
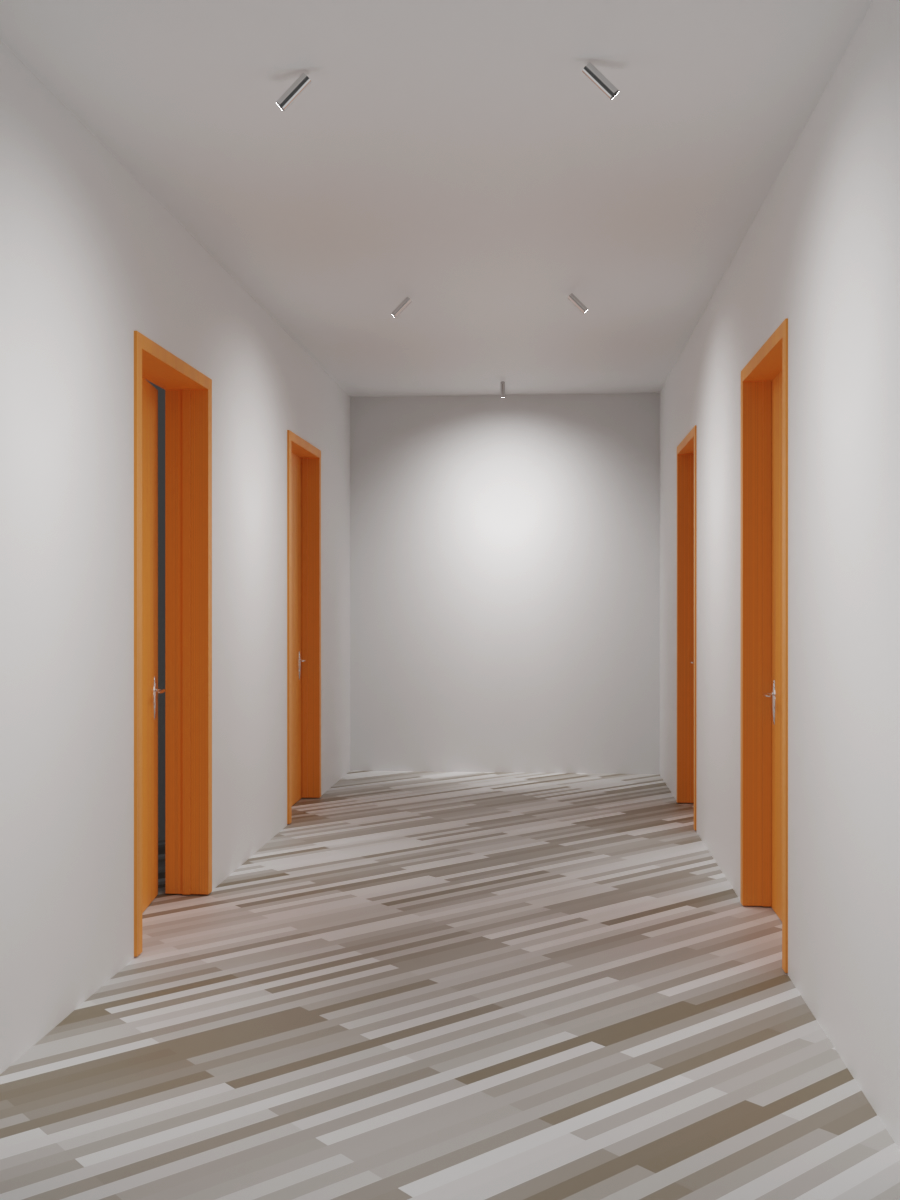
Dieselben Strahler, gegen die Wände gerichtet; der Raum wirkt dadurch nicht nur heller, sondern auch größer.
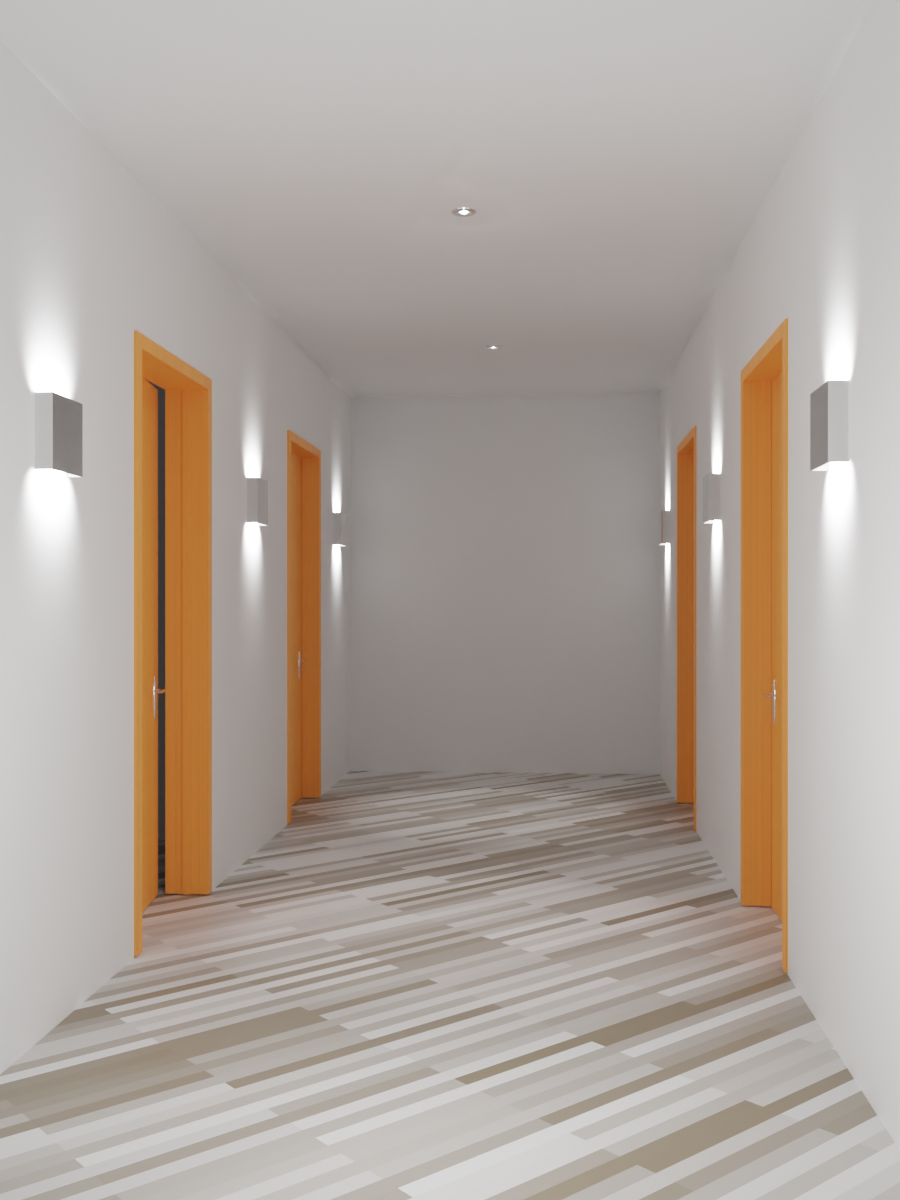
Auch abgeblendete Wandleuchten bringen Licht auf die Wände und lassen einen schmalen Flur dadurch breiter wirken.
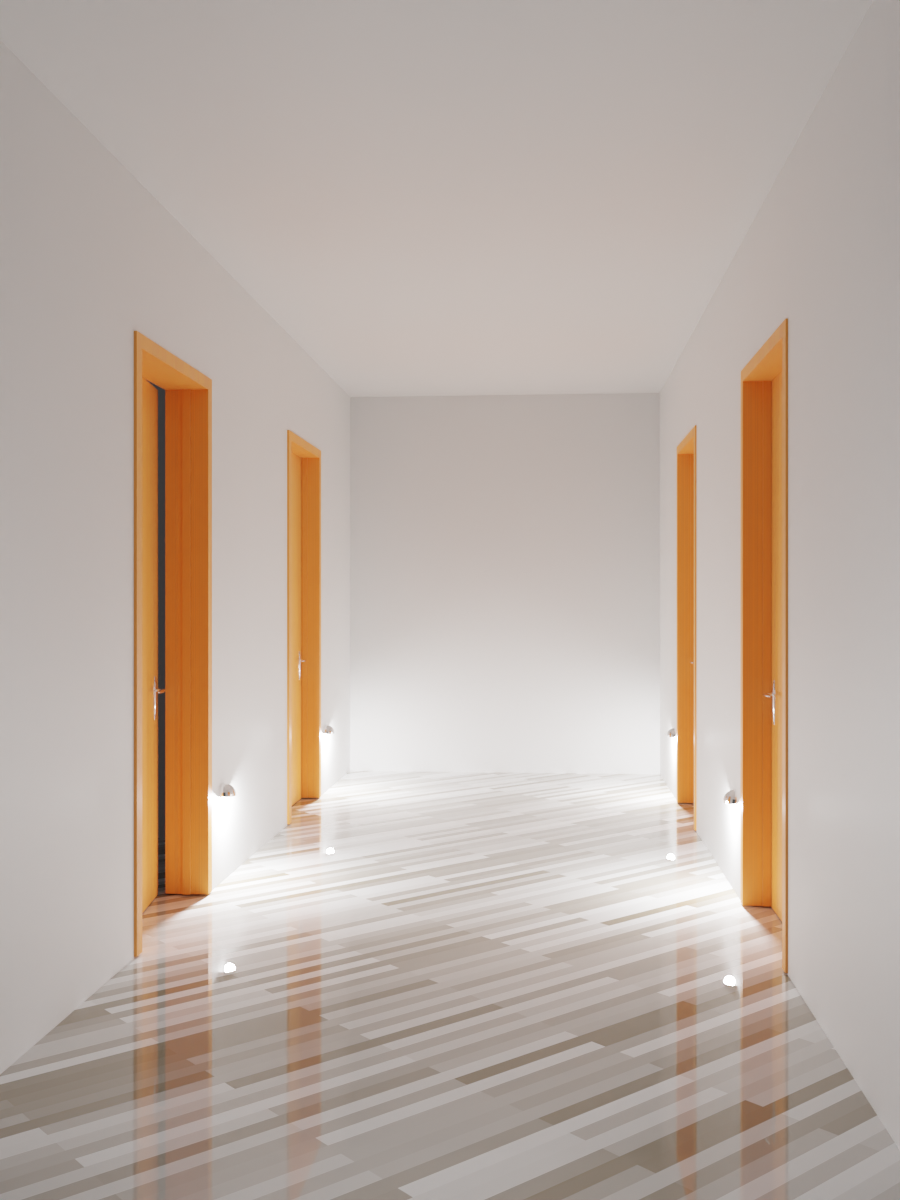
Bodennahe Lichtquellen, die den Boden ausleuchten
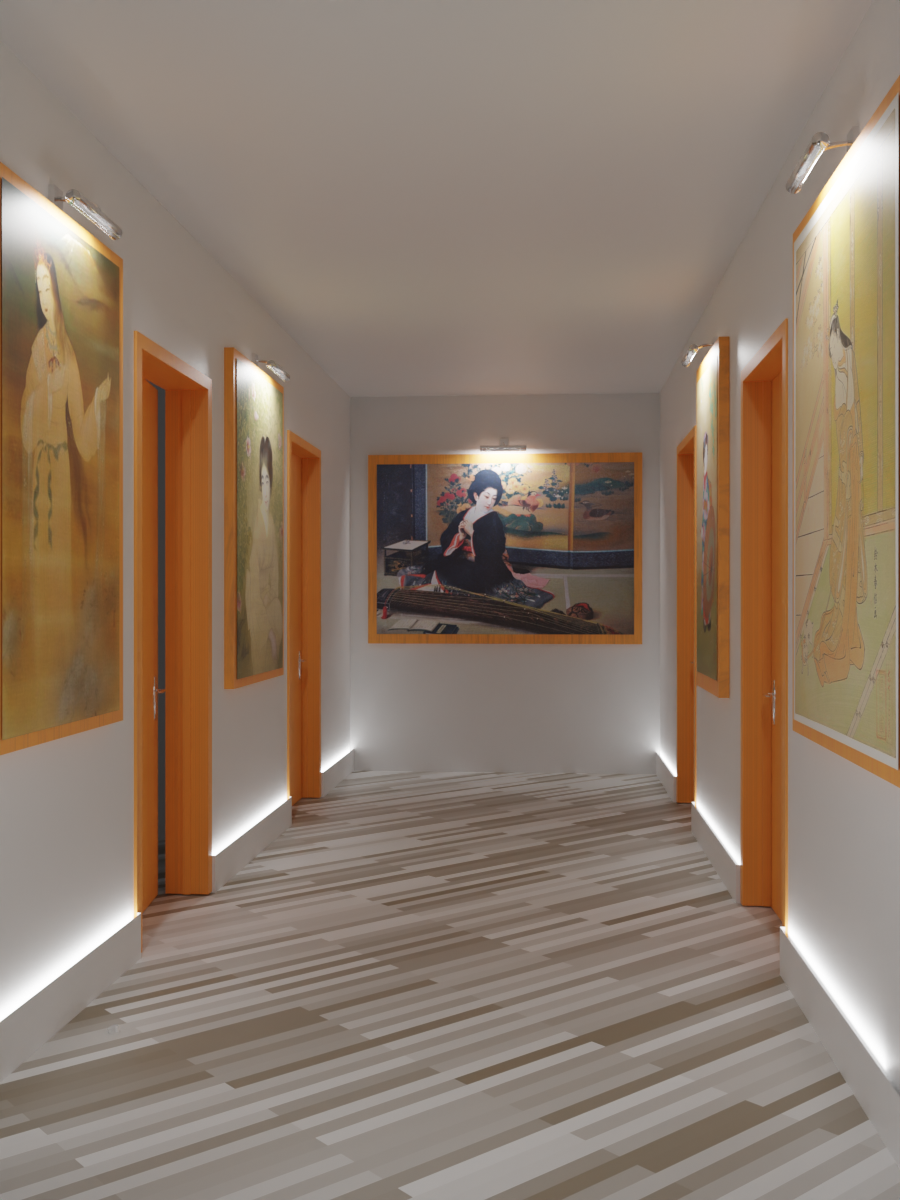
Flur als Kunstgalerie mit Akzentlicht auf den Kunstwerken; Bodenleisten mit integrierten linearen Lichtquellen
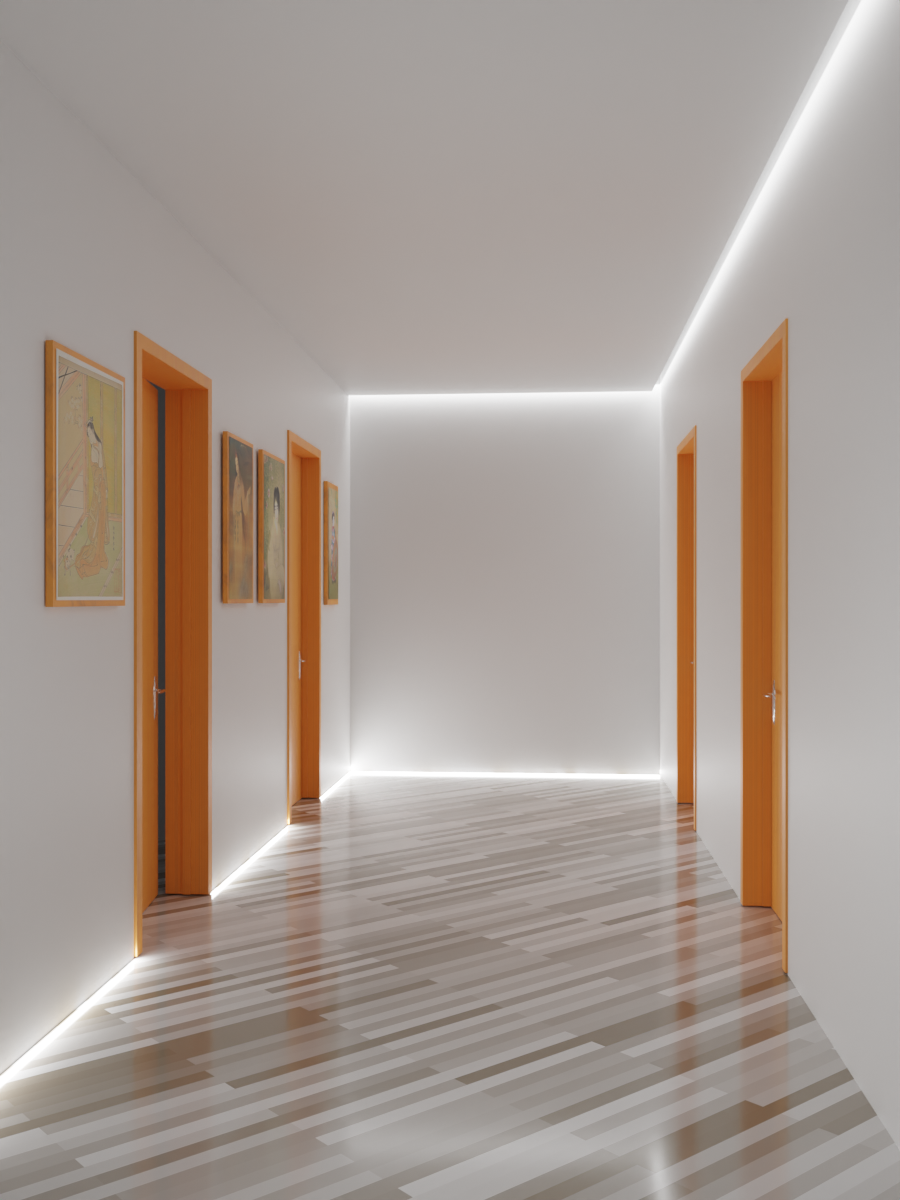
Lineare Lichtquellen an den Übergängen zwischen horizontalen und vertikalen Flächen
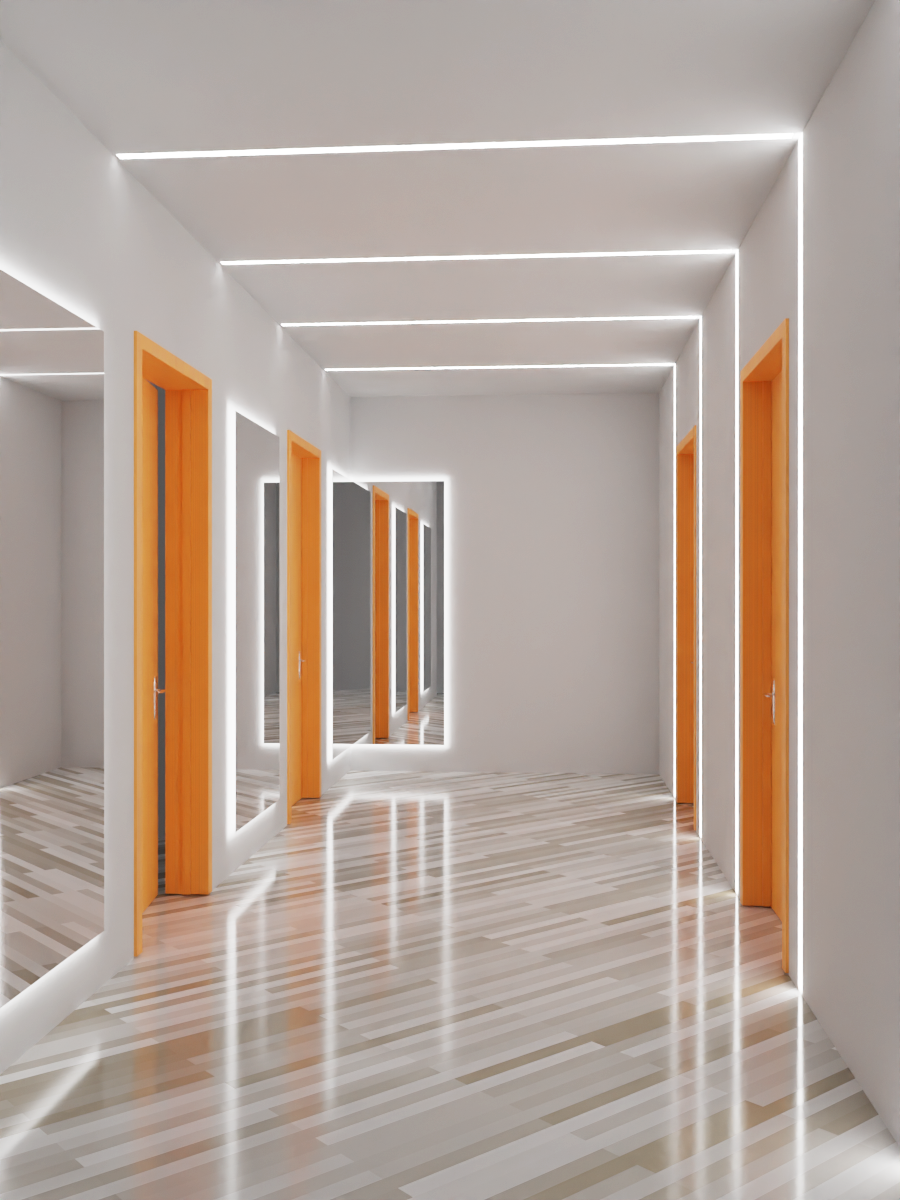
Insbesondere in schmalen Fluren kann es sinnvoll sein, Spiegel in das Lichtdesign einzubinden.

Wenn sie eng und hoch sind, stellen Flure lichtdesignerisch besondere Herausforderungen:

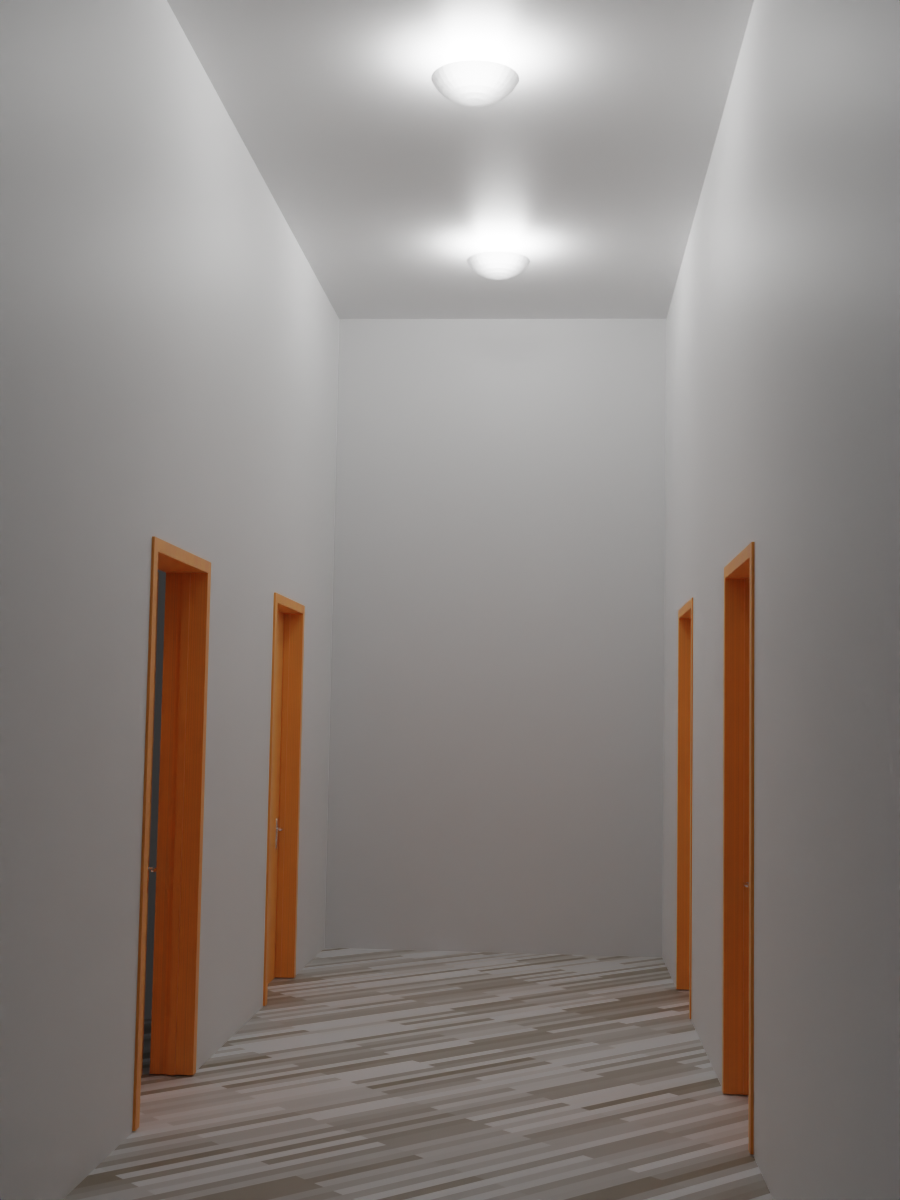
Ungünstige Beleuchtung in einem hohen Flur
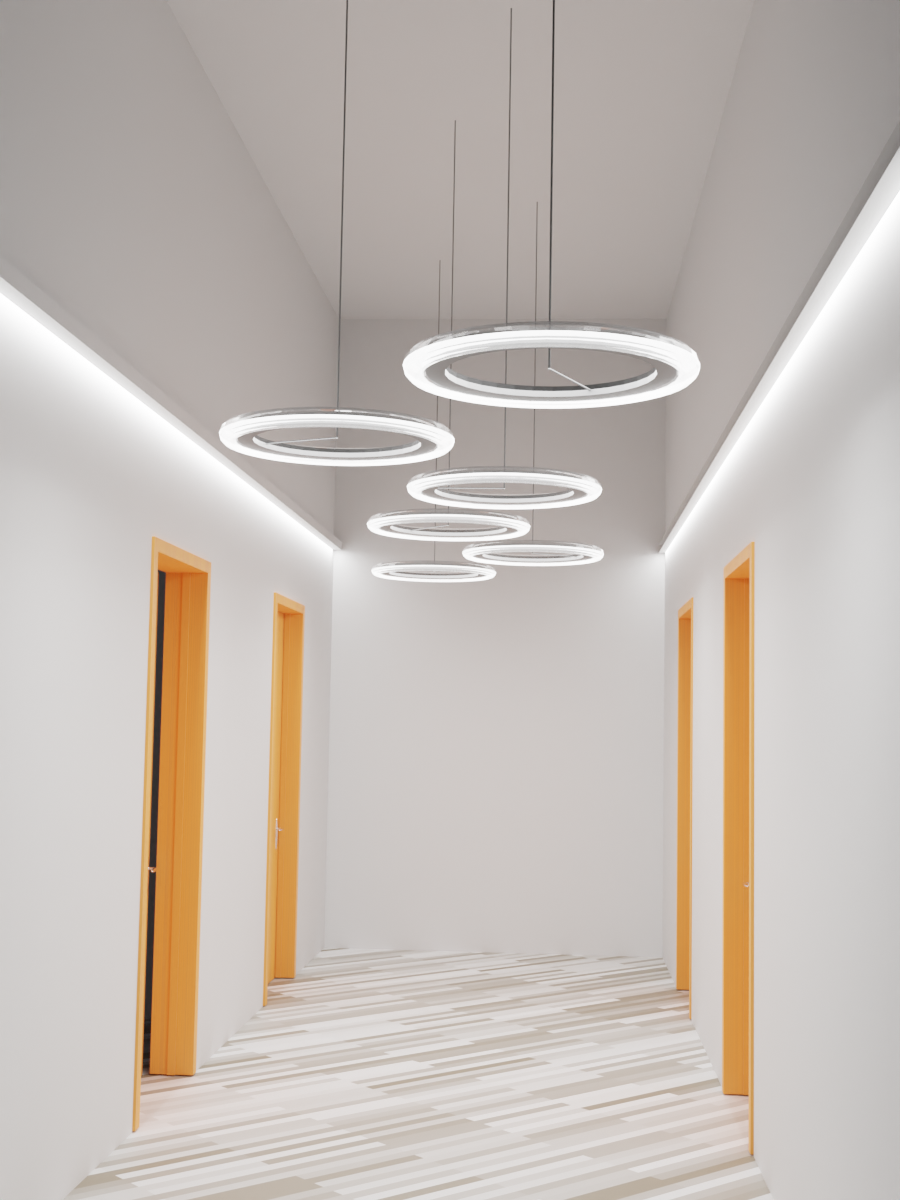
Geschickte Lichtinstallationen können die Deckenhöhe vergessen lassen.
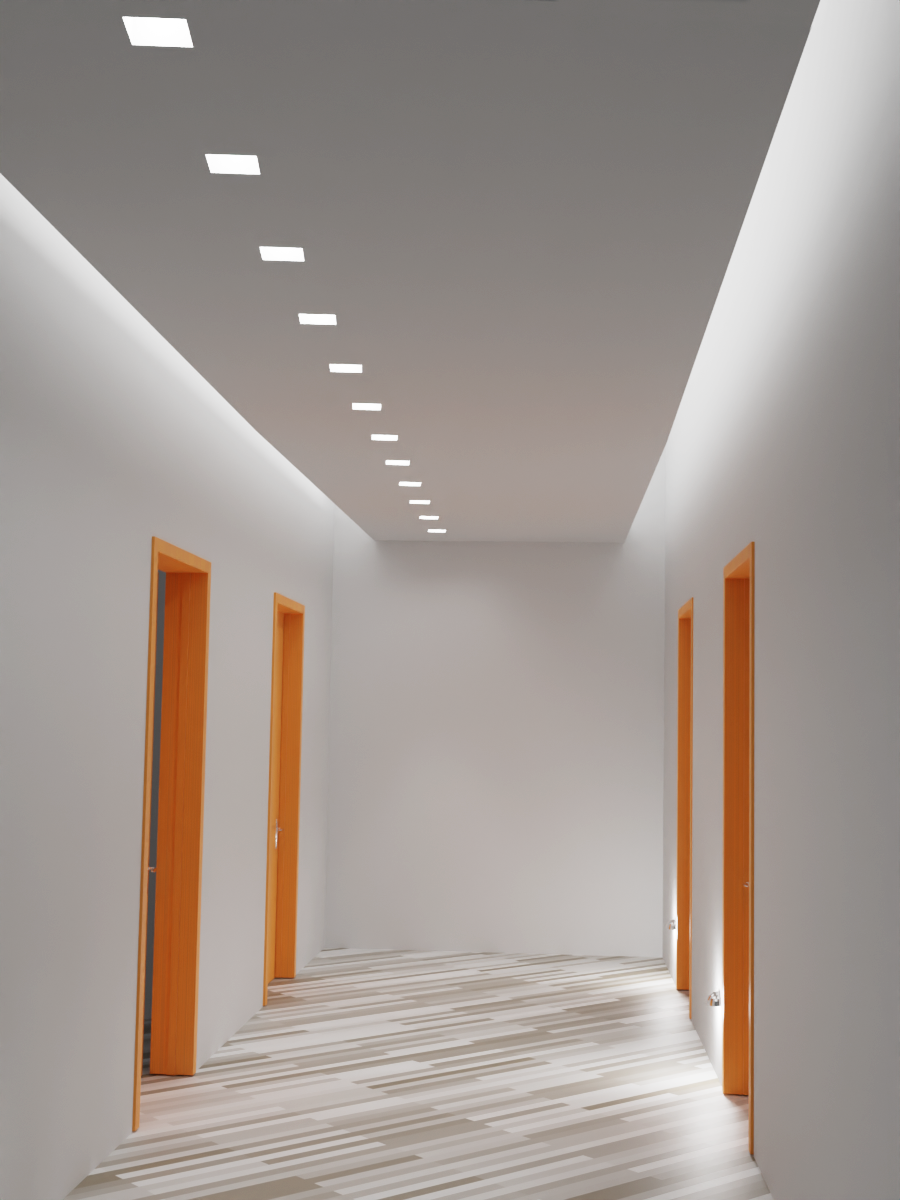
Ein Deckensegel kann in einem hohen Flur nicht nur die Raumproportionen verbessern, sondern auch das Lichtdesign unterstützen.
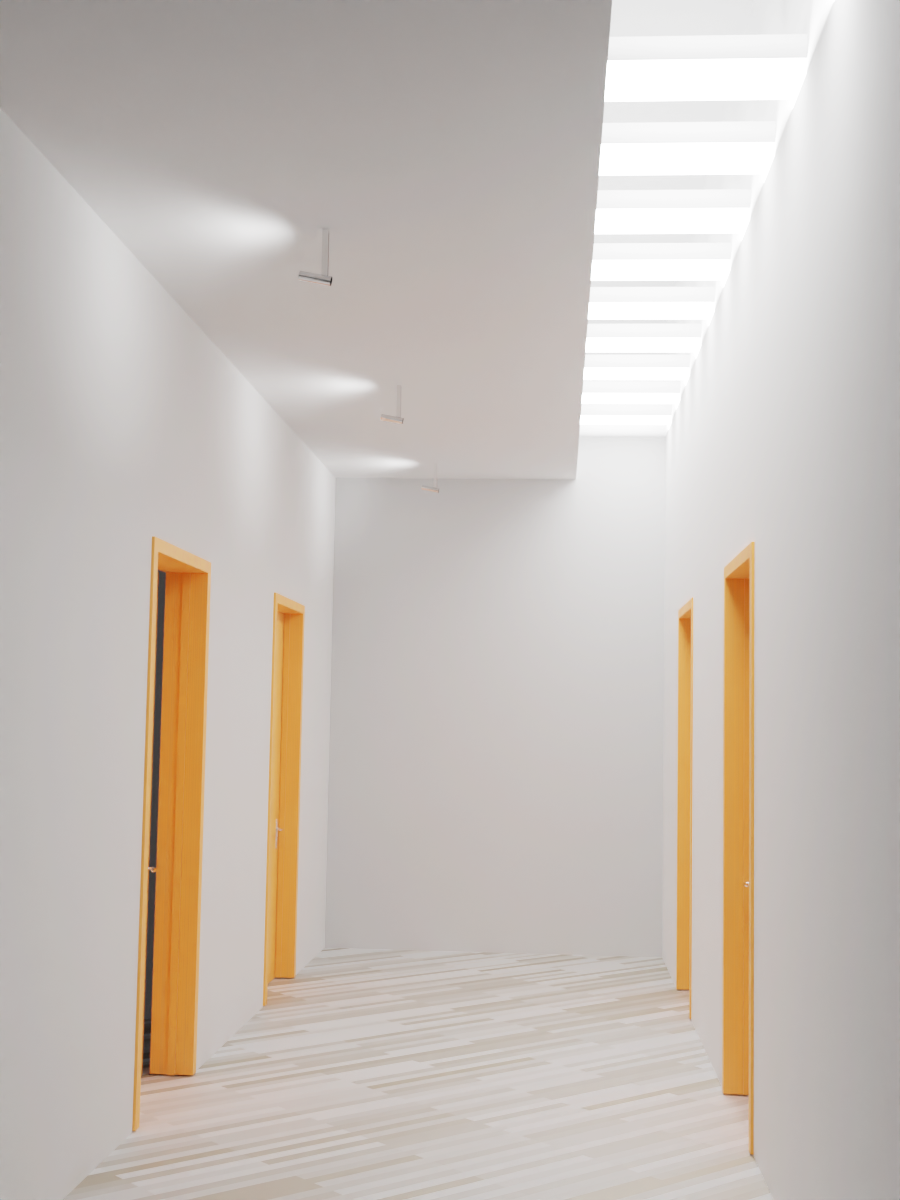
Es kann für Lichtinstallationen verwendet werden, die Einfall von Tageslicht durch Oberlichter simulieren.

In Fluren, die von ihren Bewohnern während der Nacht benutzt werden, gilt die Zusatzeinrichtung einer Alternativbeleuchtung (stark gedämpft und idealerweise bodennah installiert) als zweckmäßig. U. a. mit dem Ziel der Energieersparnis wird Flurbeleuchtung heute oft mit Bewegungssensoren verbunden.

### Treppen
Treppen sind umso sturzsicherer, je sorgfältiger die Stufen ausgeleuchtet sind; viel Licht im oberen Bereich des Treppenraumes dagegen ist nicht nur verzichtbar, sondern kann die Sicherheit im Gegenteil beeinträchtigen. Wenn Lichtquellen nicht nahe den Stufen, sondern in gewisser Entfernung davon installiert werden sollen oder müssen, eignet gerichtetes Licht aus blendfrei positionierten Strahlern oder Punktstrahlern sich, weil es Schatten wirft und die Form der Stufen dadurch akzentuiert, besser als Streulicht. Für eine stufennahe Installation dagegen eignen sich insbesondere LED-Treppenleuchten, sowie LED-Bänder und -Lichtleisten. Um Energiekosten zu sparen, werden bei der Treppenbeleuchtung gelegentlich Bewegungssensoren eingesetzt.

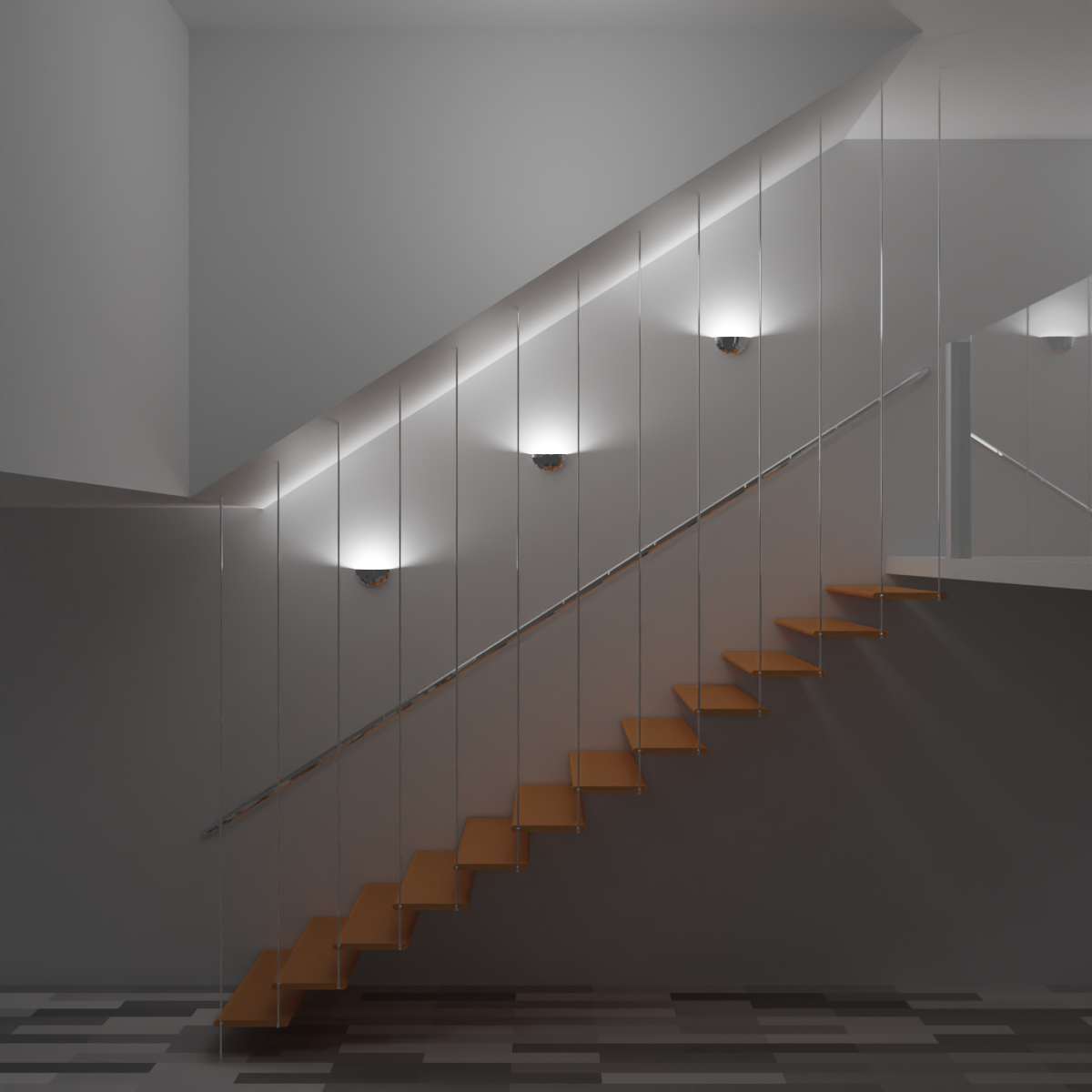
Beispiel für eine unsachgemäße Treppenbeleuchtung: Während die Stufen im Dunkeln liegen, lenken die Wandleuchten den Blick nach oben.
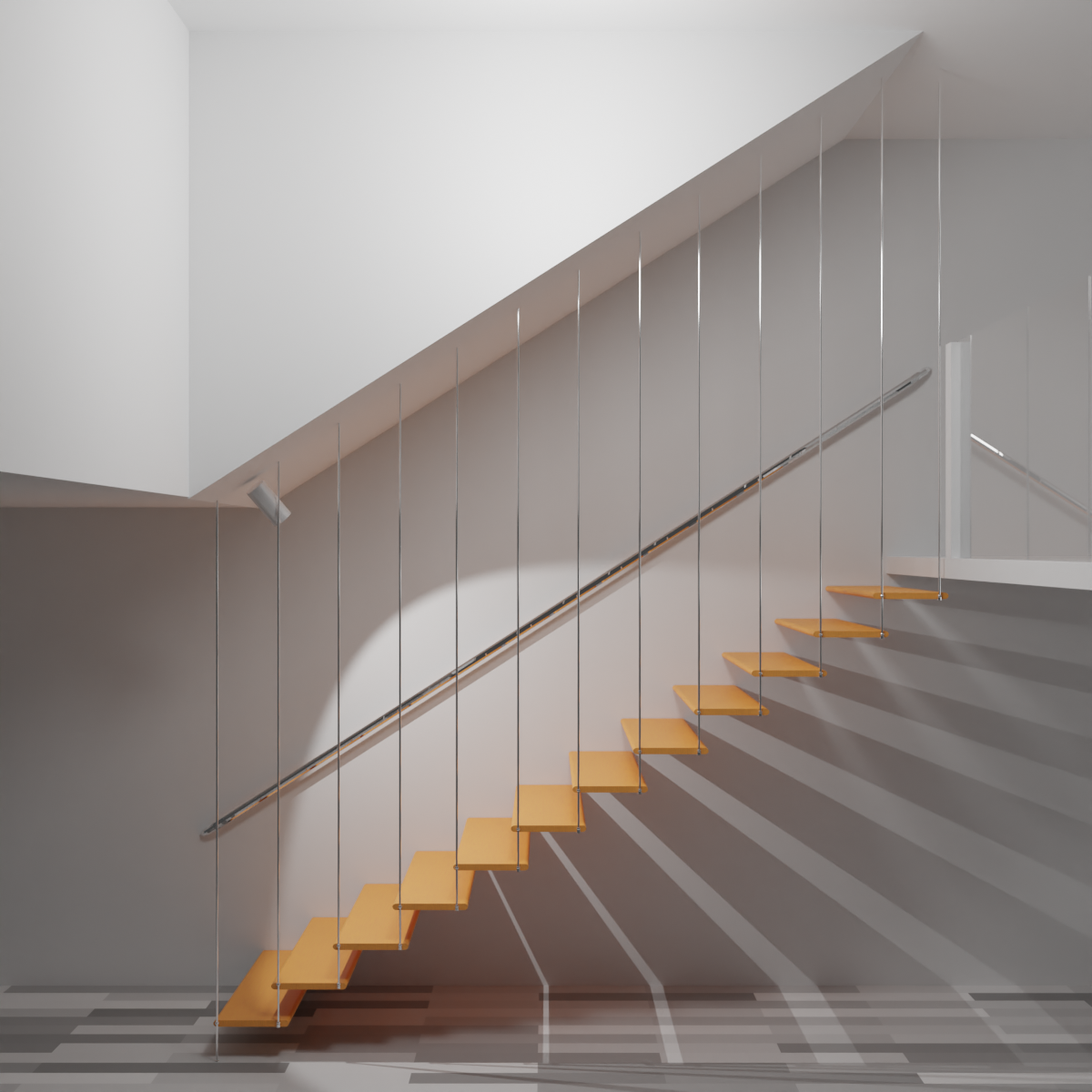
Deckennahe Lichtquelle, beim unteren Treppenabsatz installiert (unzweckmäßig, weil Tritt- und Setzstufe gleichermaßen beleuchtet werden)
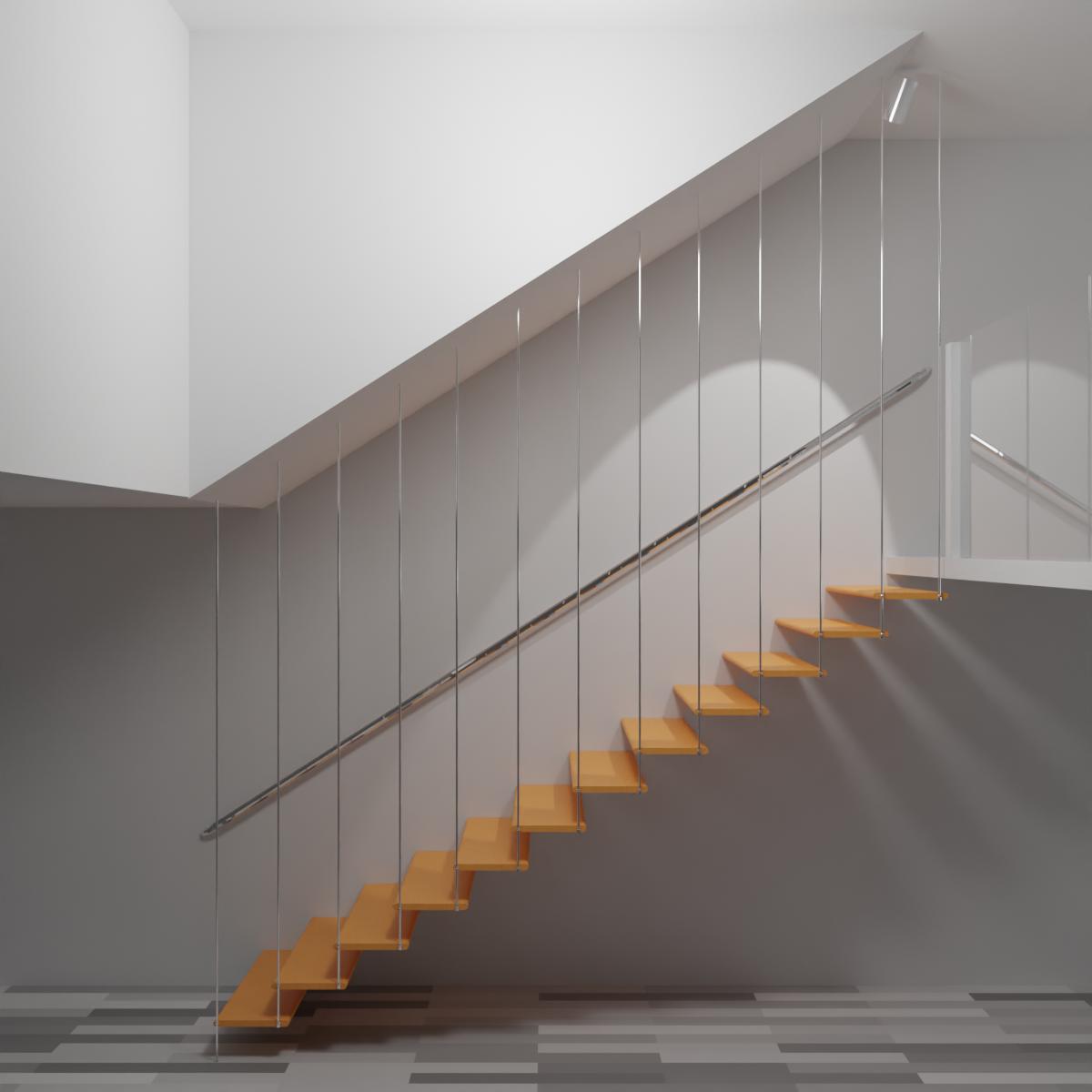
Deckennahe Lichtquelle, beim oberen Treppenabsatz installiert
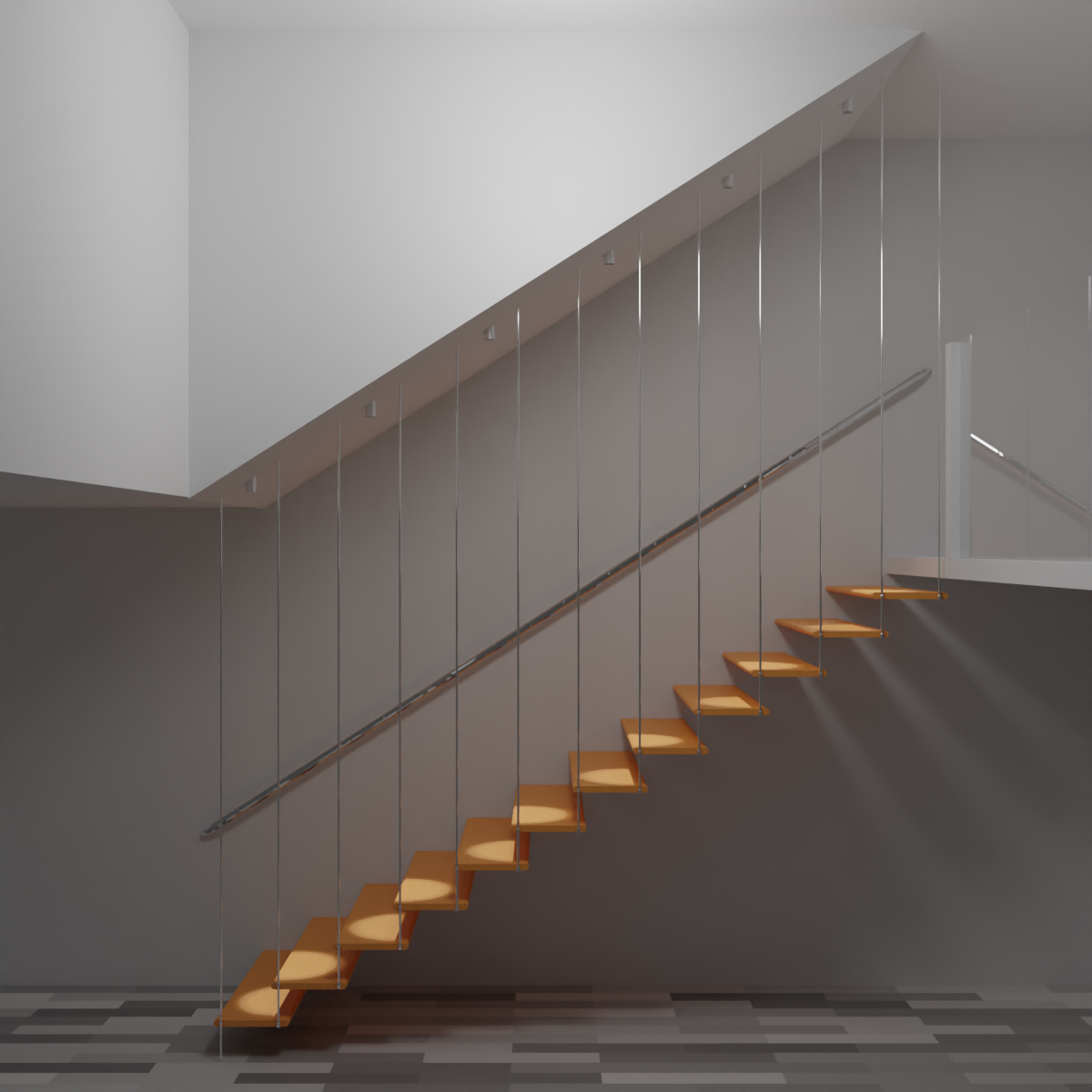
Deckennah installierte Punktstrahler
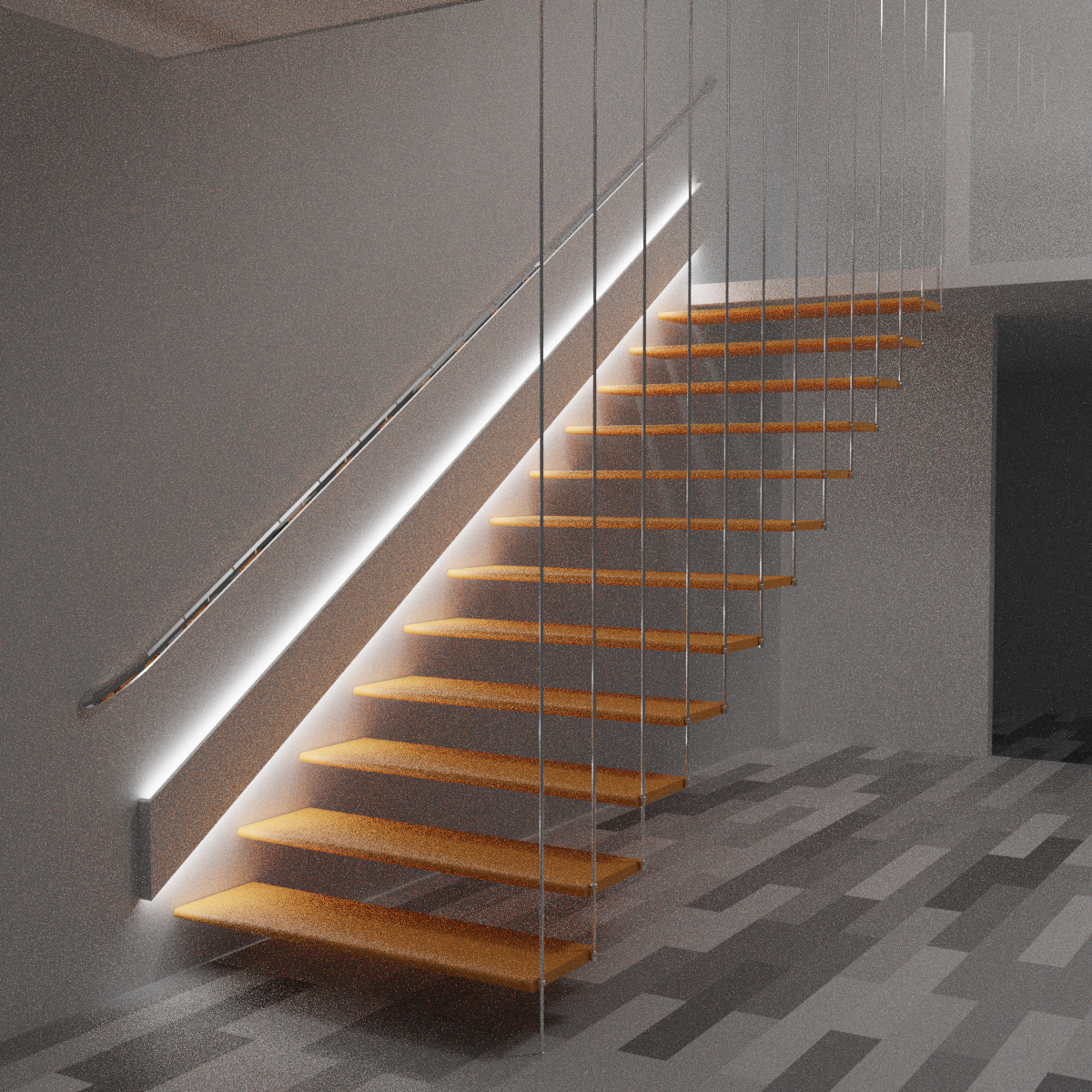
Stufennahe lineare Lichtquelle, hinter einer Wandblende
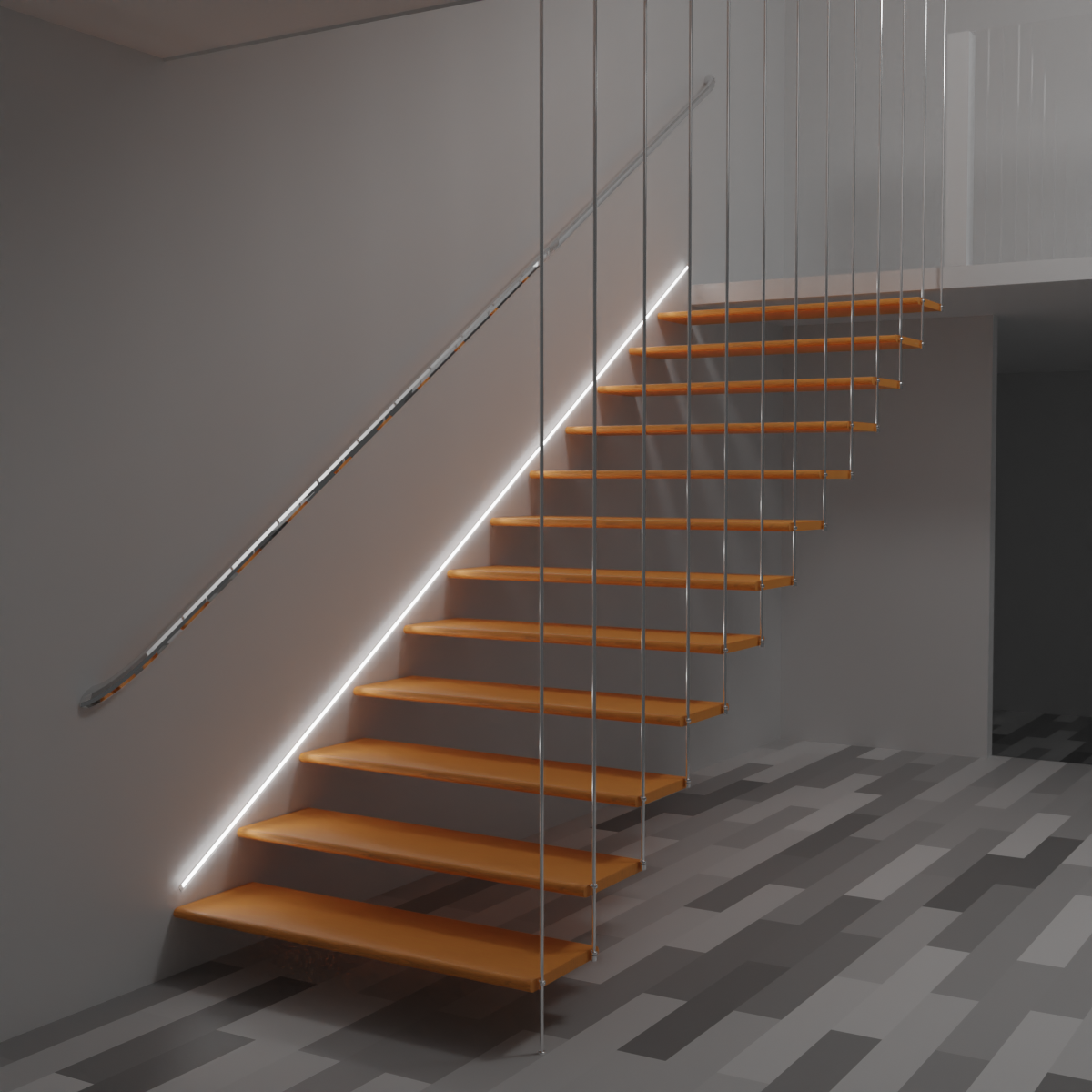
Ähnlich, aber mit einem einfachen LED-Band
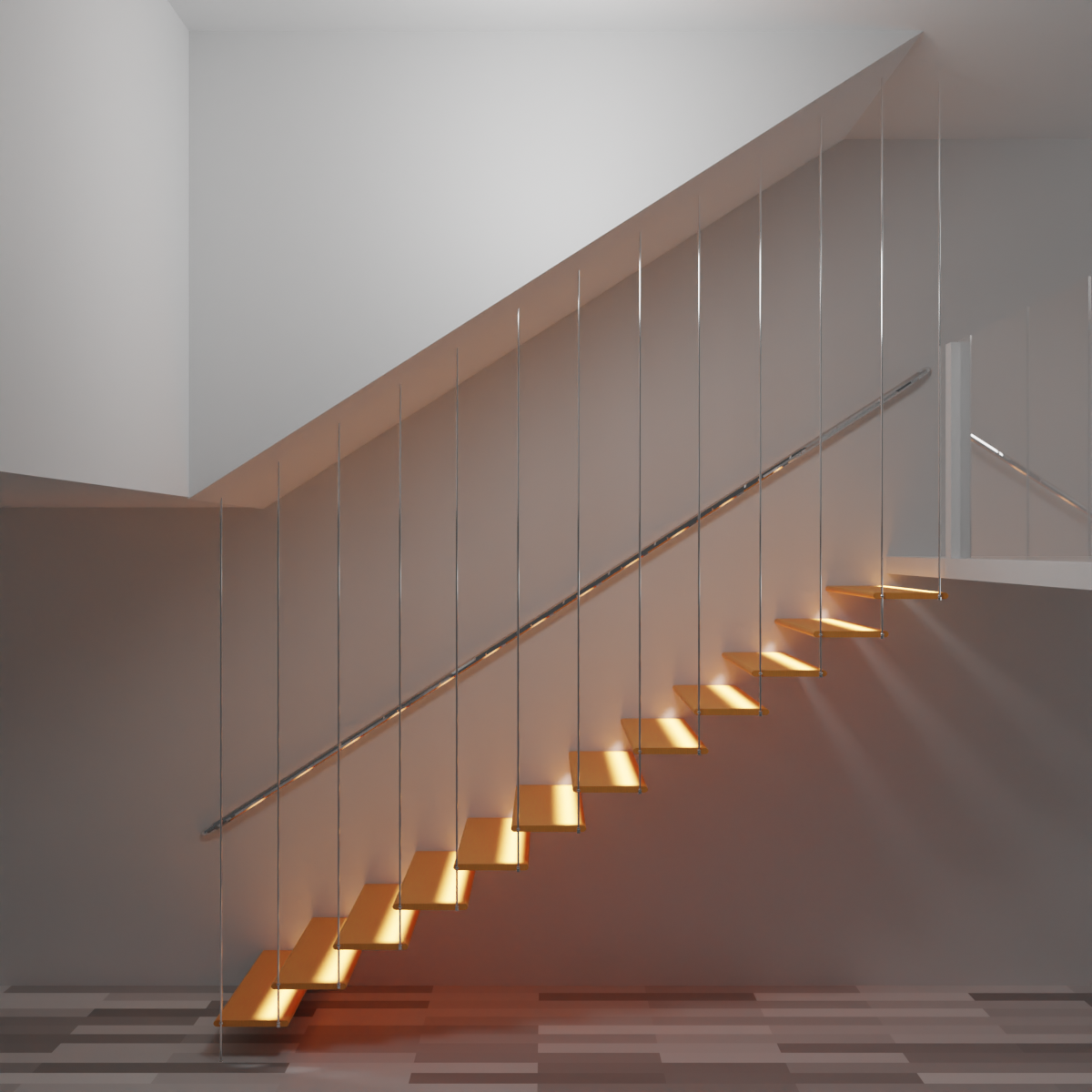
Unter den einzelnen Stufen installierte lineare Lichtquellen
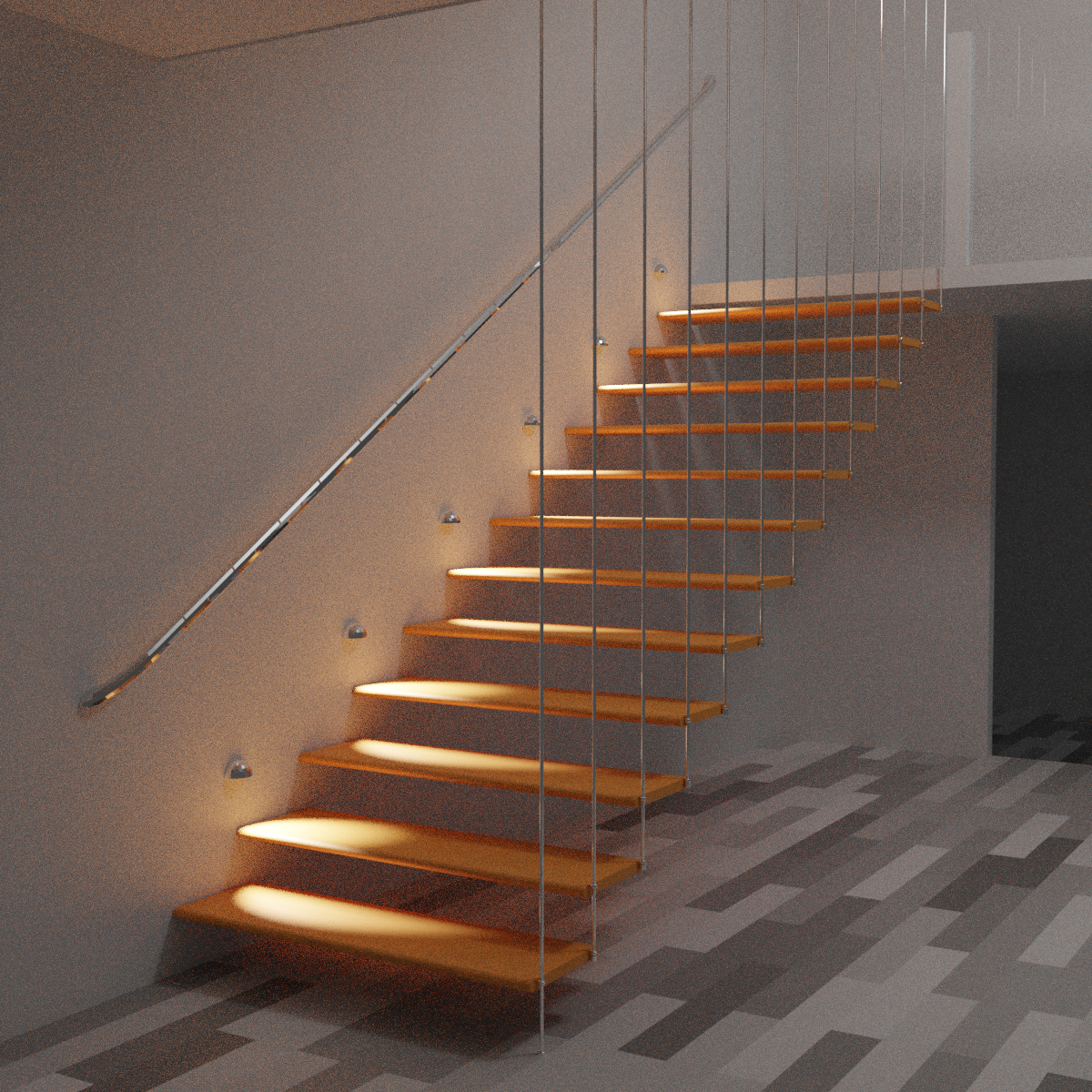
Stufennah installierte Lichtquellen
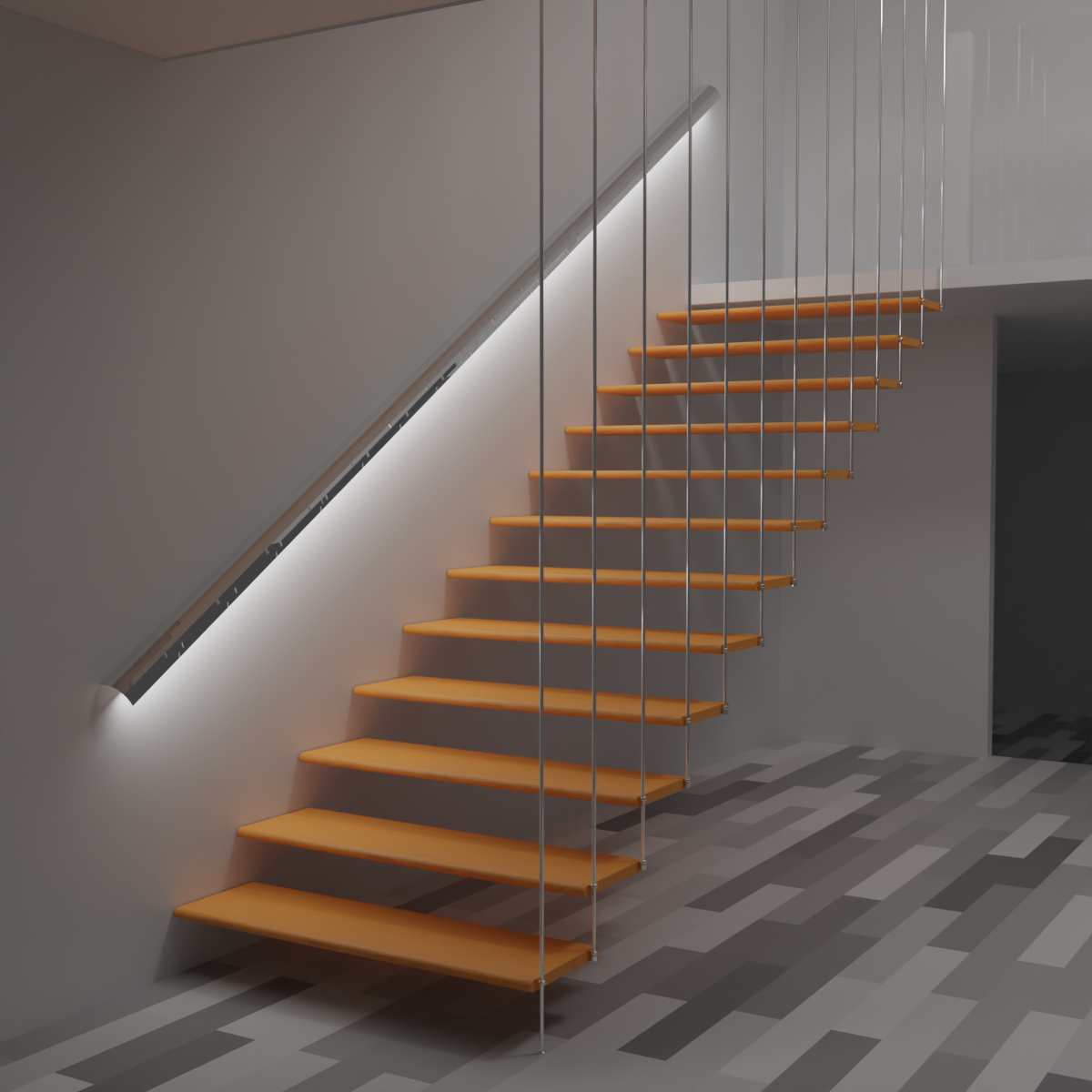
Lineare Lichtquelle, in den Handlauf integriert

### Küchen

#### Fünfschichtige Beleuchtung
Küchen können – wie jeder andere Innenraum auch – fünfschichtig ausgeleuchtet werden:

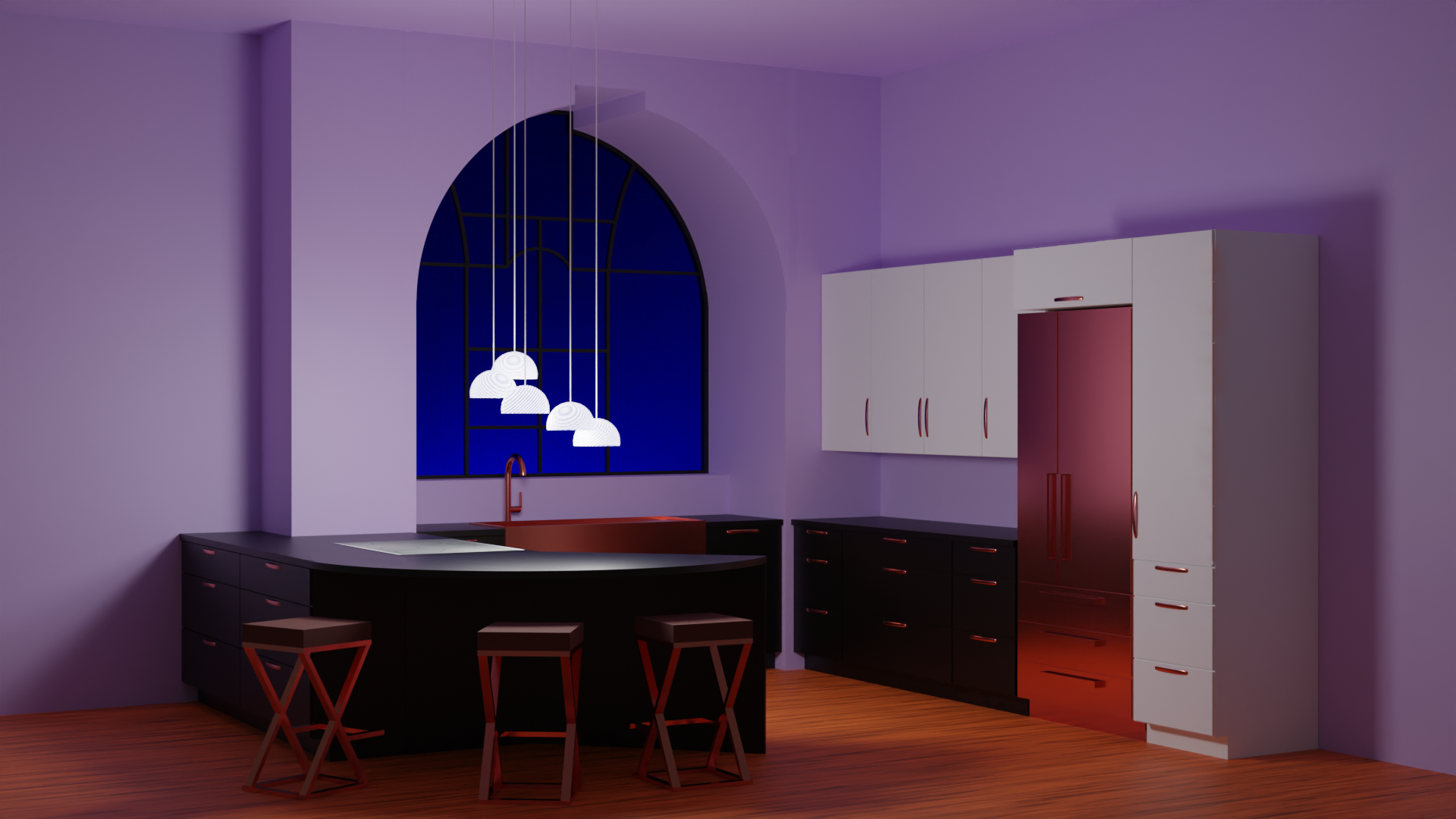
Choreografie: Pendelleuchten über der Bar laden ein, sich hier niederzulassen
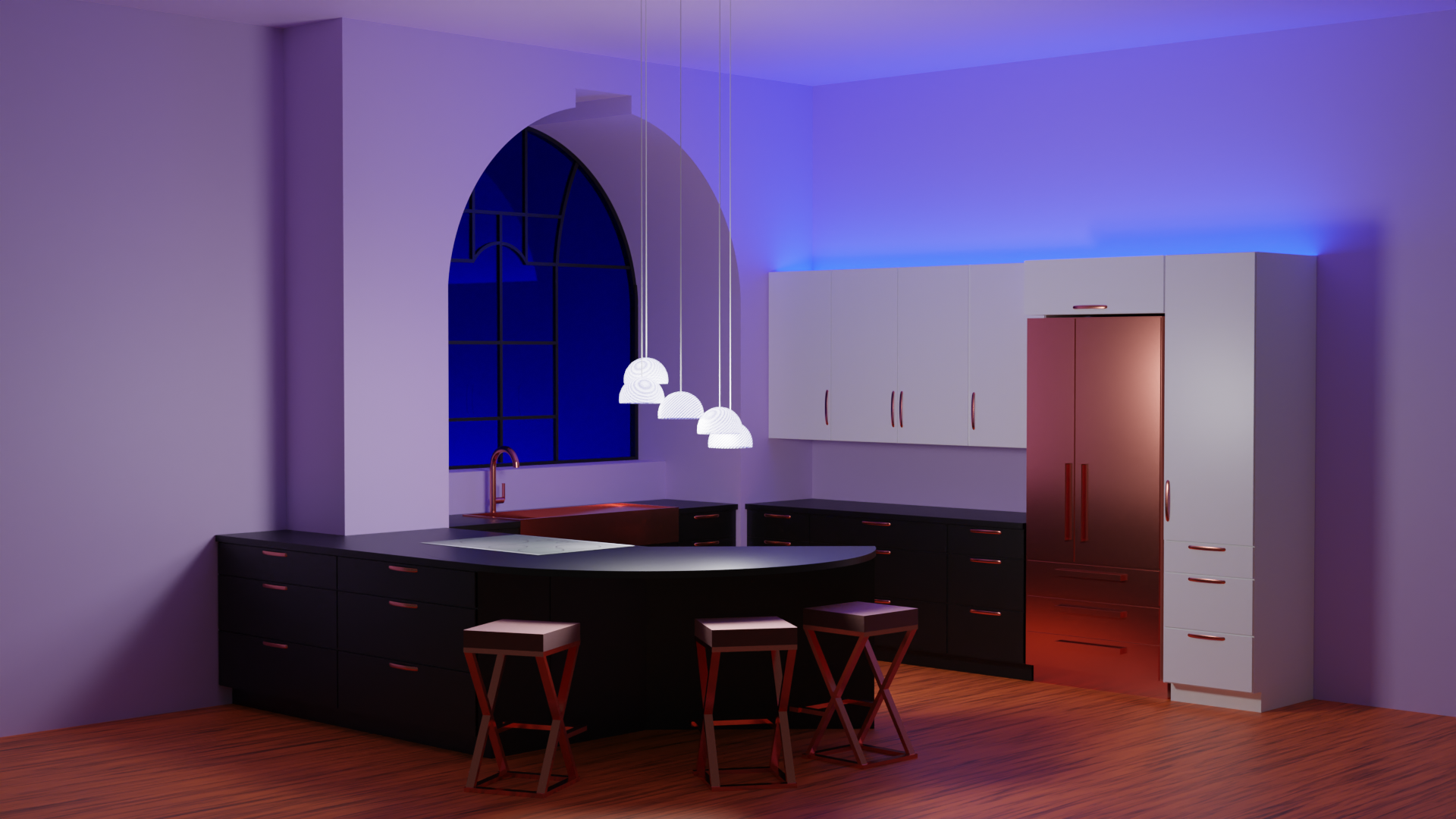
Stimmung: Blaues Grundlicht (auf den Ober- und Hochschränken, linear)
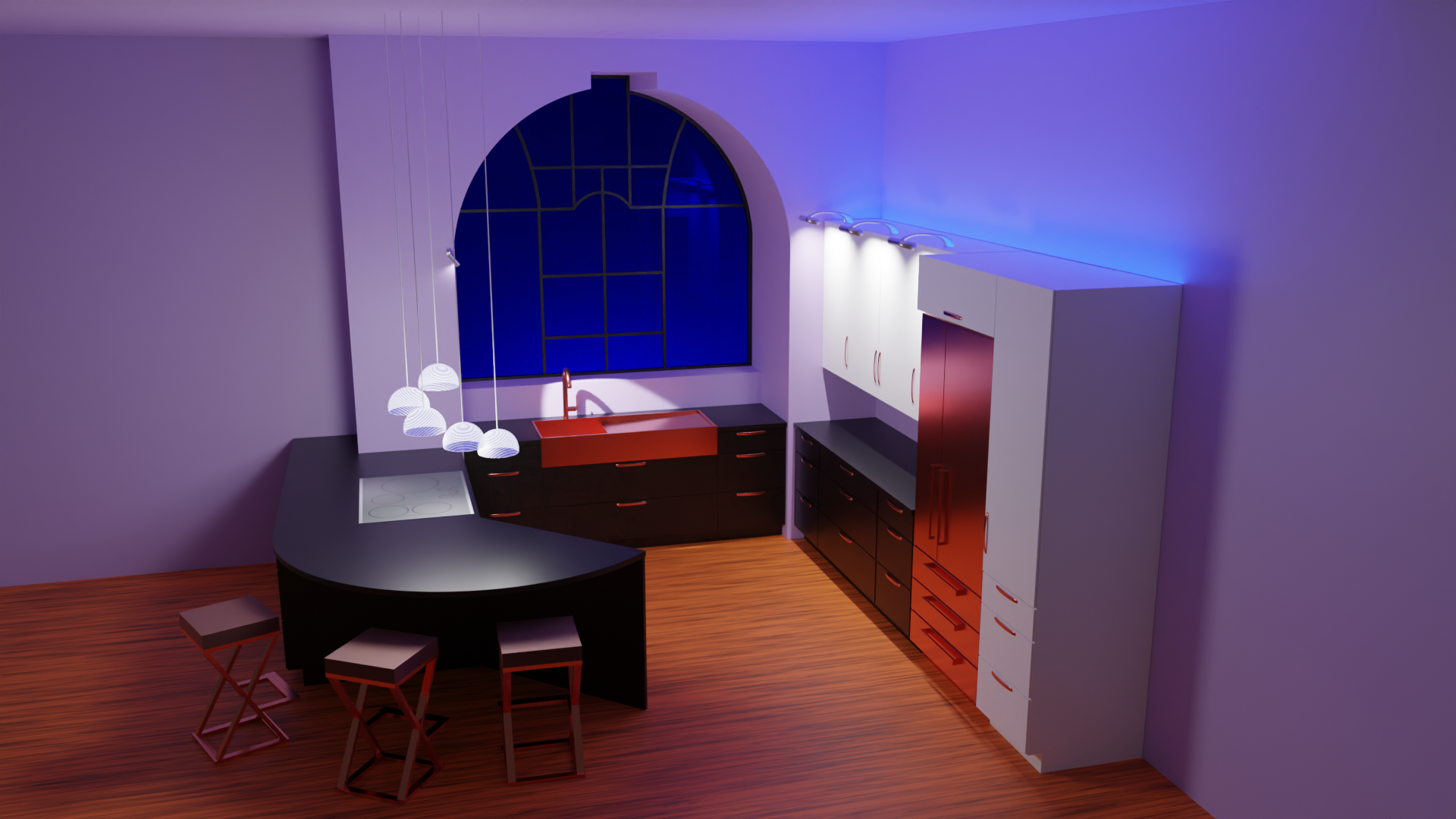
Akzentuierung von Objekten: hier die kupferfarbene Spüle und die Türen der Oberschränke
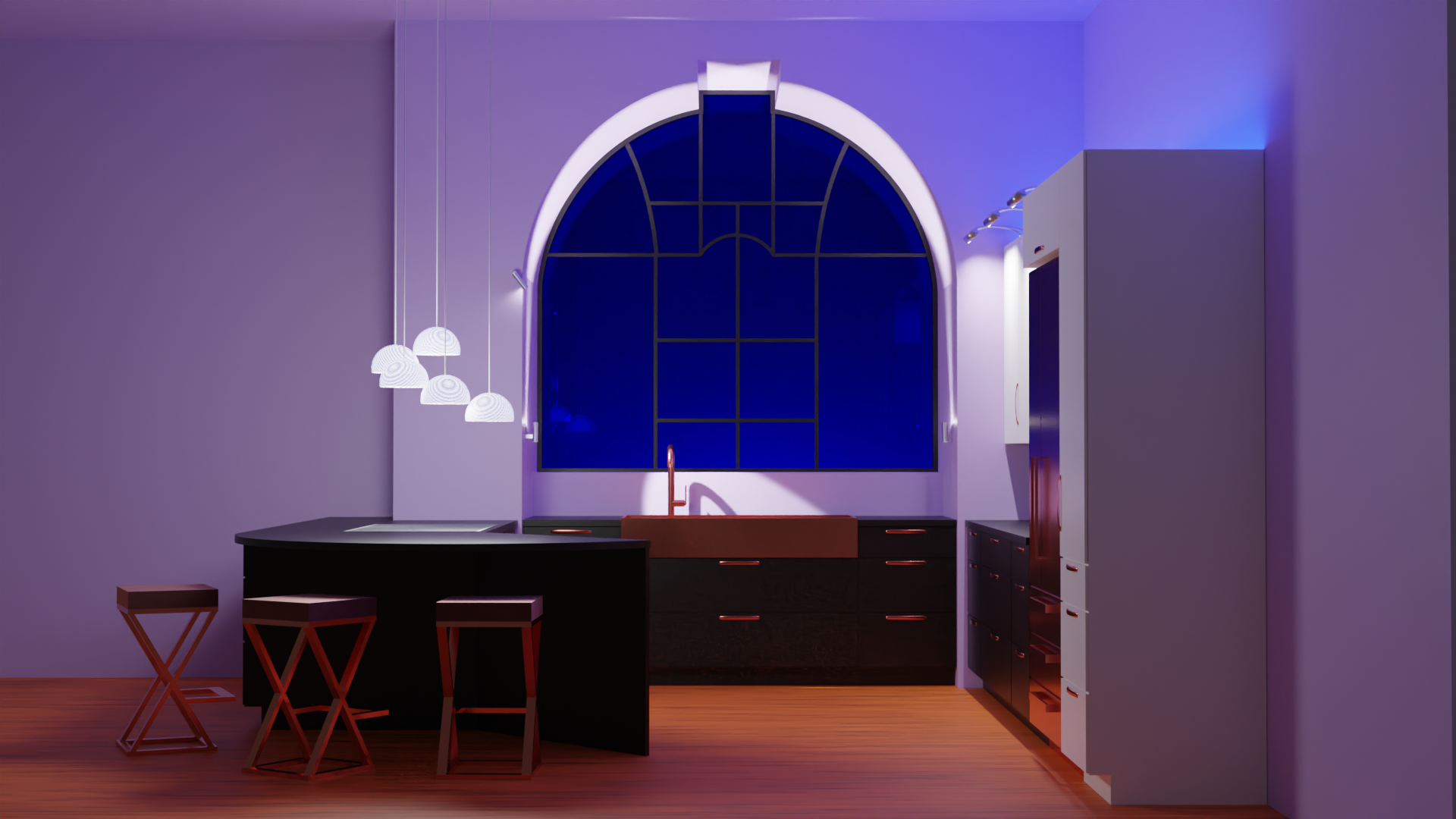
Artikulation der Architektur: hier Akzentuierung der Fensterlaibung
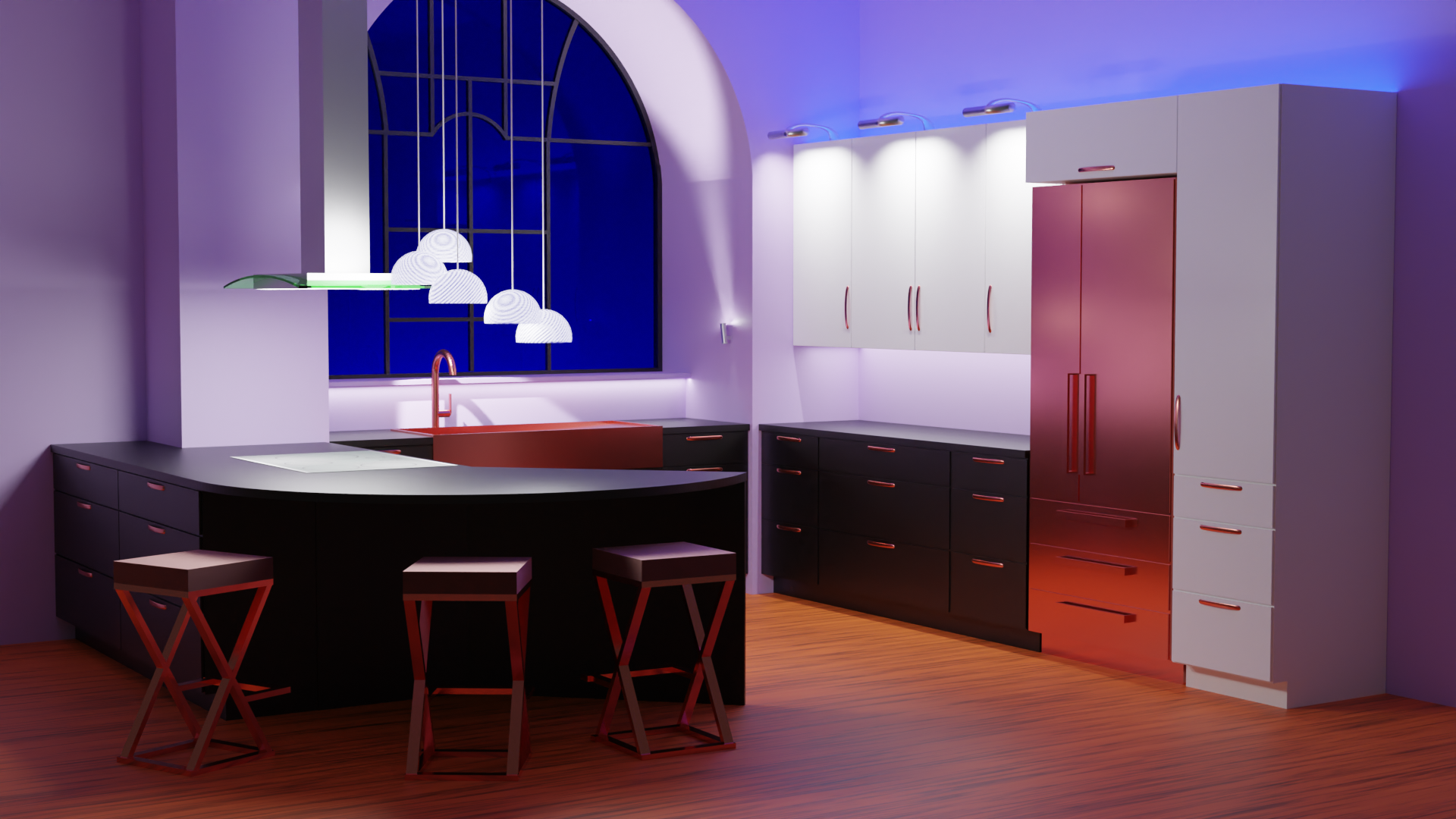
Aufgabenlicht: über dem Kochfeld eine Abzugshaube mit integriertem Licht, lineare Lichtquellen unter der Fensterbank und unter den Oberschränken

Zu den Lichtquellen, die fast ausschließlich in Küchen verwendet werden, zählen LED-Unterschrankleuchten (handelsüblich als Lichtleisten, als Pukks und als Spots) sowie solche Leuchten, die in Elektrogeräten wie etwa Dunstabzugshauben integriert sind. Eine Entwicklung der jüngeren Zeit ist der Gebrauch von Lichtsystemen in Schubladen und Schränken. Da Innenschrankleuchten die meiste Zeit ausgeschaltet bleiben, werden sie oft aus Batterien gespeist.

#### Vierschichtige Beleuchtung
Professionelles fünfschichtiges Lichtdesign ist als Ensemble gedacht, dessen einzelne Komponenten einander ergänzen und darum im Normalfall, sobald künstliche Beleuchtung im Tagesverlauf notwendig wird, sämtlich eingeschaltet werden. In der populären Ratgeberliteratur kursieren daneben insbesondere für Küchen weitere Beleuchtungsideen. So unterscheidet man etwa in den Vereinigten Staaten heute oft zwischen der Grundbeleuchtung, der Arbeitsbeleuchtung, der Akzentbeleuchtung und der Verwendung dekorativer Leuchten. Die Beschäftigung mit Küchenbeleuchtung ist aus einer Reihe von Gründen in den USA besonders intensiv. Dazu zählt, dass Küchen dort Statussymbole sind, für die heute im Durchschnitt 26.790 US-Dollar (gut 25.000 €) ausgegeben werden, was regelmäßig auch neue Elektrifizierung und Beleuchtung einschließt. Die Installation von Lichtquellen ist flexibler als in Europa, weil das Innere der Wände und Decken und oft selbst des Bodens durch die Holzrahmenbauweise leicht zugänglich ist. Eine dritte Besonderheit besteht darin, dass amerikanische Küchen heute meist Teil von offenen Grundrissen und dadurch visuell und funktional sehr viel stärker in den Wohnbereich integriert sind als etwa im deutschsprachigen Raum. In einem amerikanischen Wohnhaus ist die Küche darum heute meist derjenige Bereich, der am sorgfältigsten und am komplexesten ausgeleuchtet wird.
Eine weitaus größere Rolle als beim fünfschichtigen Lichtdesign spielen bei amerikanischen Küchen der Bedarf und die Möglichkeit, diesen Bereich zu unterschiedlichen Tageszeiten und für unterschiedliche Verwendungszwecke auch unterschiedlich auszuleuchten. Die einzelnen Komponenten sind darum nicht nur getrennt schaltbar, sondern meist auch dimmbar:

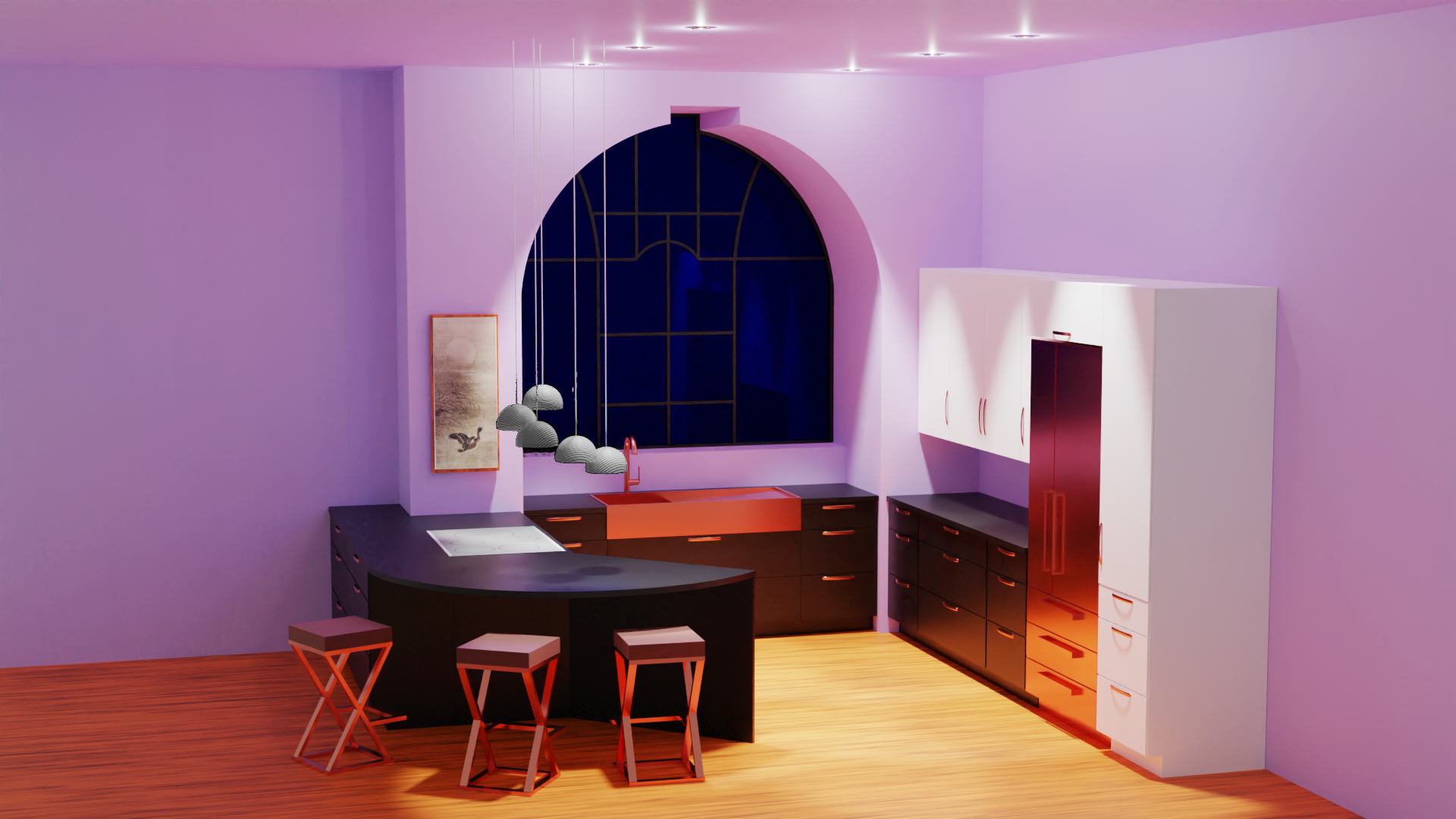
Grundbeleuchtung
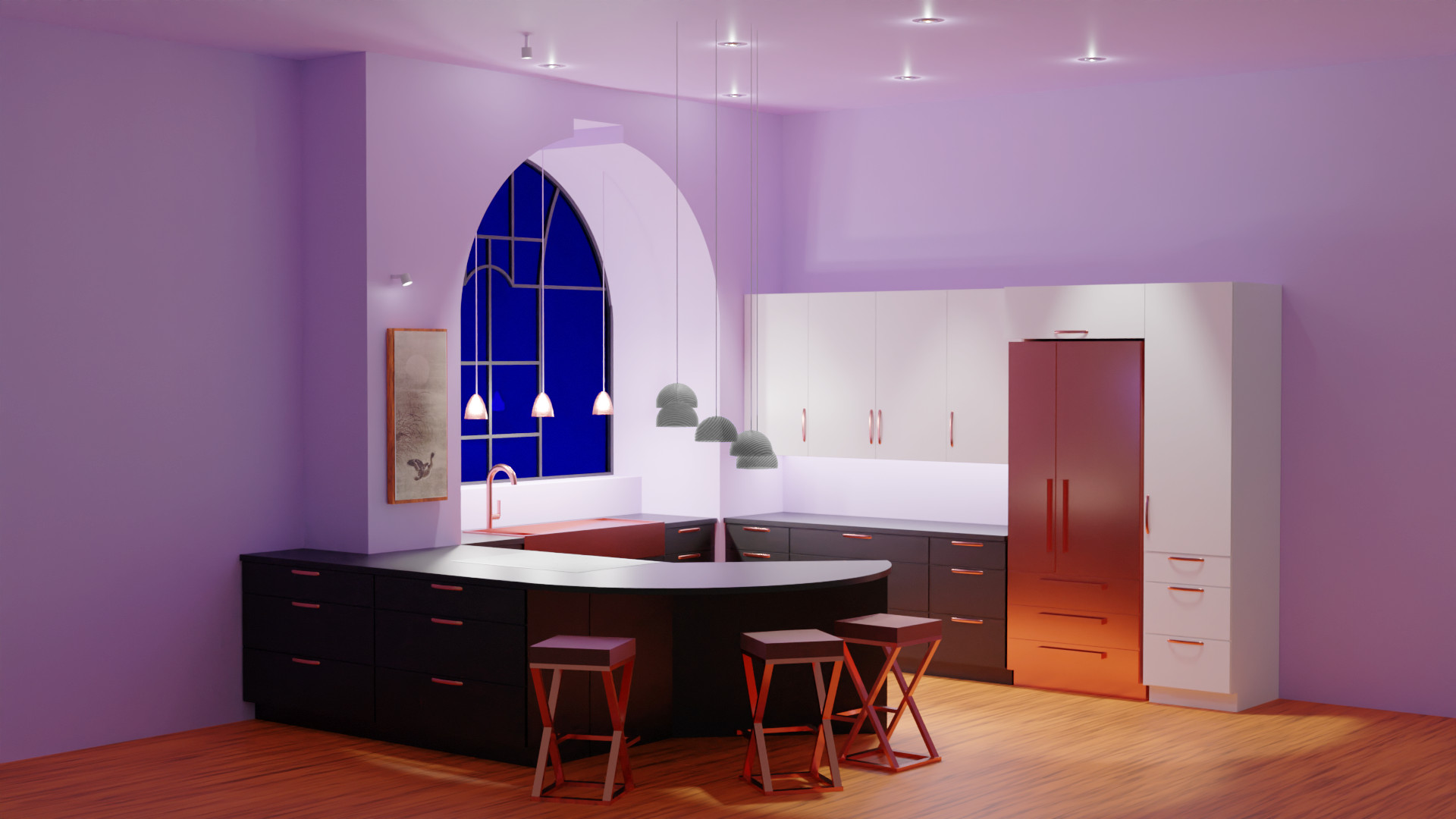
Aufgabenlicht
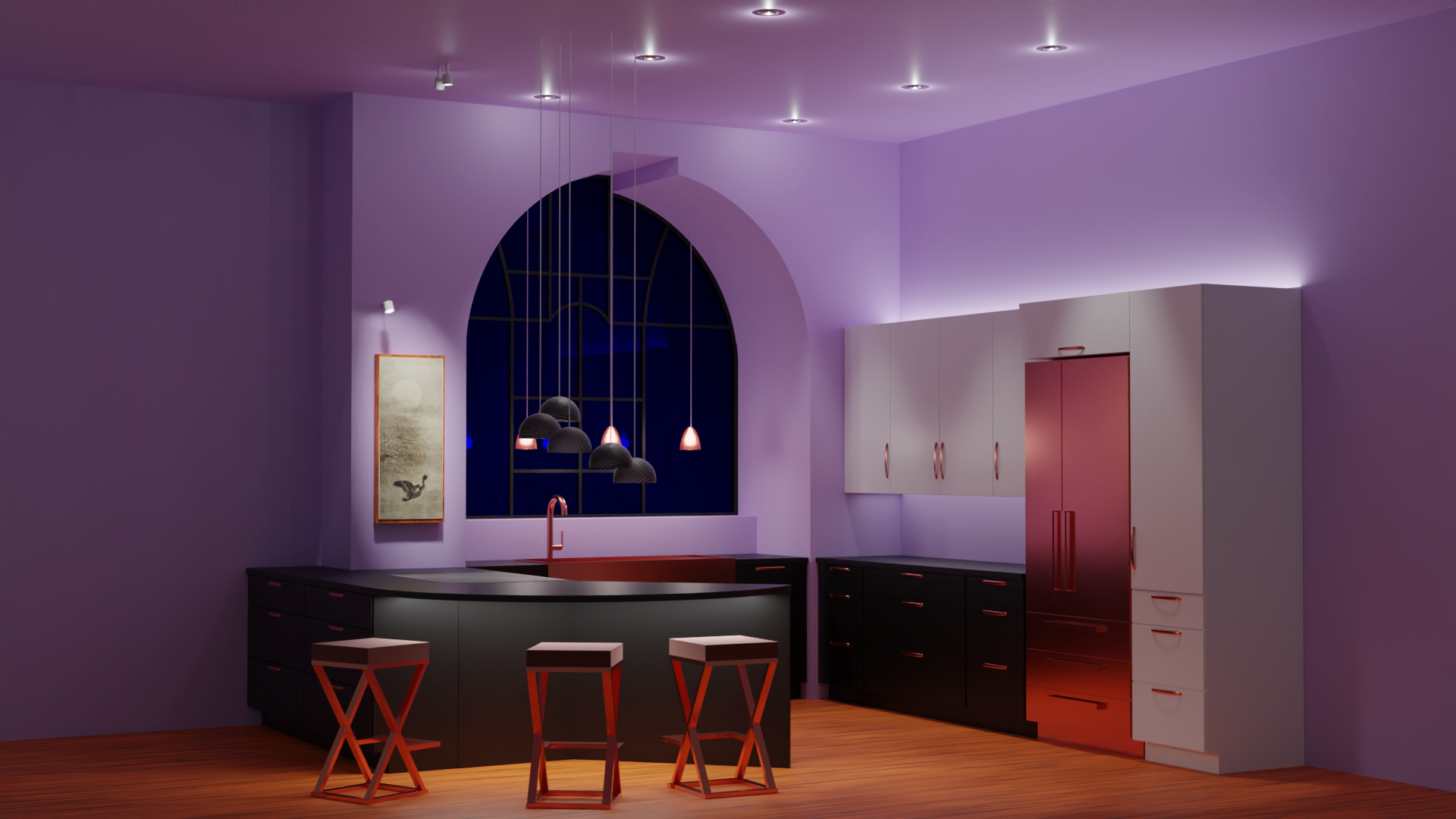
Akzentlicht
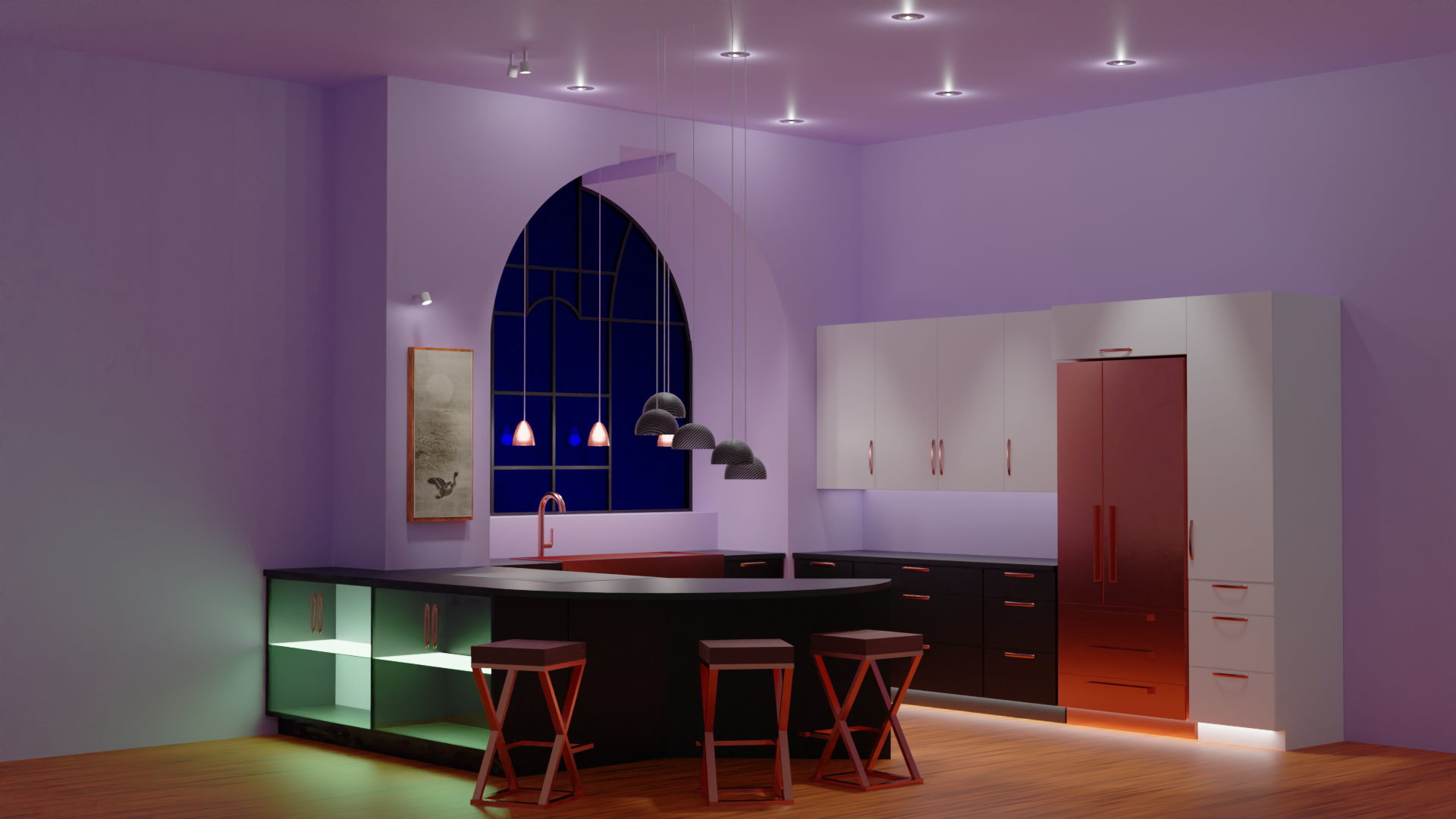
Akzentlicht (Variation)
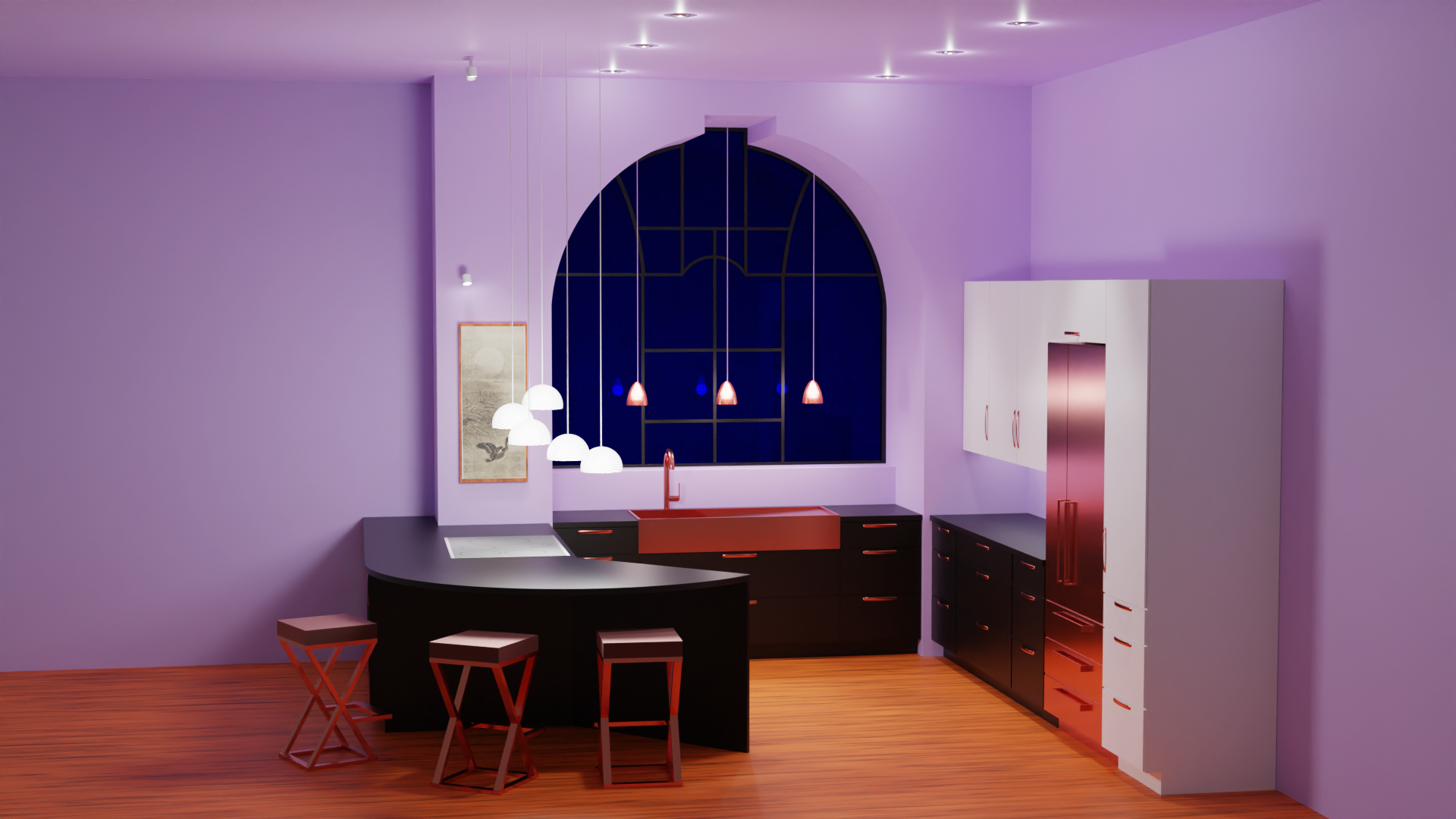
Dekorative Leuchten über der Bar

Die Grundbeleuchtung (engl. ambient lighting) sorgt bei fehlendem oder unzureichendem Tageslicht für eine gleichmäßige Beleuchtung des ganzen Raumes. Ihre Funktion besteht unter anderem darin, dasjenige Licht bereitzustellen, das man braucht, um die Küche zu betreten, sich darin zu orientieren und sie zu verlassen. Idealerweise kommt sie einer Imitation von natürlichem Tageslicht möglichst nahe. Außerordentlich verbreitet ist für diesen Zweck in den USA die Verwendung von Downlights (großen Einbauleuchten, ⌀ 15 cm); je nach Grundriss der Küche werden diese entweder in Reihen oder in Gittermustern angeordnet. Die in Nordamerika oft routinemäßig und stereotyp erfolgende Beleuchtung von Wohnräumen mit Downlights ist von Lichtdesignern als einfallslos und in vielen Fällen unzweckmäßig kritisiert worden. Selbst Sage Russell, Autor des einflussreichen Lehrbuchs The Architecture of Light und dezidierter Kritiker des inflationären Gebrauchs von Downlights, empfiehlt ihren Einsatz jedoch über erhöhten horizontalen Flächen wie z. B. Küchenarbeitsplatten und Tischen.
Als Aufgabenlicht (task lighting) werden in den USA hauptsächlich Unterschrankleuchten, Einbaustrahler, Schienensysteme und Pendelleuchten verwendet.
Die Akzentbeleuchtung (accent lighting) akzentuiert Formen und Elemente, auf die besonders hingewiesen werden soll, und sie dient als Minimalbeleuchtung, die zum Einsatz kommt, wenn niemand sich in der Küche aufhält, der Raum aber nicht vollständig verdunkelt werden soll.
Als dekorative Leuchten (decorative lighting) – also tendenziell auffällige Leuchten, die selbst Produkte von Designprozessen sind – sieht man in amerikanischen Küchen gelegentlich sogar Kronleuchter.

### Essbereiche

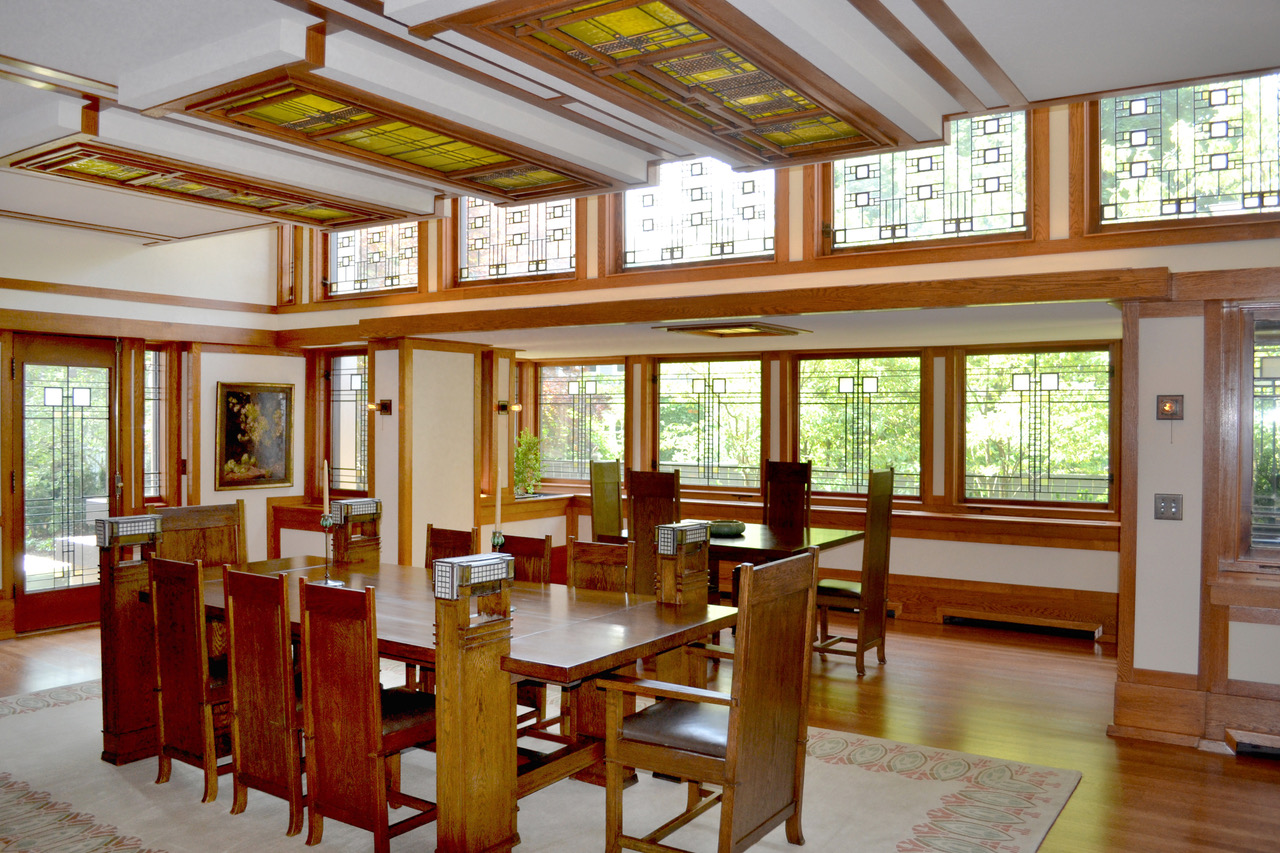
In Frank Lloyd Wrights Boynton House (1908), Rochester, New York sind vier Leuchten in den Esstisch integriert.

Essbereiche stellen beleuchterisch nur wenige spezifische Anforderungen und bieten insofern bei der Lichtgestaltung große Freiheit. Unverzichtbar sind lediglich die Ausleuchtung der Wandflächen, der Tischfläche und der Gesichter der Personen, die bei Tisch sitzen. Die Wandflächen müssen deshalb sorgfältig und mit eigenen Lichtquellen ausgeleuchtet werden, weil eine Pendelleuchte allein es nicht vermag, den ganzen Raum blendfrei so auszuleuchten, dass er als hell empfunden wird. Die Grundbeleuchtung bzw. Raumstimmung kann mit den verschiedensten Mitteln gesetzt werden, etwa mit Wandleuchten, die ihr Licht nach oben richten.
Als visueller Ankerpunkt, der im Verein mit einer attraktiv ausleuchteten Rückwand Bewohner und Gäste in den Essbereich einlädt, hat eine dekorative Pendelleuchte im Essbereich allerdings eine unstrittige Funktion. Diese besteht zweitens darin, das zentrale Element des Raumes – die Tischfläche – zu akzentuieren und sorgfältig auszuleuchten. Drittens muss sie blendfrei und ohne im Weg zu hängen die Gesichter der Personen beleuchten, die bei Tisch sitzen, damit diese einander sehen können. Wenn über den Tisch hinaus auch eine Anrichtefläche für Speisen vorhanden ist, gilt es als zweckmäßig, dass auch diese akzentuiert und ausgeleuchtet werden kann.
Einschichtige Beleuchtung (nur Decken- oder Pendelleuchte) reicht in einem Essbereich meist nicht aus, weil die Lichtquelle entweder den Raum oder den Tisch nicht gut ausleuchtet oder weil sie blendet:

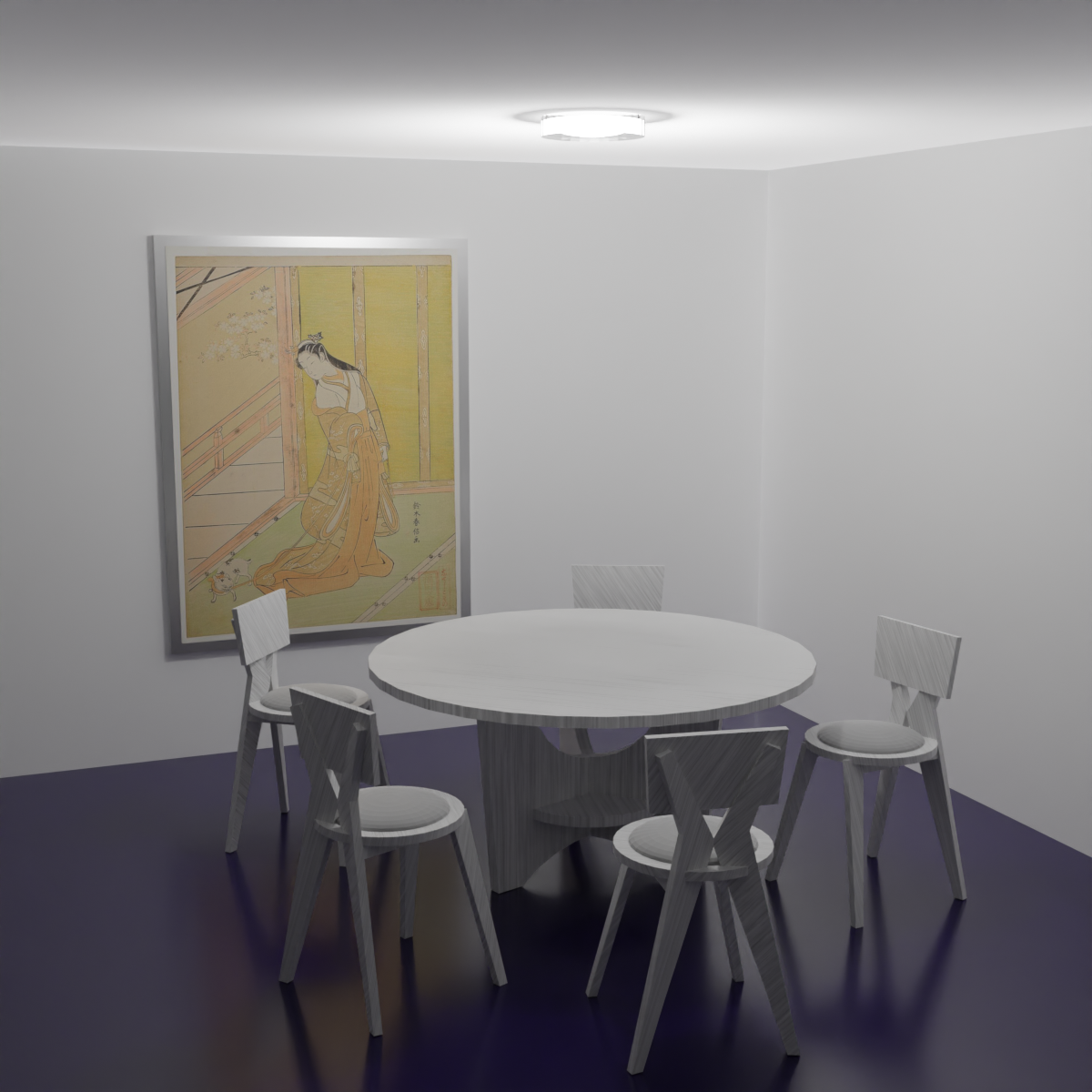
Deckenlicht allein
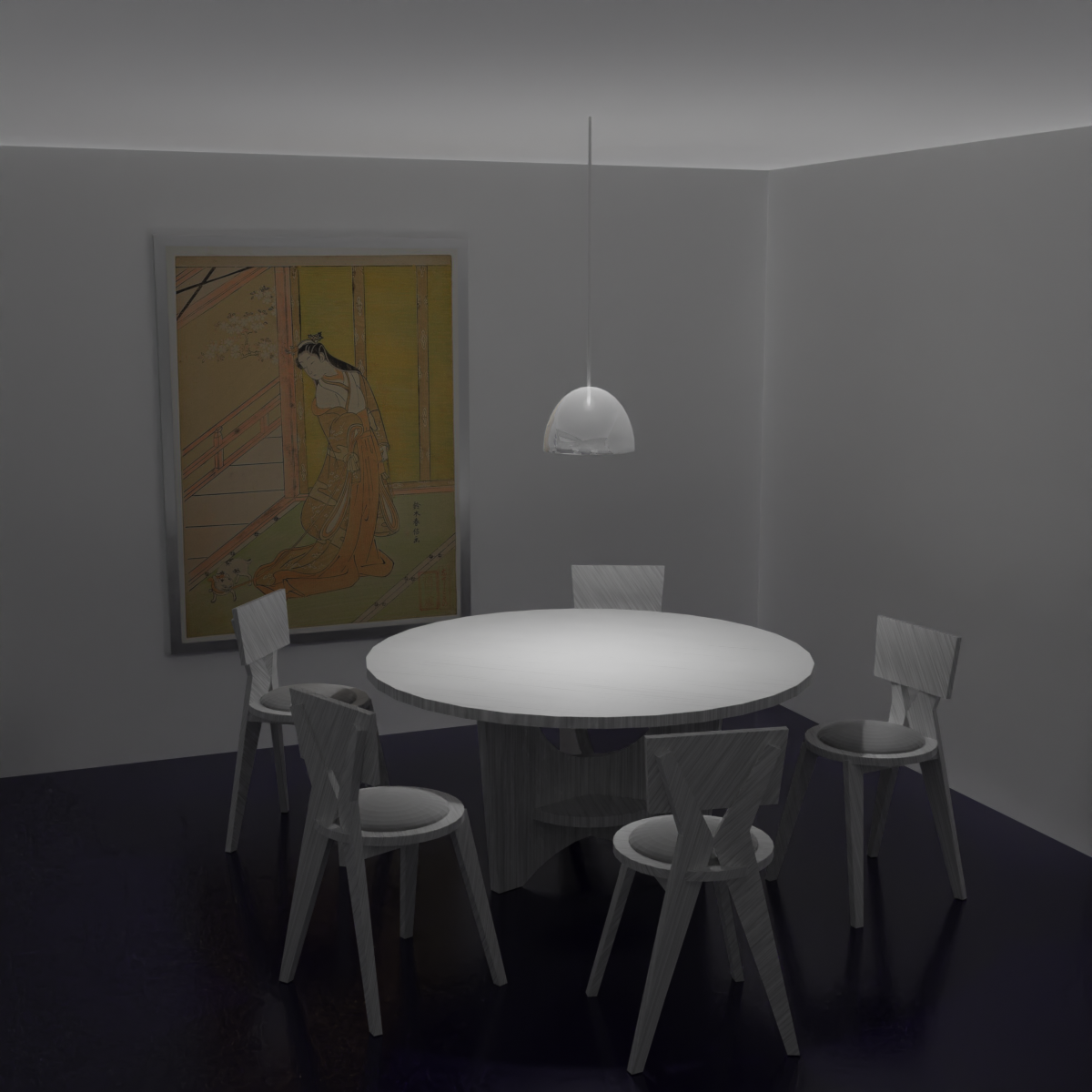
Abgeblendete Pendelleuchte
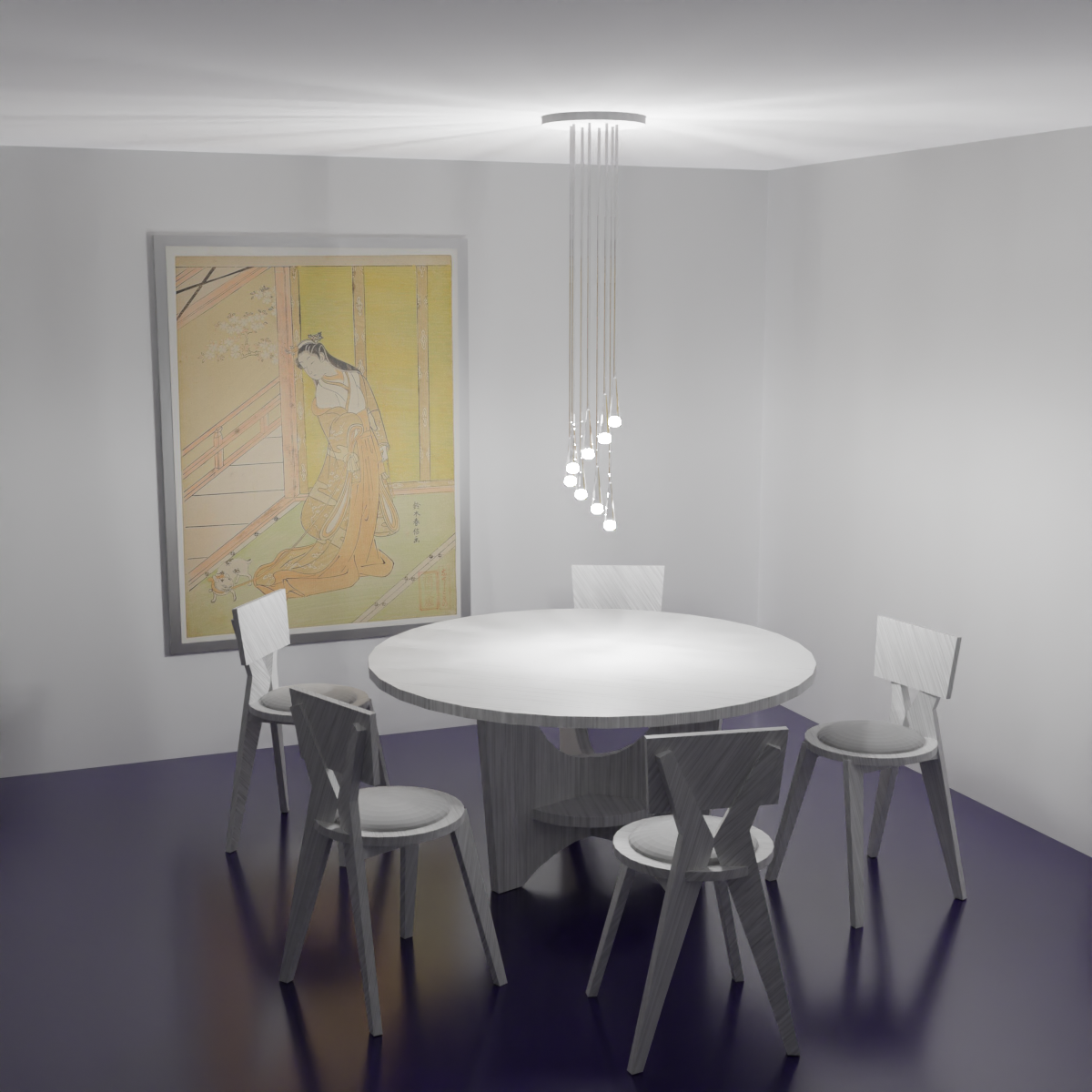
Unabgeblendete Pendelleuchte

Lichtdesigner verwenden darum auch in Essbereichen regelmäßig Grundbeleuchtung (Stimmungs- und Akzentlicht). Die Lichtquelle, die den Tisch ausleuchten soll, braucht dann keine zusätzlichen Funktionen zu übernehmen und kann für ihren eigentlichen Zweck optimiert sein. Sie braucht dann nicht einmal besonders stark zu sein:

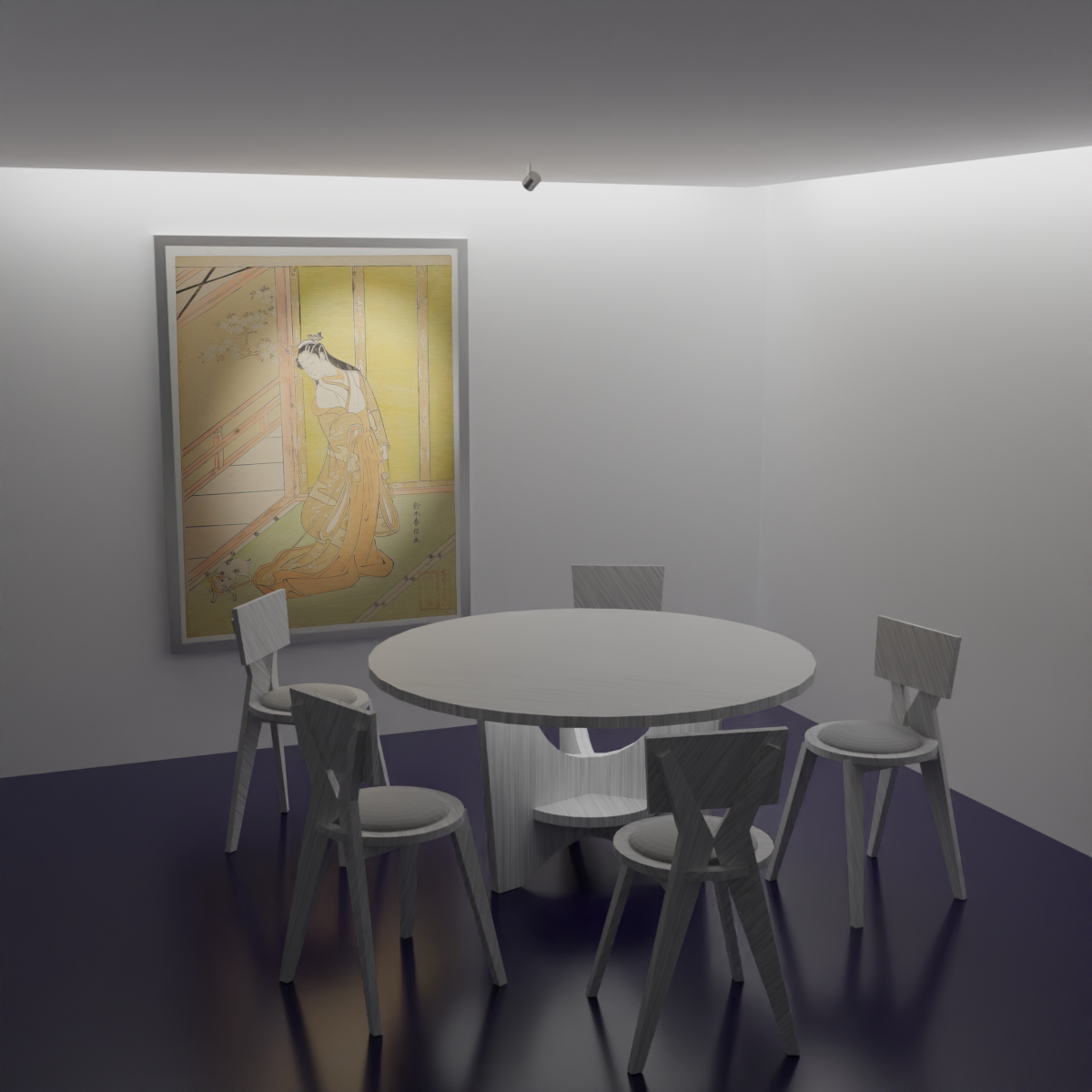
Beispiel für Grundbeleuchtung in einem Essbereich (lineares Licht über einem Deckensegel, beleuchtetes Kunstwerk, Licht unter der Tischplatte)
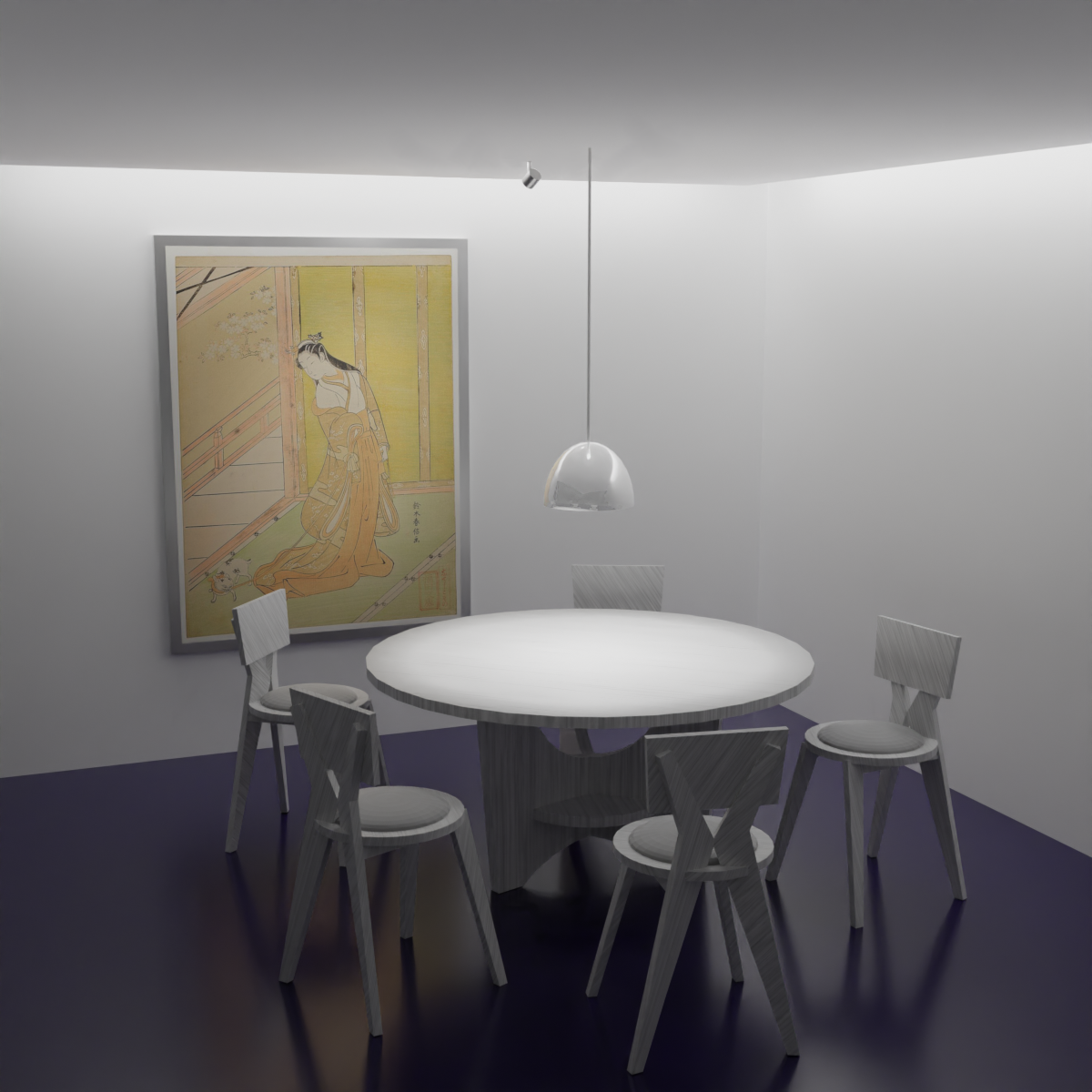
Abgeblendete Pendelleuchte
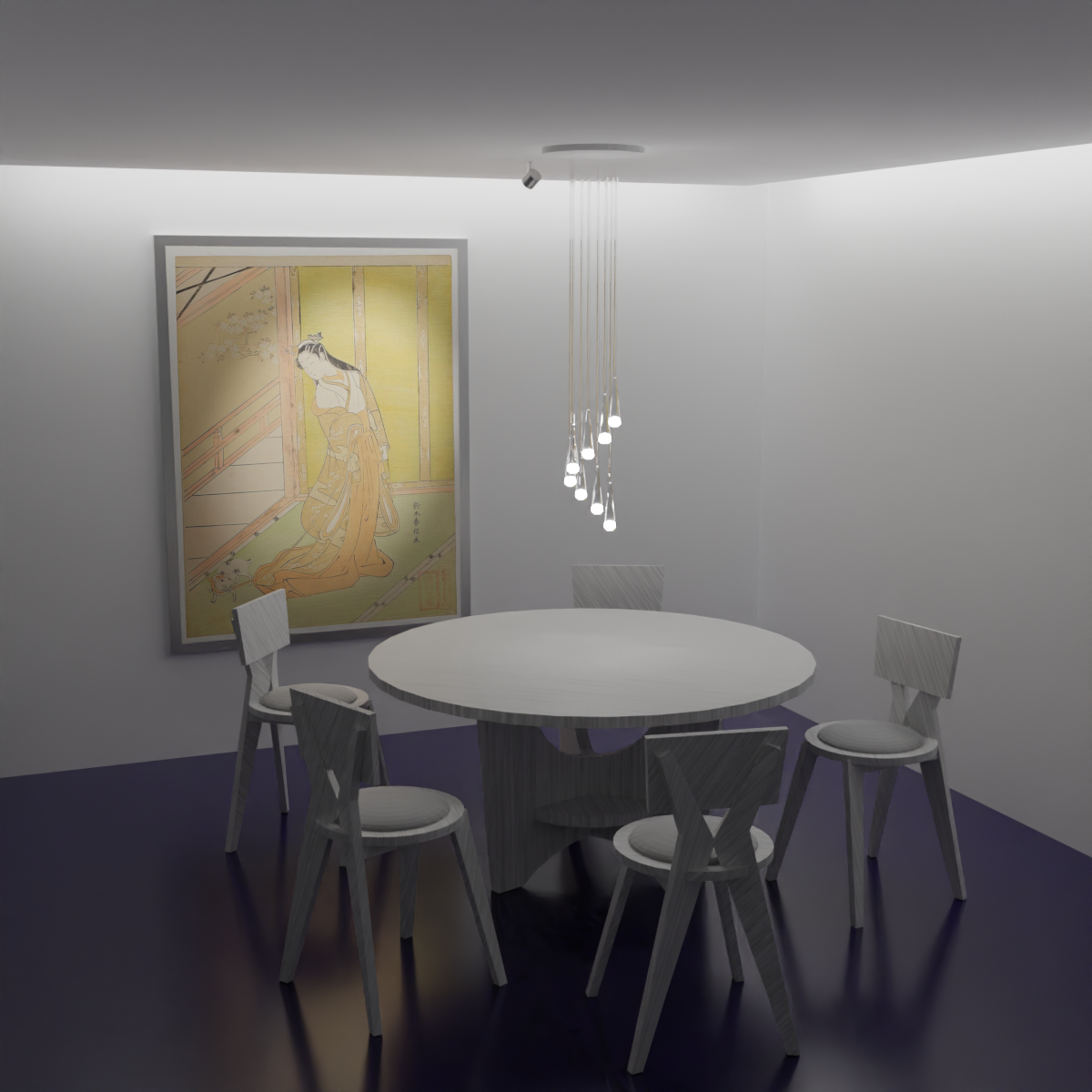
Unabgeblendete Leuchten, die nur minimales Licht abgeben, blenden nicht.
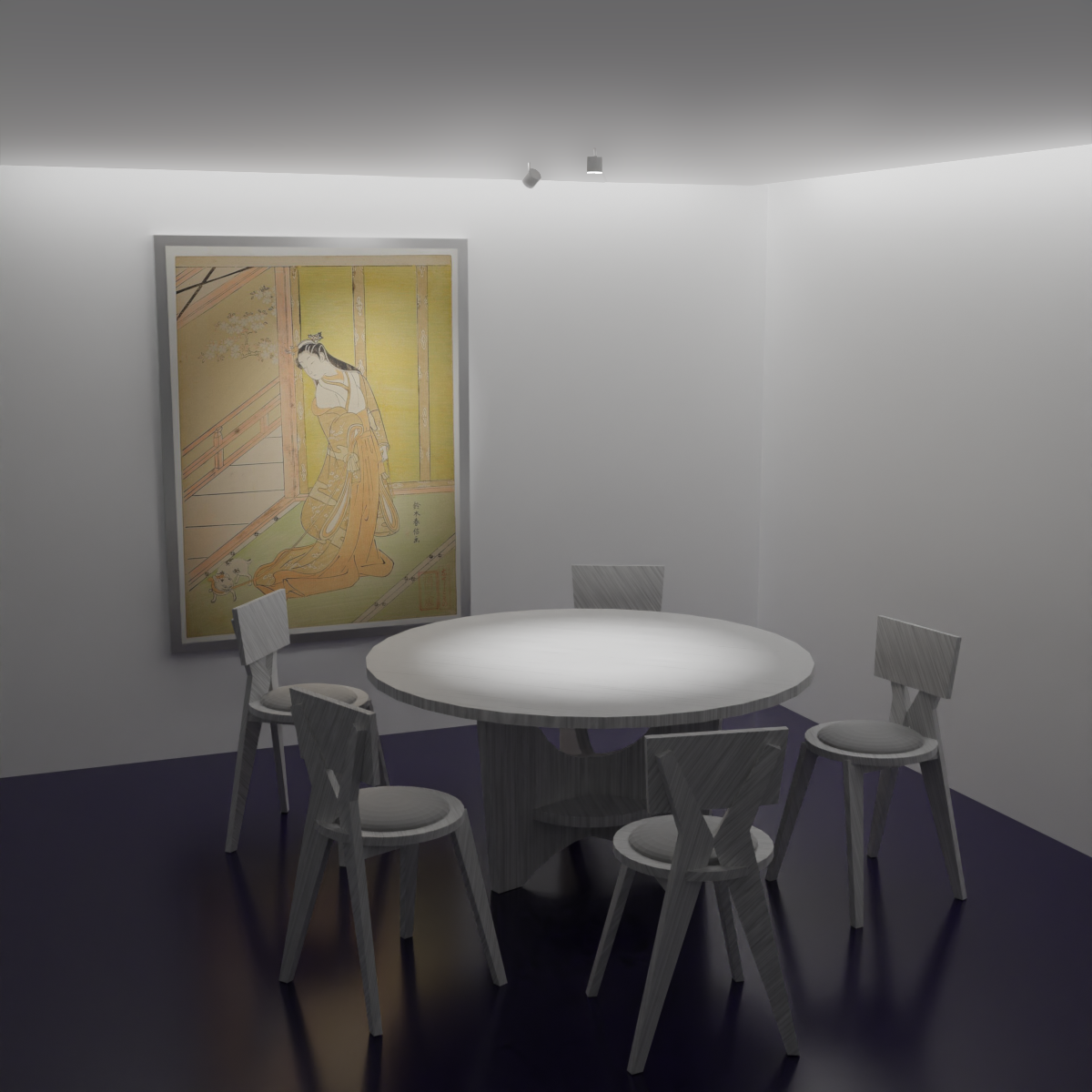
Punktstrahler, an die Decke montiert
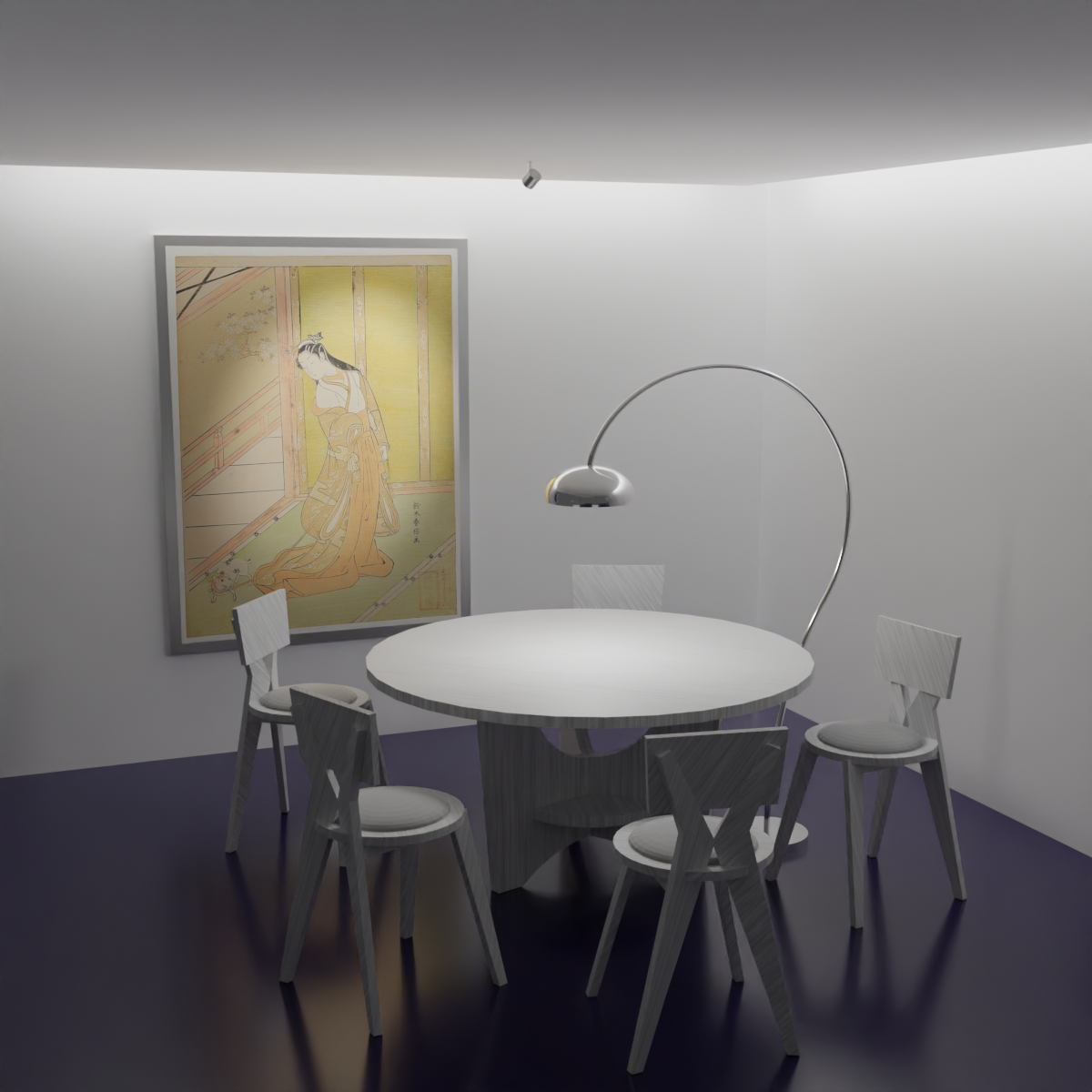
Wo keine Pendelleuchte aufgehängt werden kann, funktioniert manchmal eine Stehleuchte…
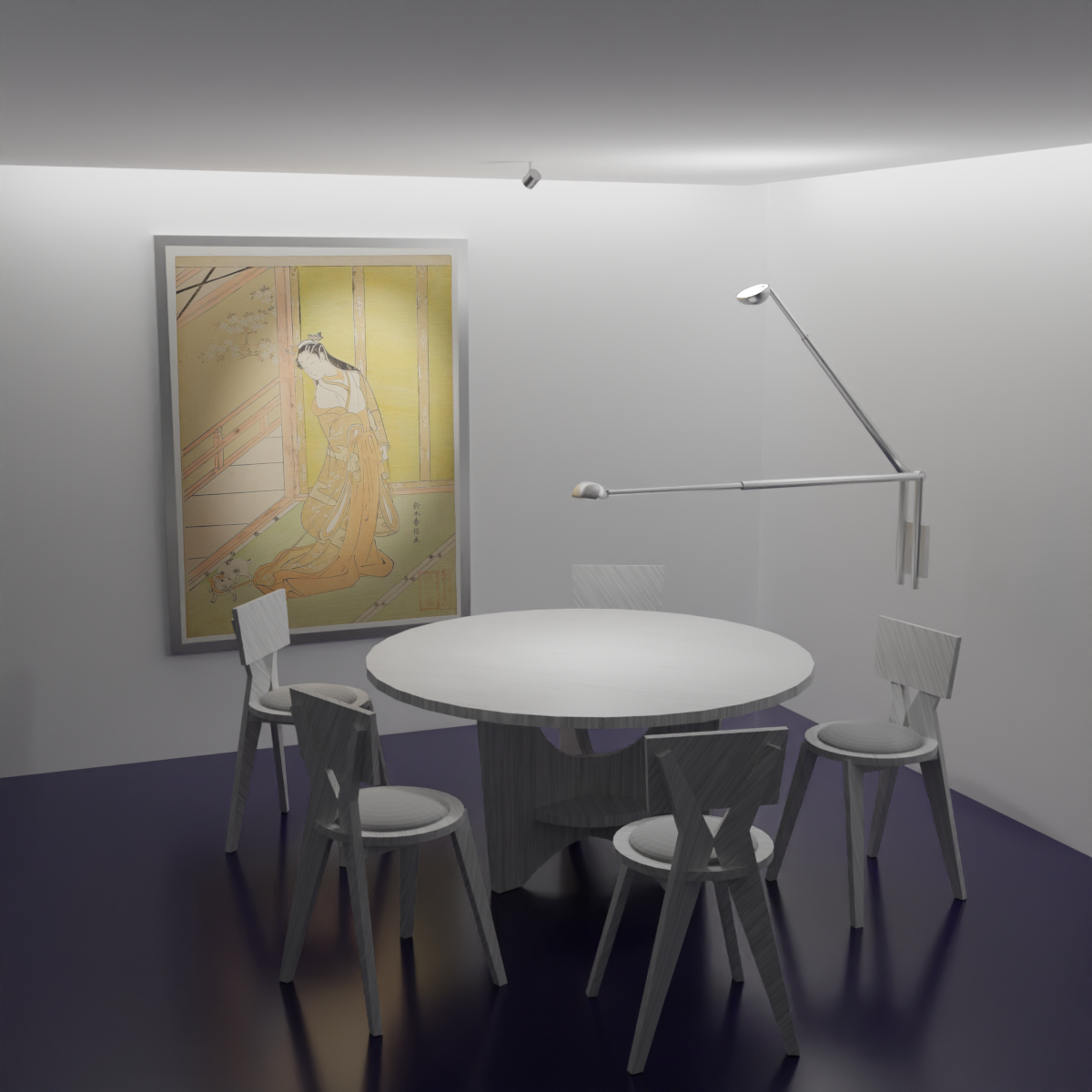
…oder sogar eine Wandleuchte.
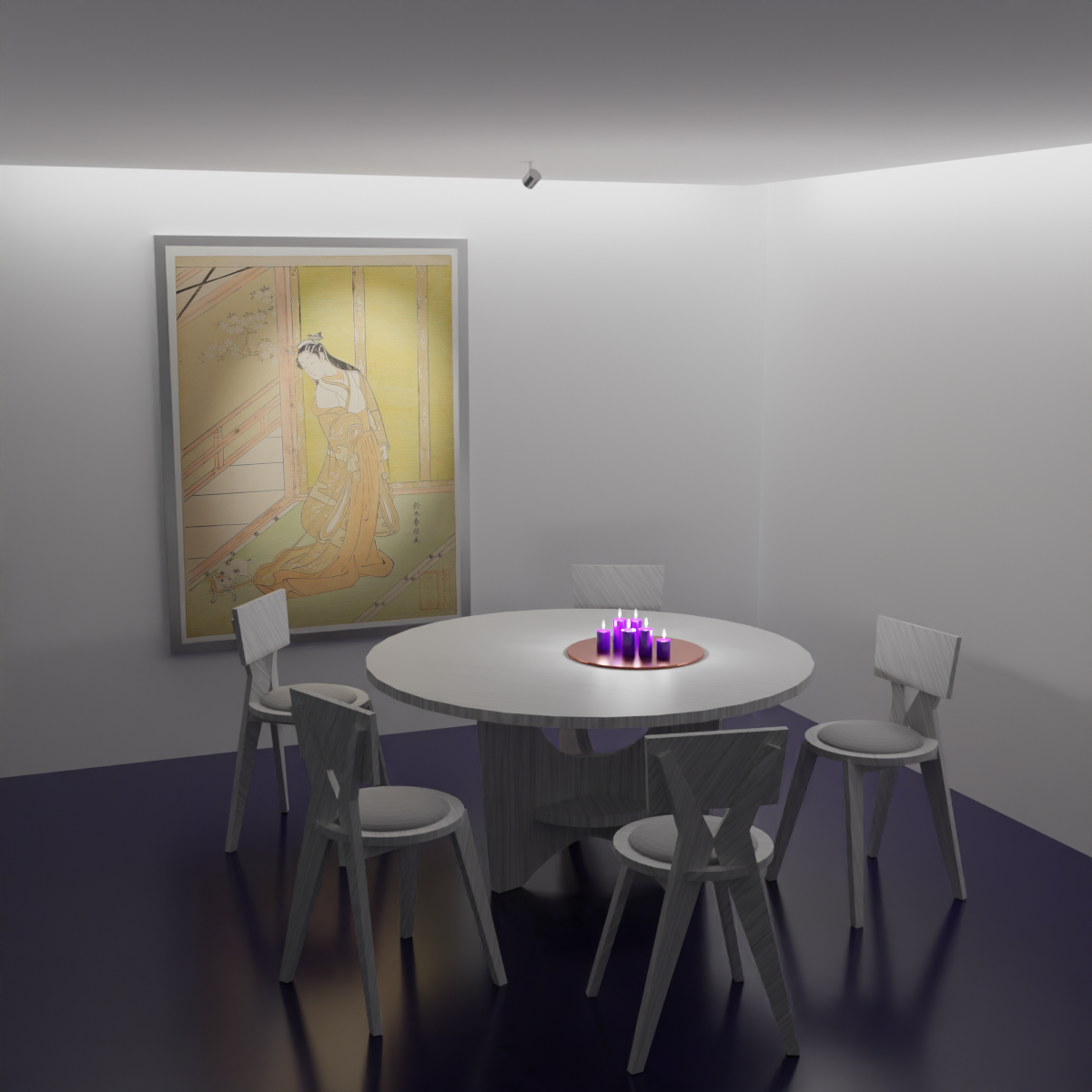
Kerzenlicht
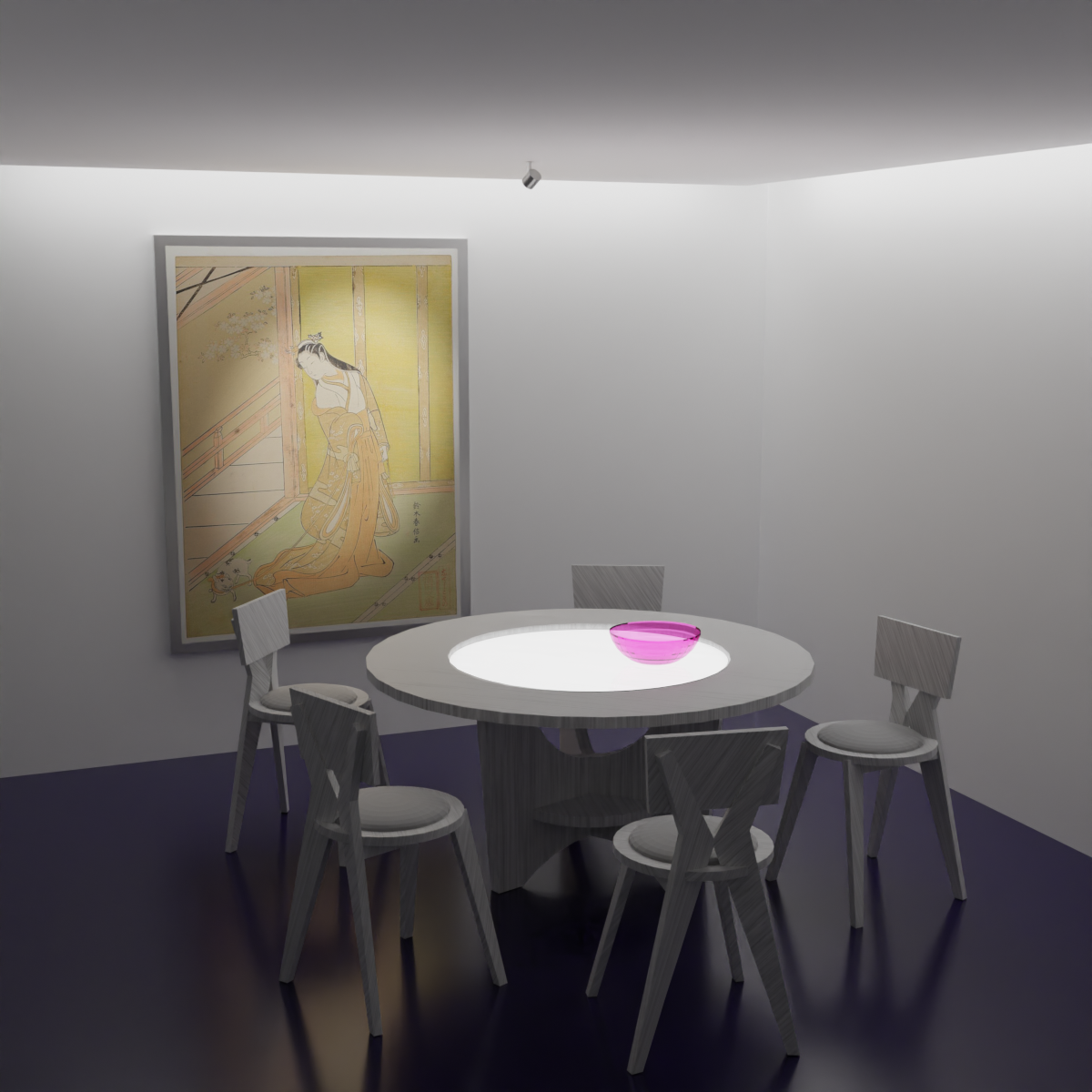
Eine Tischplatte mit integriertem Licht bildet einen visuellen Akzent, leuchtet aber nicht aus, was auf den Tellern ist.

Einige Typen von Lichtquellen sind spezifisch für Esstische designt, darunter viele abgeblendete Pendelleuchten sowie in jüngerer Zeit LED-Tischleuchten. Die letzteren sind akkugetrieben und drahtlos, dimm- und einstellbar, und haben in den letzten Jahren, ausgehend von der Gastronomie, auch in Privathaushalten Verbreitung gefunden.

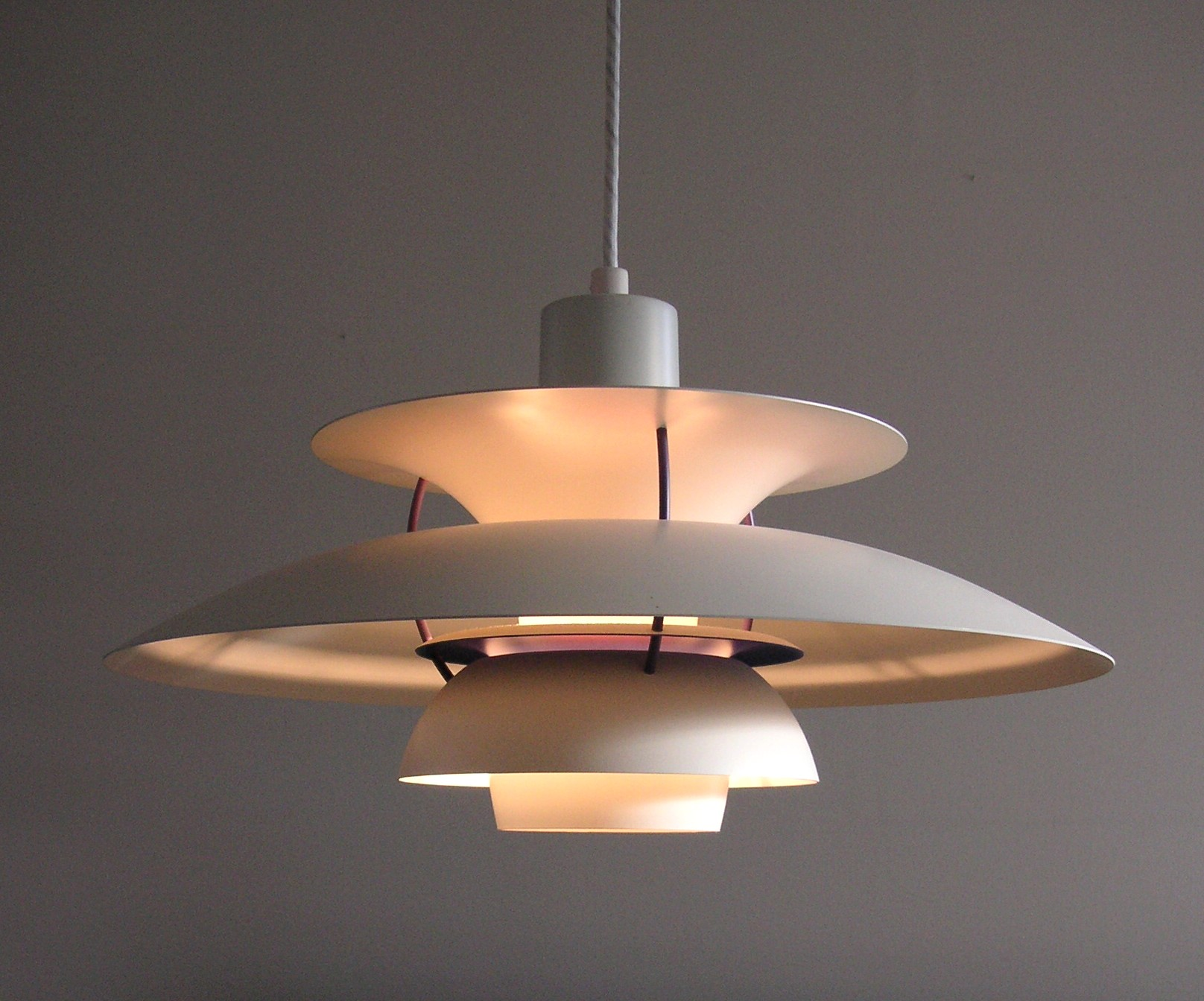
Blendfreie Küchentischleuchte von Poul Henningsen (erstmals 1958); sie leuchtet die Tischfläche, nicht aber den Raum aus.
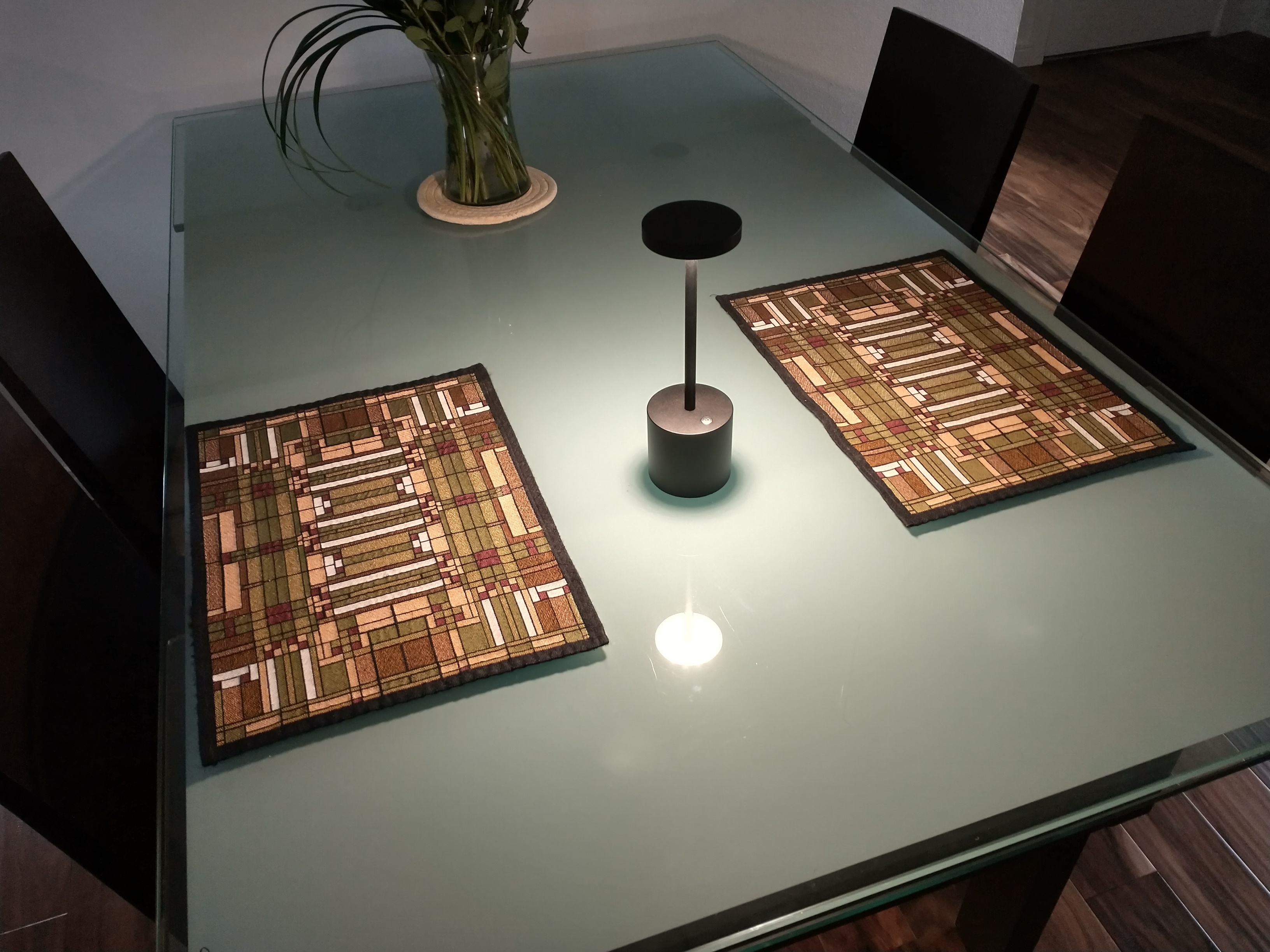
LED-Tischleuchte

### Wohnbereiche
Wohnzimmer und Wohnbereiche sind oft Schauplätze einer größeren Bandbreite von Aktivitäten (Geselligkeit, formloses Einnehmen von Speisen oder Getränken, Spielen, Lesen, Fernsehen), die jeweils eigene Anforderungen an die Beleuchtung stellen.
Darüber hinaus streben Lichtdesigner an, den Raum einladend zu gestalten und so, dass Menschen sich gern über längere Zeit darin aufhalten. Dafür kombinieren sie Lichtinstallationen, die durch gebündeltes Licht visuelles Interesse erregen, mit solchen, die weiches Streulicht geben. Wenn Fernsehen oder Filme geschaut werden sollen, sollte als Zusatzoption eine stark gedämpfte Grundbeleuchtung abgerufen werden können. Unzweckmäßig sind dabei Lichtquellen, deren Licht vom Fernsehbildschirm zurück in den Raum reflektiert wird.
Typische in Wohnbereichen professionell verwendete Beleuchtungsmittel sind einstellbare Einbaustrahler, die den Bereich zwischen Couchtisch und Sitzmöbeln ausleuchten, Strahler, die Wände ausleuchten, sowie Punktstrahler, die auf wichtige Elemente (wie z. B. die Feuerstelle eines Kamins) hinweisen oder die Akzente setzen, indem sie etwa auf ein Kunstwerk oder ein schönes Möbelstück gerichtet sind. Gerichtetes Licht wird als Aufgabenlicht auch in Bereichen eingesetzt, die für bestimmte sekundäre Tätigkeiten reserviert sind (z. B. ein Kicker- oder Schachtisch). Bei fünfschichtiger Beleuchtung sind die Ankerpunkte der Choreografieschicht meist der Couchtisch oder – sofern vorhanden – der Kamin. Die Stimmung kann über Strahler gesetzt werden, die von der Wand aus die Decke beleuchten, sowie durch Lichtbecken auf Wandobjekten oder Möbeln. Für Akzentlicht bietet sich, außer Kunstwerken und Möbeln, eventuell ein Kamin an. Die Wahrnehmung der Raumarchitektur kann gefördert werden durch Ausleuchten der Wände (was den Raum größer erscheinen lässt) oder durch Beleuchtung der Decke (was ein Gleichmaß der Ausleuchtung des Raumes erzeugt). Aufgabenlicht schließlich kann in einem Wohnbereich darauf zugeschnitten sein, Lesen zu ermöglichen oder gute Sicht auf die Gesichter der auf den Sitzmöbeln versammelten Personen.

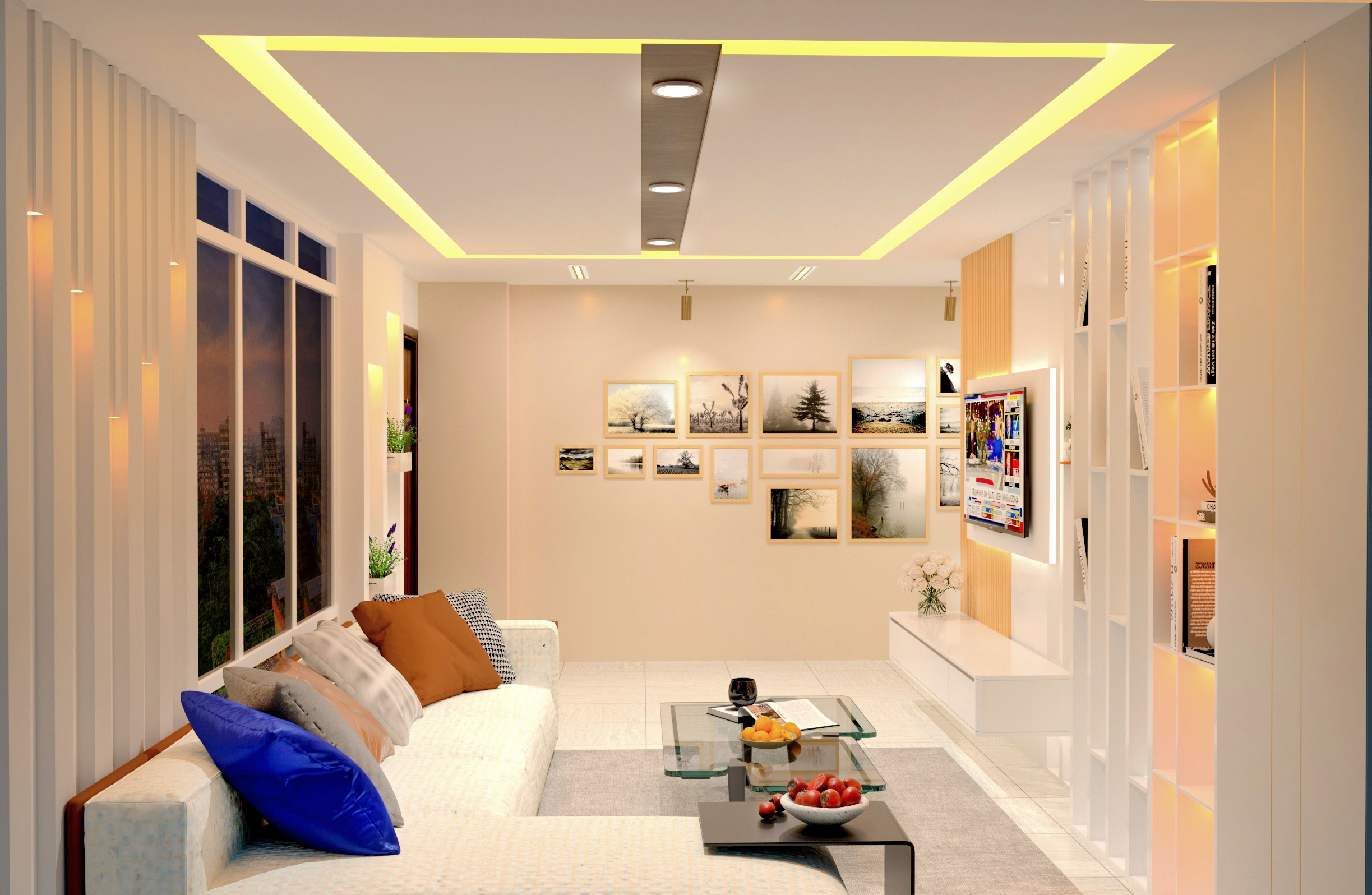
Aufwendiges professionelles Lichtdesign in einem Wohnraum (Bangladesch)
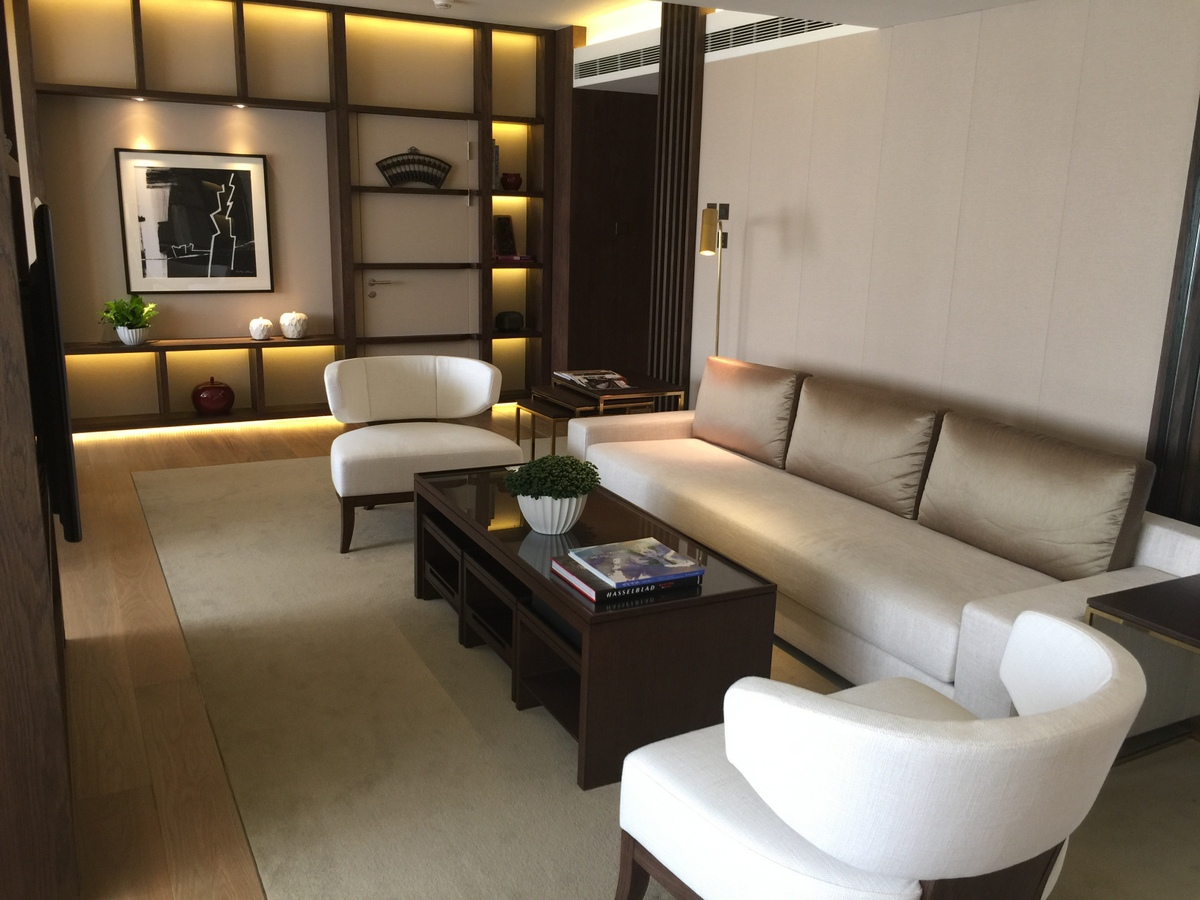
Beleuchterisch akzentuiertes Wandregal (Taiwan)
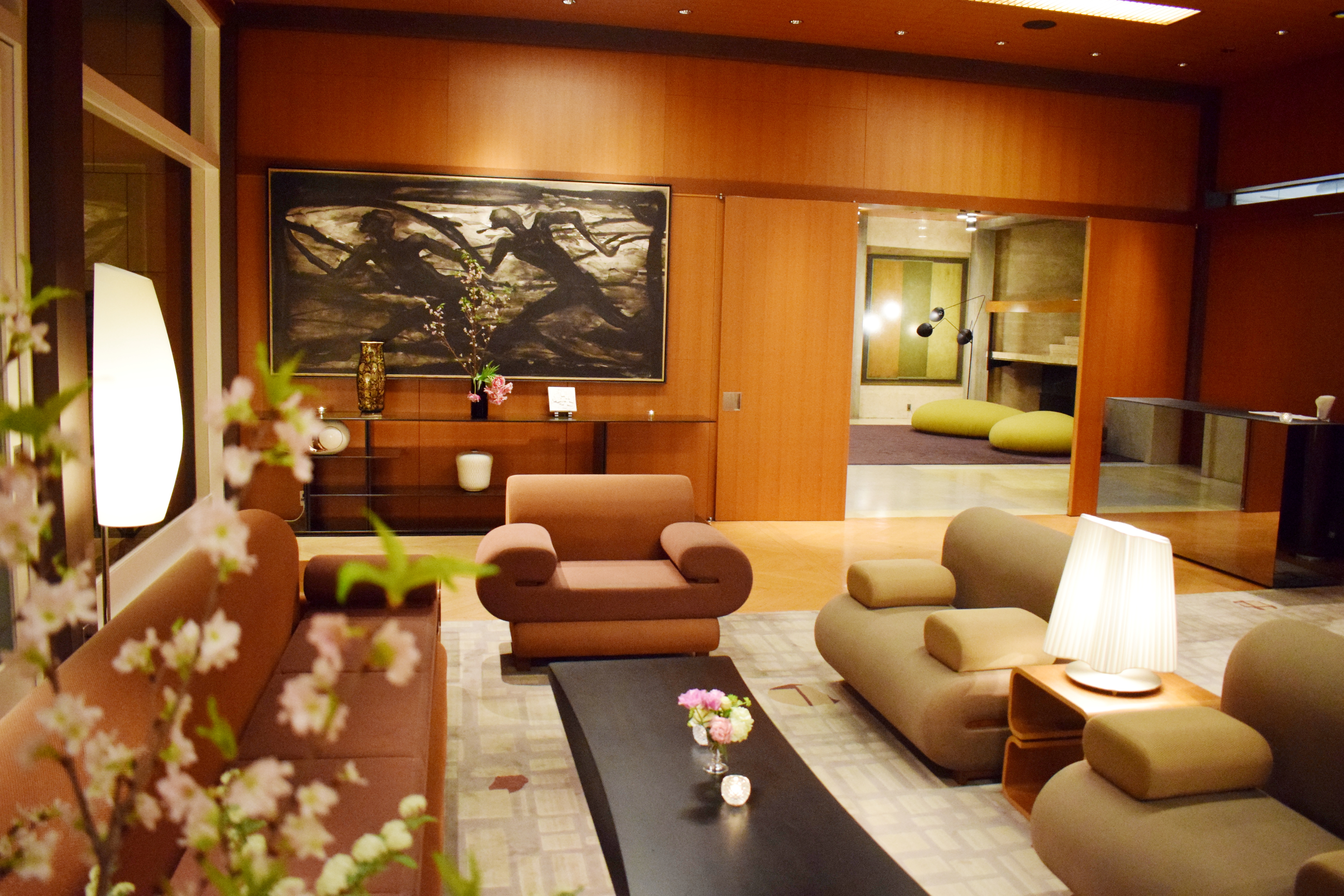
Einbauleuchten, Stehleuchte, Tischleuchte (Japan)
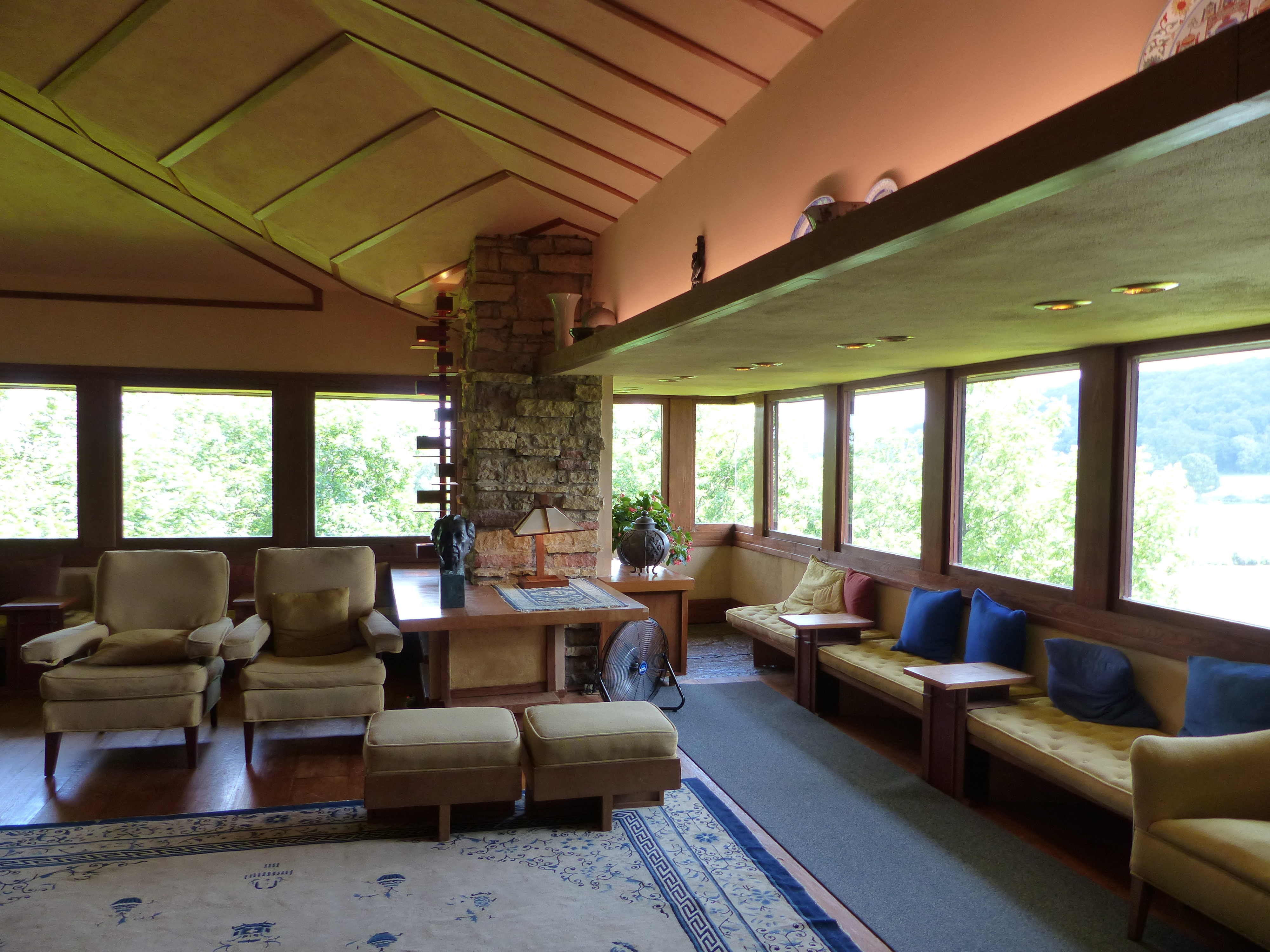
Einbauleuchten, lineares Licht (Vereinigte Staaten)
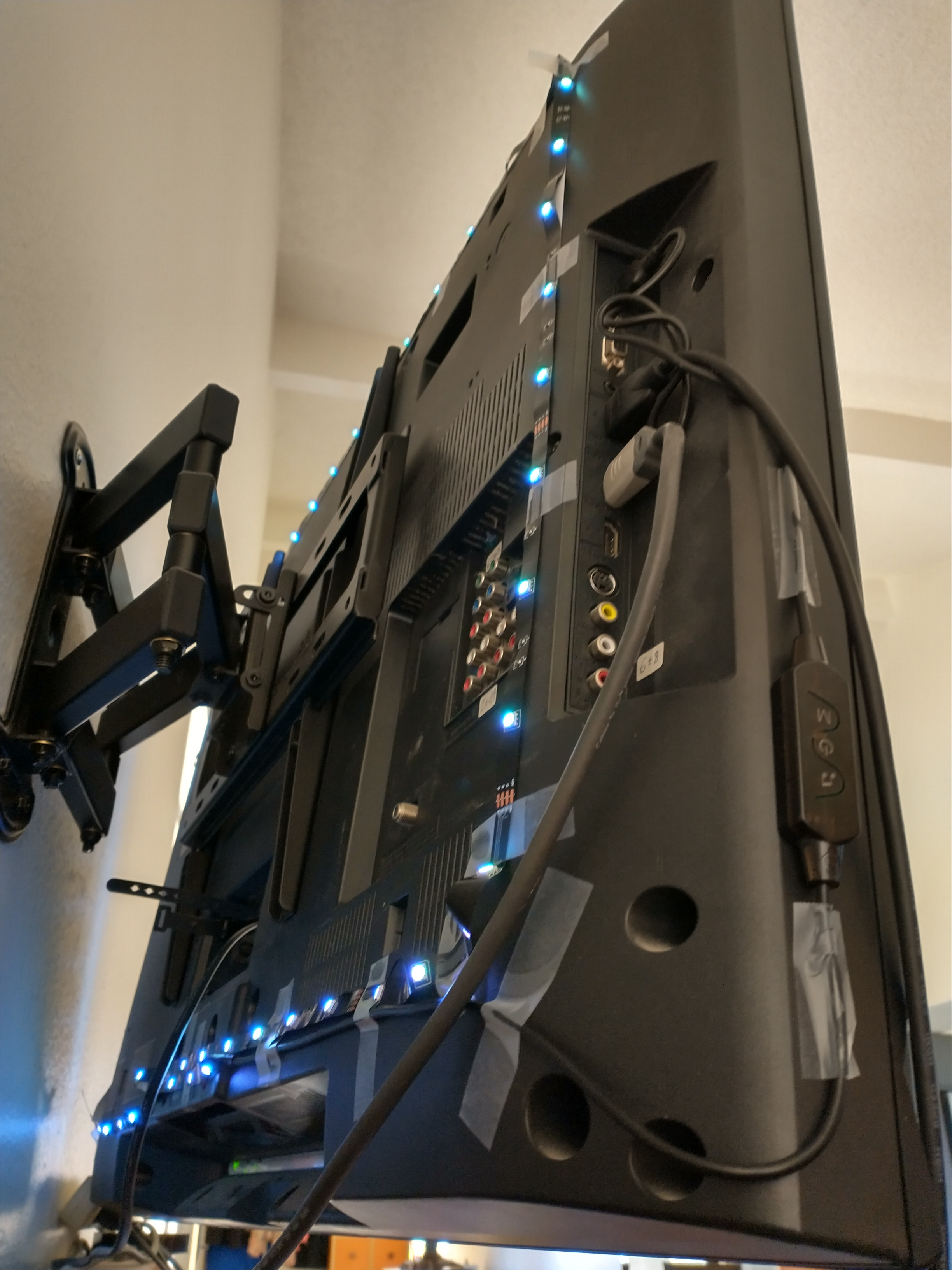
LED-Band an der Rückseite eines Fernsehgeräts. Der benötigte Strom kommt aus dem USB-Ausgang des Fernsehgeräts.

### Aufgabenbereiche

#### Allgemeines
In den meisten Wohnungen existieren Bereiche, die spezifischen Aufgaben zugewiesen sind und darum besondere beleuchterische Anforderungen haben. Dies betrifft beispielsweise Bereiche, in denen Mahlzeiten zubereitet, hauswirtschaftliche Aufgaben, Heim- oder Schreibtischarbeiten oder Hausaufgaben erledigt, gespielt, gelesen, studiert, Musikinstrumente geübt, Körper-, Kinder- oder Krankenpflege geleistet oder Hobbys praktiziert werden.
Wo an einem Schreib- oder Arbeitstisch, einer Küchenarbeitsplatte, einer Werkbank oder einer ähnlichen Arbeitsoberfläche mit Objekten gearbeitet wird, müssen diese Werkstücke in ihrer Dreidimensionalität, von möglichst vielen Seiten und mitsamt ihrer Textur gut gesehen werden können; am besten eignet sich dafür eine Mischung aus gerichtetem Licht (weil es Schatten wirft und dadurch die Formen und die Textur gut erkennen lässt) und Streulicht (weil es harte Schlagschatten verhindert und dafür sorgt, dass keine Seite ganz im Dunkeln liegt). Aufgabenlicht muss grundsätzlich so platziert werden, dass das Werkstück beleuchtet wird und nicht der Rücken der daran arbeitenden Person.
Wichtiger als bei den meisten anderen Beleuchtungszwecken ist bei Aufgabenlicht auch ein hoher Farbwiedergabeindex der Lichtquelle, und zwar insbesondere dort, wo korrekte Farberkennung und -unterscheidung wichtig sind, also beispielsweise an Orten, an denen illustrierte Bücher gelesen oder Puzzle gelegt werden oder an denen gemalt, Make-up aufgelegt, genäht oder Essen zubereitet wird.
Arbeitslicht allein genügt auf keinen Fall, weil es den Raum weder als hell empfinden lässt noch behaglich oder attraktiv macht. Aber bereits die Kombination von zwei verschiedenen Beleuchtungssystemen kann, wenn sie geschickt gewählt ist, professionelles fünfschichtiges Beleuchten unterstützen. Beim folgenden Beispiel wird ein LED-Panel (direkt über dem Arbeitstisch) zusammen mit einem Schienensystem (Punktstrahler, auf die Wände gerichtet) verwendet:

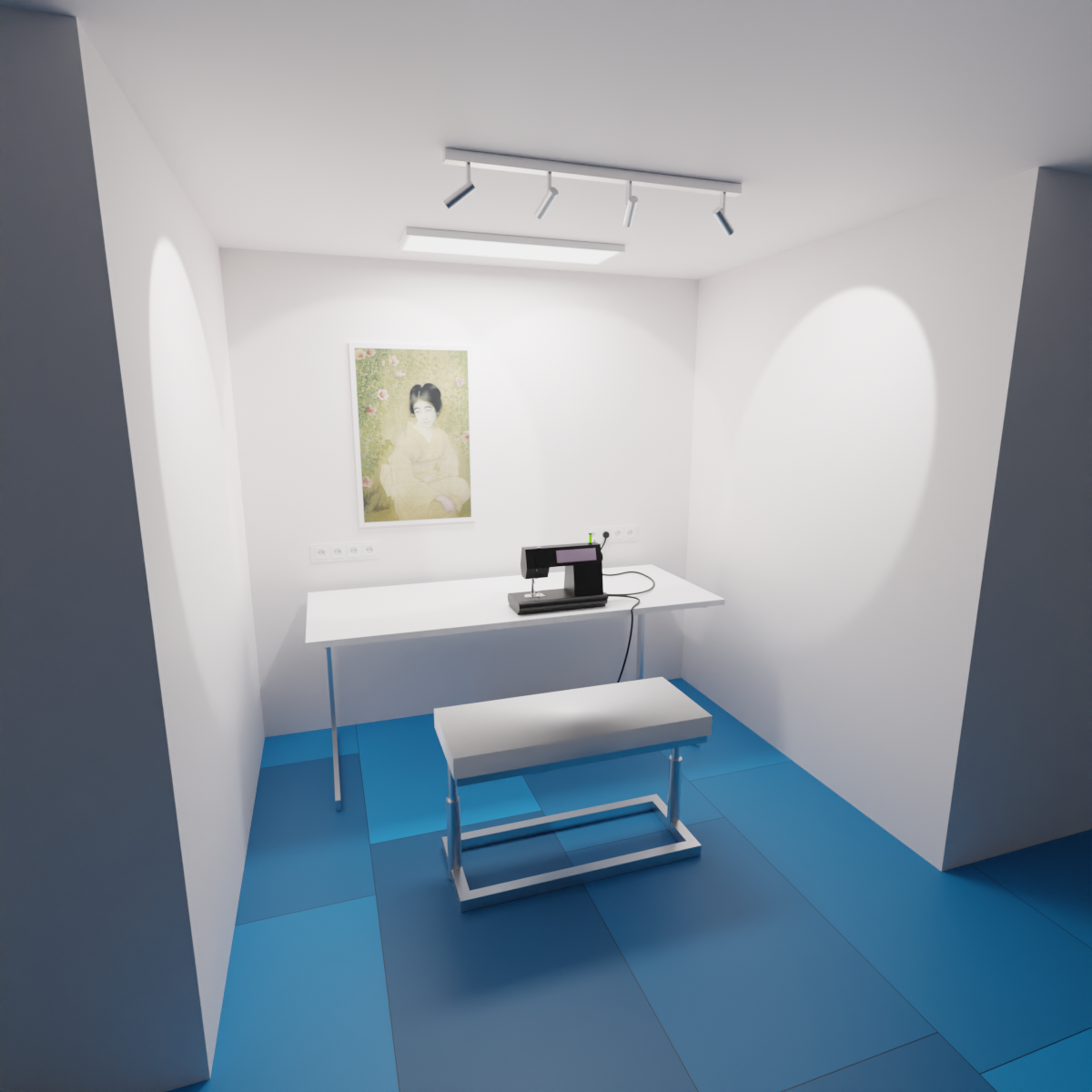
Choreografie: Die ausgeleuchtete Rückwand und die ausgeleuchtete Arbeitsfläche laden ein, den Bereich zu betreten.
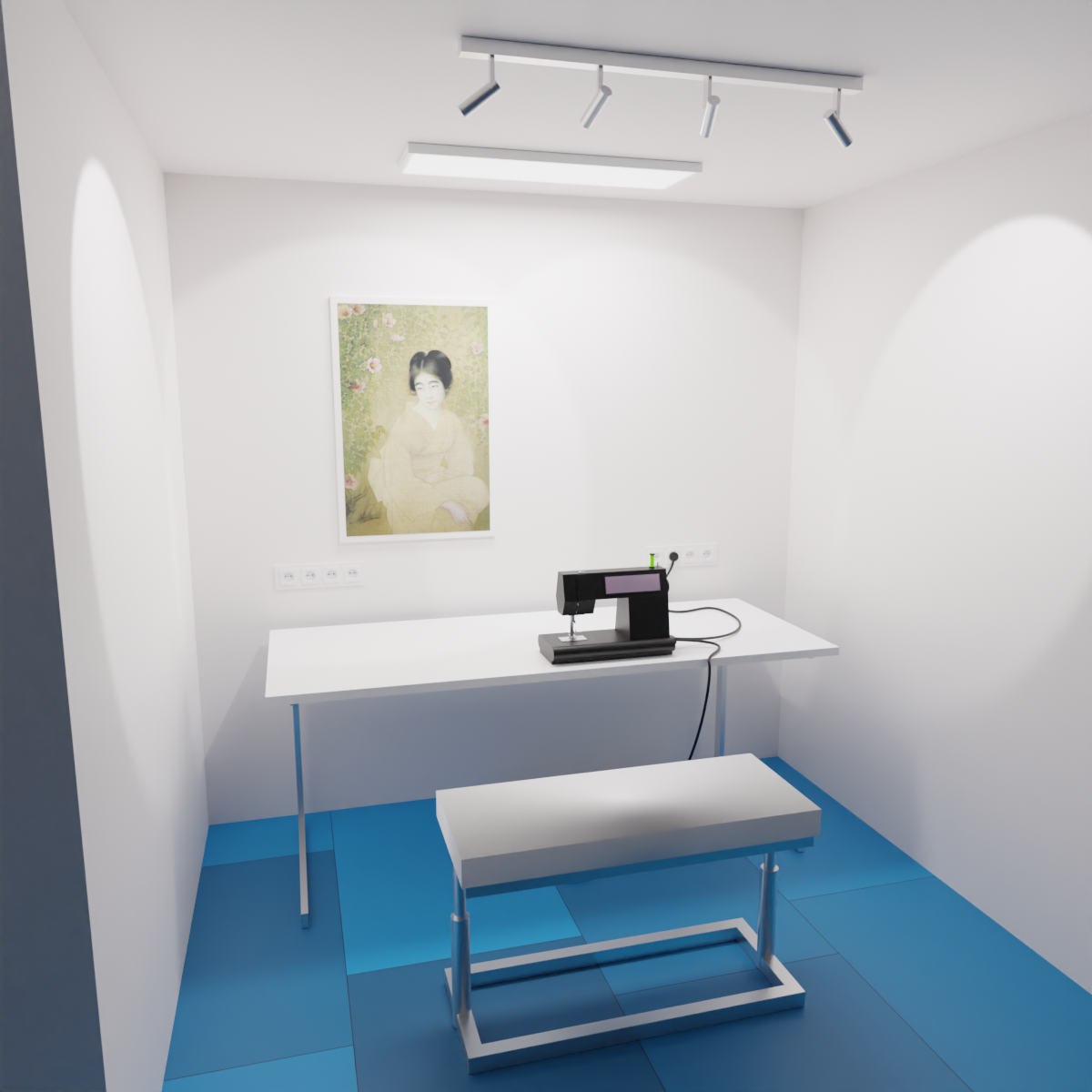
Stimmung: Mischung aus gerichtetem Licht und Streulicht; große Helligkeit für ein hohes Energieniveau; kalte Lichtfarbe für Konzentration
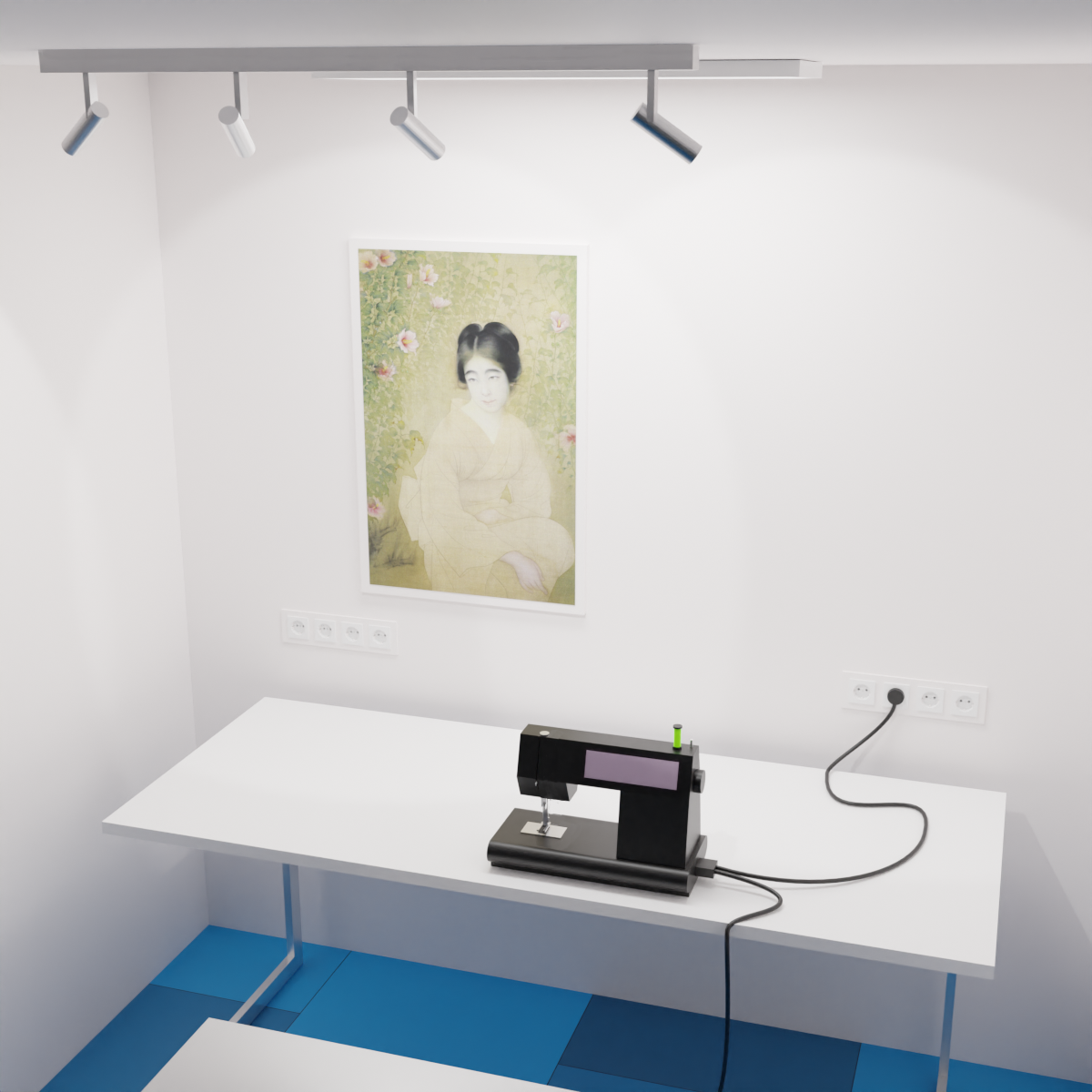
Akzentlicht: auf das Kunstwerk und auf den Tisch gerichtet (für visuelles Interesse und visuelle Hierarchie)
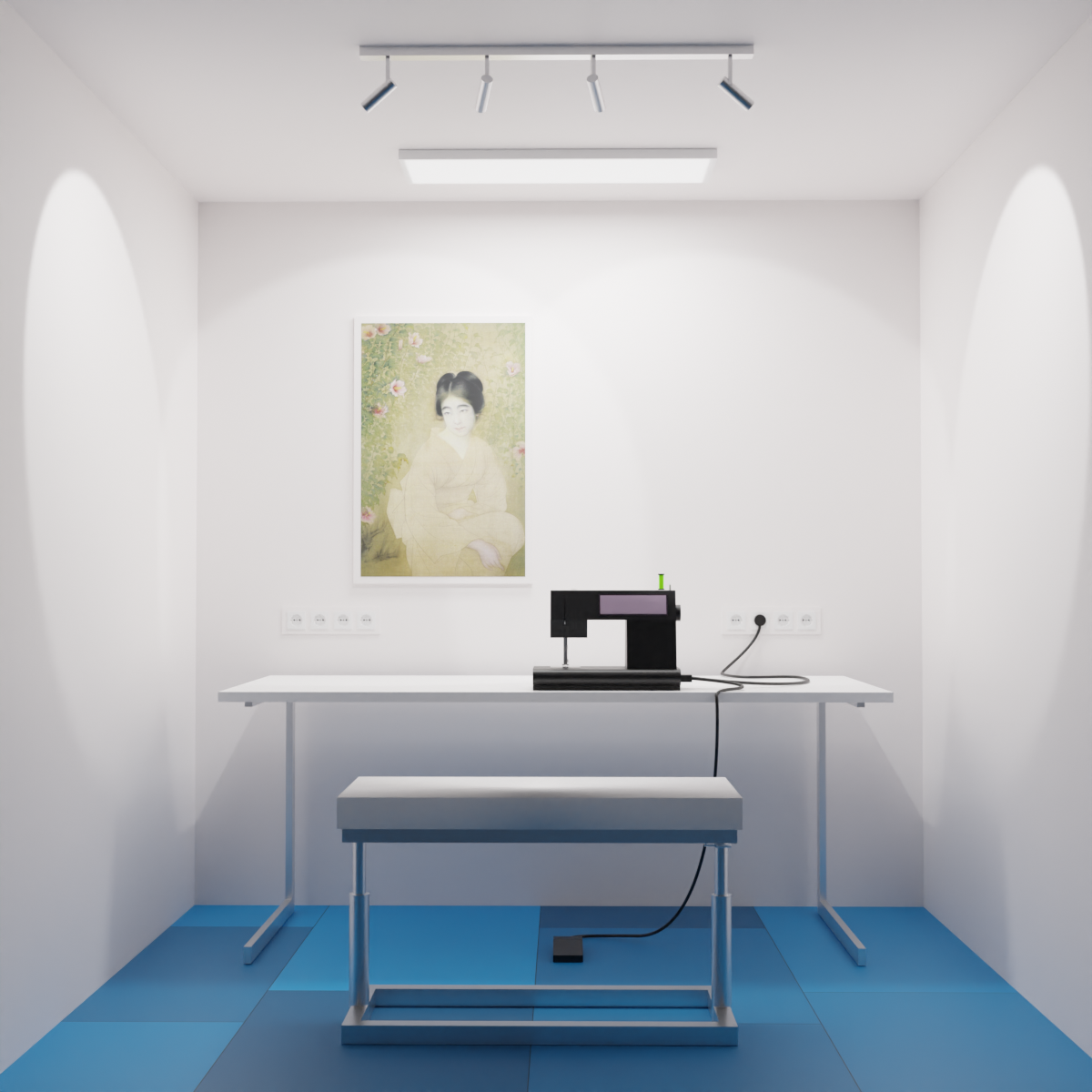
Artikulation der Architektur: Ausgeleuchtete Wände lassen den Raum weiter erscheinen, als er wirklich ist.
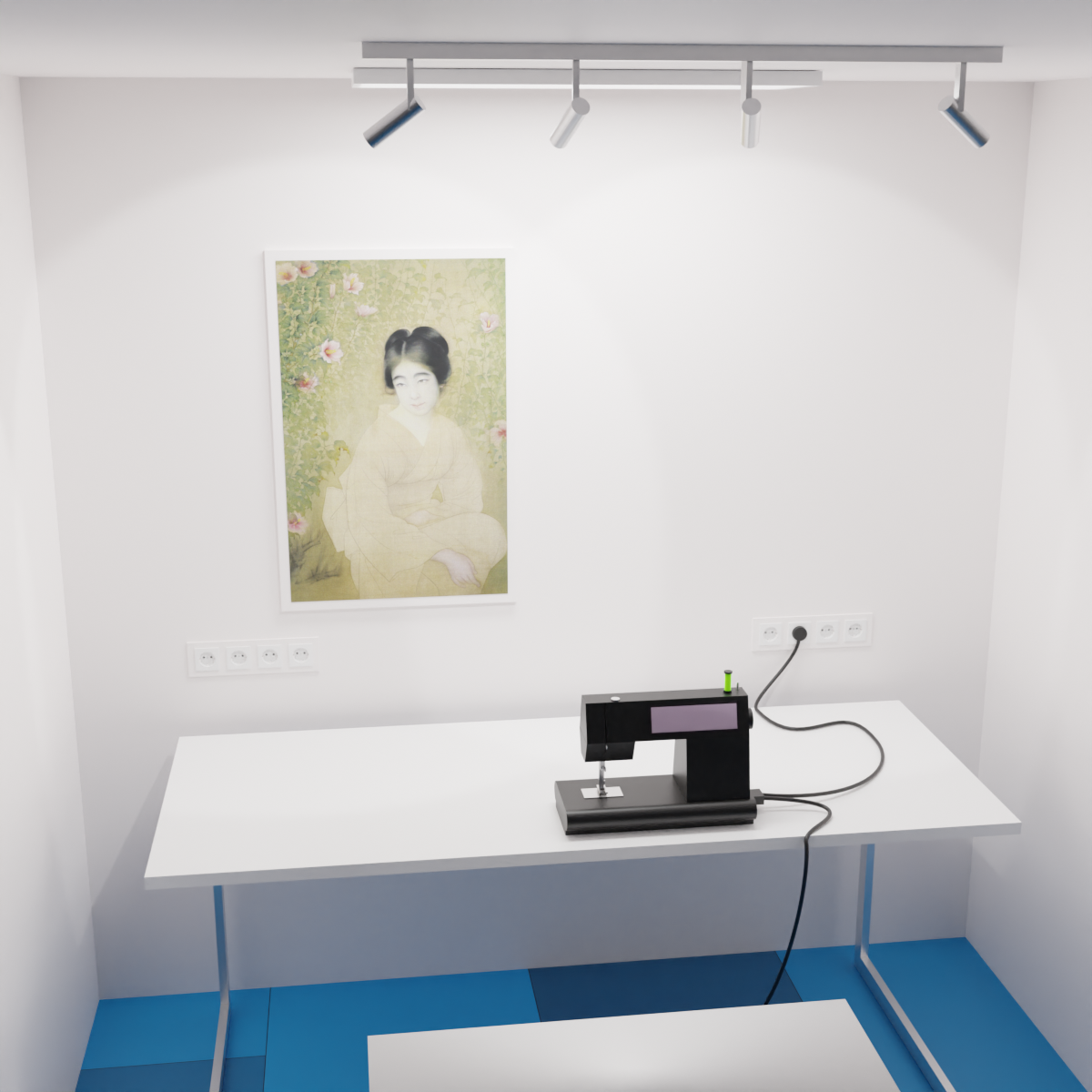
Aufgabenlicht: Mischung aus gerichtetem Licht und Streulicht für gute Sicht auf den Arbeitsgegenstand

Siehe auch: Mindestlichtstärken für spezifische visuelle Aufgaben

#### Leseplätze
Für die Beleuchtung von Plätzen, an denen gelesen wird, gilt weitgehend dasselbe wie für alle Bereiche, an denen Aufgaben erledigt werden. Für das allgemeine Wohlbefinden ist auch hier mehrschichtiges Beleuchten günstiger als die Beschränkung auf eine einzige Lichtquelle. Ältere Menschen brauchen zum Lesen in der Regel deutlich stärkeres Licht als jüngere. Während bei Pflicht- oder wichtigen Lektüren kaltes Licht die Konzentration erhöhen kann, empfinden viele Menschen beim rein entspannenden Lesen warmes Licht als angenehmer.
Da gerichtetes Licht beim Lesen keine Vorteile bietet, ist Streulicht meist vorzuziehen, zumal es sich bei längerem Lesen auch behaglicher anfühlt. Wenn Partner oder Familienmitglieder sich – etwa in einem Schlafzimmer – durch das Leselicht einer anderen Person gestört fühlen, kann allerdings oft eine LED-Leseleuchte mit flexiblem Arm („Schwanenhalslampe“) Abhilfe schaffen, weil sie zwar ein Buch, aber nicht den Raum auszuleuchten vermag. Je nach Ausführung können Leuchten dieses Typs an die Wand montiert, auf den Nachttisch gestellt oder daran festgeklemmt, oder direkt ans Buch geklemmt werden.

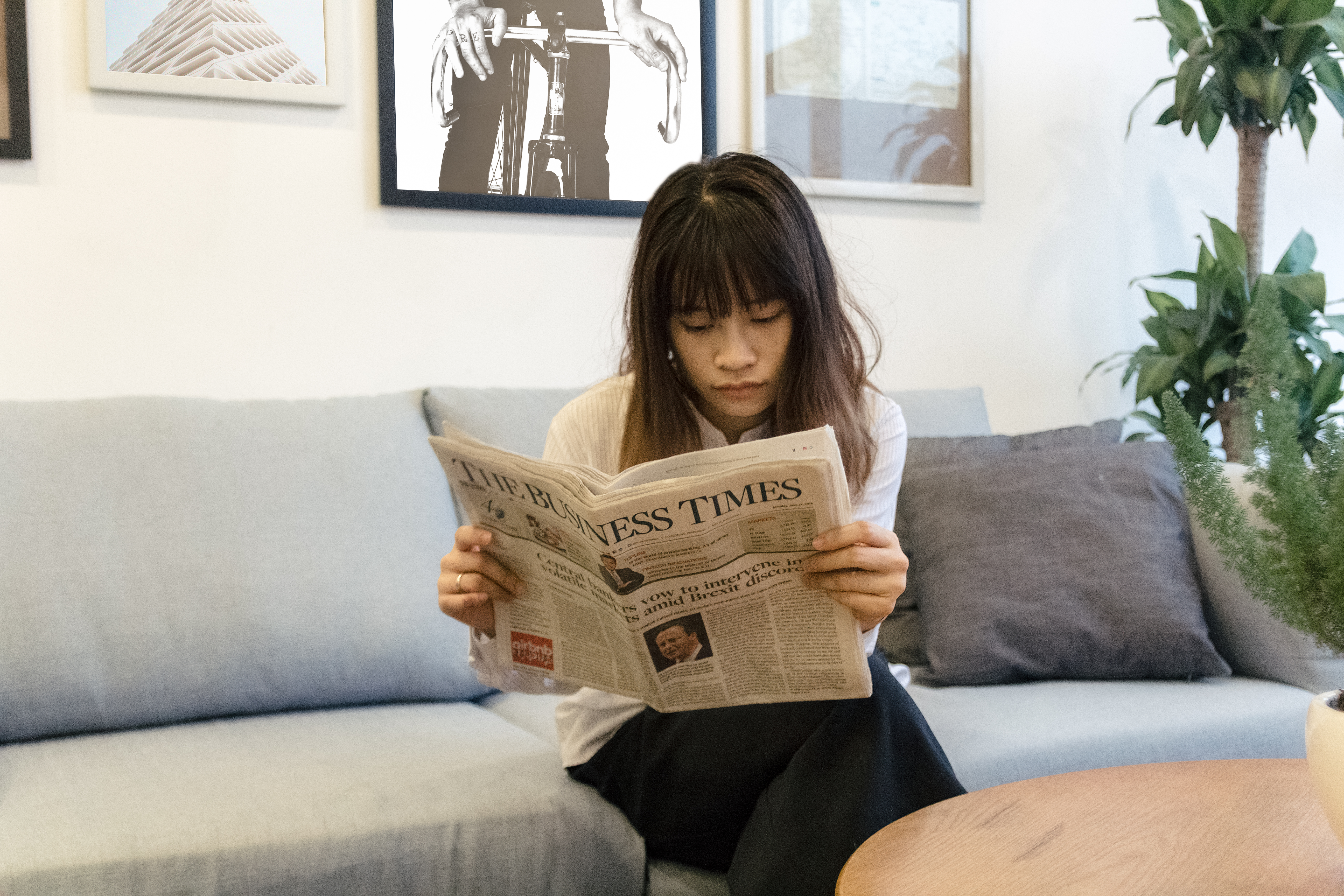
Streulicht eignet sich zum Lesen am besten.
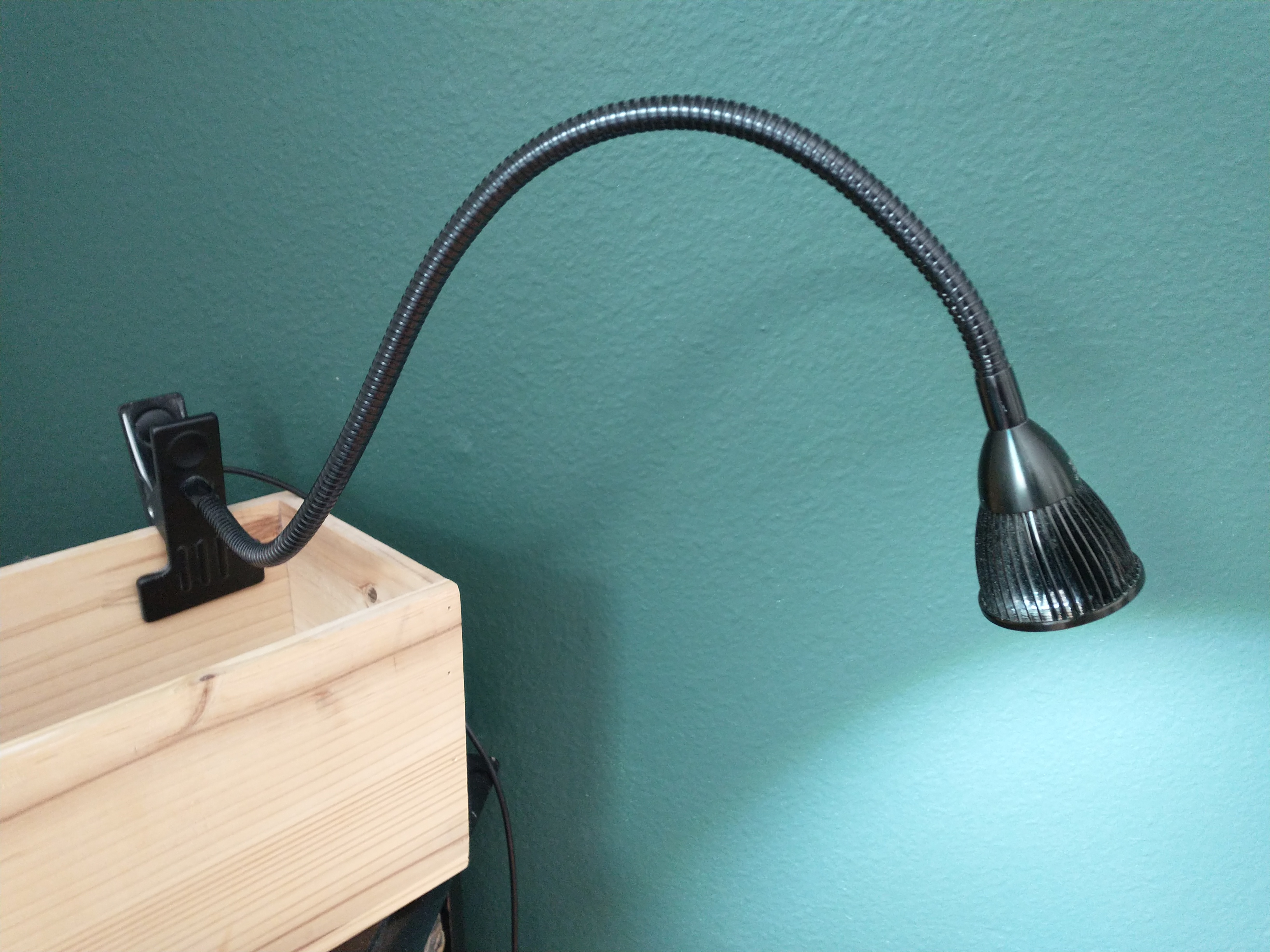
Eine LED-Leseleuchte

#### Computerarbeitsplätze

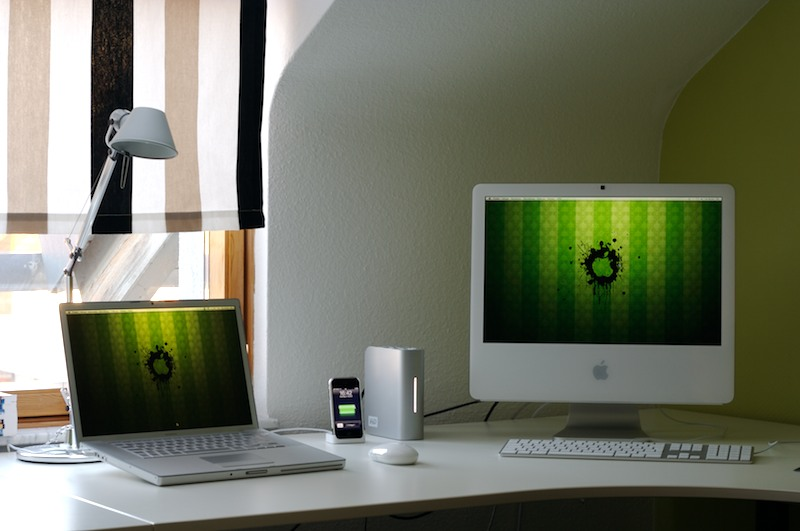
Ein Computerarbeitsplatz mit Streulicht

Für die Beleuchtung von Computerarbeitsplätzen gilt zum Teil, was für alle Aufgabenbereiche gilt; insbesondere sollte auch hier, um den Aufenthalt an diesem Arbeitsplatz angenehm zu machen, mehrschichtiges Lichtdesign verwendet werden, also nicht nur reines Arbeitslicht, sondern darüber hinaus auch Umgebungs- und Akzentlicht. Ganz ungünstig ist jeglicher Verzicht auf Lichtquellen an einem Computerarbeitsplatz; den Augen sollte Anreiz zu abwechslungsreicher Akkommodation ermöglicht werden, also dazu, den Blick während der Arbeit nicht nur auf den Bildschirm, sondern auch auf andere, weiter entfernte Ziele zu richten.
Anders als etwa an Küchen- oder Werkstattarbeitsplätzen ist gerichtetes Licht an Computerarbeitsplätzen in der Regel nicht erforderlich; Streulicht ist also vorzuziehen. Probleme, Inhalte auf dem Bildschirm gut zu erkennen, ergeben sich u. a.
- wenn Lampen so positioniert sind, dass ihr Licht vom Bildschirm gespiegelt wird,
- wenn sich starke Lichtquellen (z. B. ein Fenster) hinter dem Bildschirm befinden, und
- wenn sich in einem anderen Teil des Raumes sehr starke Lichtquellen befinden, und zwar selbst dann, wenn ihr Licht sich nicht im Bildschirm spiegelt.[39][41]

Warmes Licht gilt an einem Computerarbeitsplatz als bekömmlicher als kaltes Licht, und zwar insbesondere am Abend und in der Nacht.
Generell gilt es als günstig, wenn an einem Computerarbeitsplatz mehrere schwächere Lichtquellen – anstatt einer einzigen starken – verwendet werden. Da Schmutz auf dem Bildschirm die störende Wirkung von Blendlicht verstärkt, sollten Bildschirme häufig gereinigt werden; auch eine zusätzliche Blendschutzfolie auf dem Bildschirm vermindert Reflexe.
Für die Beleuchtung von Arbeitsplätzen im professionellen Bereich hat der DIN eine Richtlinie DIN EN 12464-1 „Beleuchtung von Arbeitsstätten in Innenräumen“ entwickelt. Einige Lichtquellen sind speziell für Computerarbeitsplätze designt, darunter LED-Leisten, die direkt am an der oberen Kante des Bildschirms befestigt werden. Diese leuchten allerdings nur den Bereich vor dem Bildschirm (etwa die Tastatur) aus und nicht den Raum dahinter.

#### Aufgabenbereiche mit Spiegeln

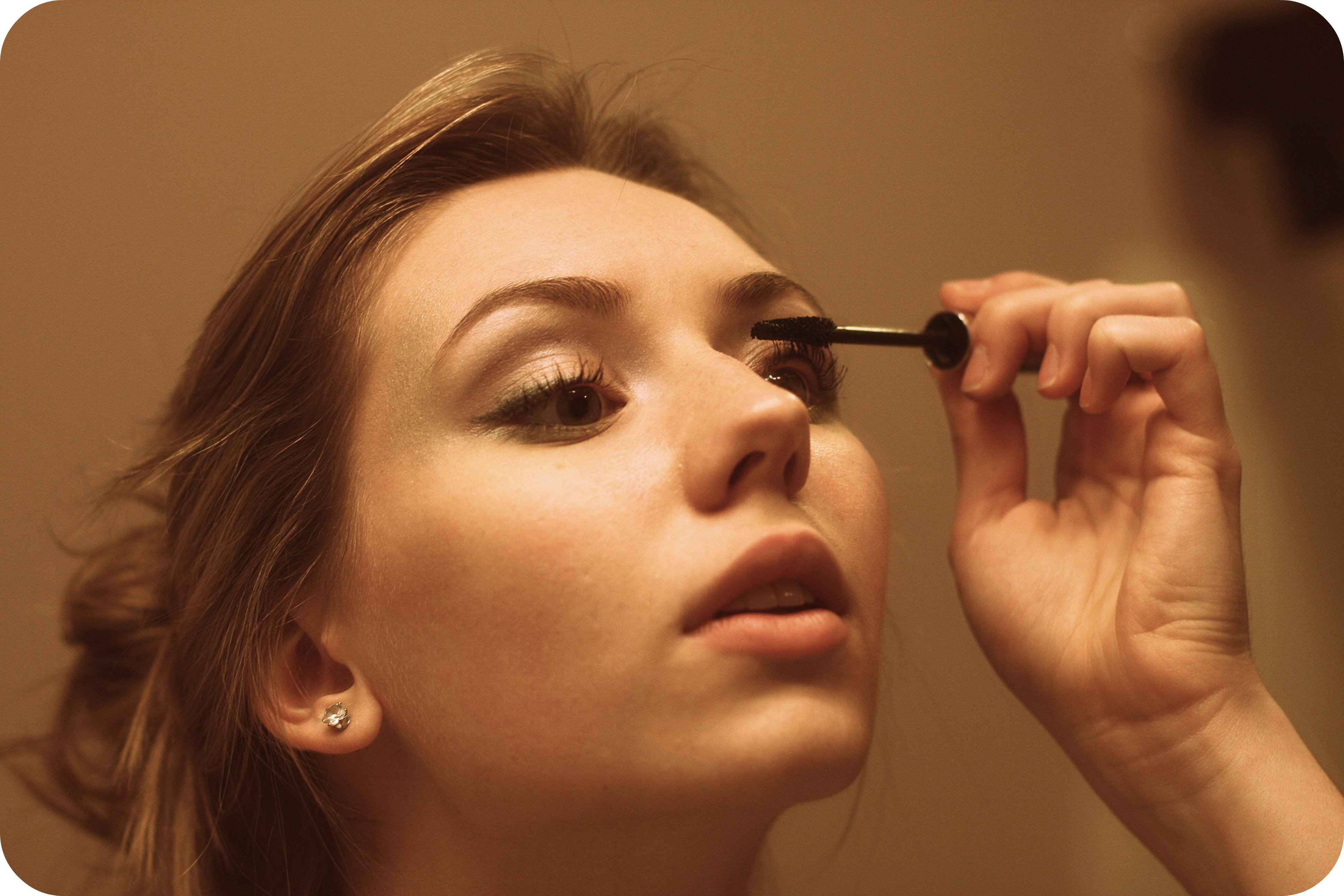
Auch Schminken erfordert alltäglich Licht, das sorgfältig eingerichtet ist.

Spezielle Beleuchtungsanforderungen bestehen auch in solchen Bereichen einer Wohnung, in denen Personen vor Spiegeln Körperpflege betreiben, Make-up auflegen und Ähnliches. Dies schließt Spiegel in Badezimmern ebenso ein wie Toilettentische und andere Spiegel, vor denen jemand sich regelmäßig mit seinem eigenen Äußeren befasst. Insbesondere für Make-up-Zwecke gilt – wenn natürliches Licht nicht oder nicht in ausreichender Menge verfügbar ist – der Einsatz von neutralem Licht (2700–4000 Kelvin) als zweckmäßig, weil dies die Gefahr mindert, dass man sich auf eine Weise schminkt, die bei Tageslicht unvorteilhaft oder künstlich aussieht. Wichtig sind weiterhin Streulicht und eine hohe Lichtintensität. Empfohlen wird heute der Gebrauch von Spiegeln und Vergrößerungsspiegeln mit integriertem LED-Licht. Damit Farben richtig beurteilt werden können, sollte der Farbwiedergabeindex der Lichtquellen mindestens 90 betragen.

#### Spielbereiche
Bereiche, in denen Kinder spielen, stellen an die Raumbeleuchtung einige spezielle Anforderungen. Von Erwachsenen unterscheiden Kinder – insbesondere Kinder unter 12 Jahren – sich unter anderem dadurch, dass ihre visuelle Wahrnehmung und, eng damit verknüpft, ihre Feinmotorik sich noch in der Entwicklung befinden. Vorteilhaft für kindliches Sehen ist Licht, das der Wahrnehmung von Räumlichkeit und der Dreidimensionalität von Objekten entgegenkommt, also gerichtetes Licht, das gewisse Schatten wirft und zu etwa 70 % von oben kommt. Die Lichtintensität sollte 300 Lux nicht unterschreiten, aber auch nicht unmäßig hoch sein. Zu berücksichtigen ist bei der Beleuchtung eines Spielbereichs weiterhin, dass Kinder nicht nur kleiner sind als Erwachsene, sondern häufig auch auf dem Boden spielen, wo manche Lichtquellen, die für Erwachsene aufgrund ihrer Körperlänge und ihrer stehenden Haltung unproblematisch sein mögen, blenden können. Um unbehinderte Farberkennung zu ermöglichen, ist in Spielbereichen neben gut bemessener Lichtintensität auch ein hoher Farbwiedergabeindex der Lichtquellen wichtig.
Weil Spielbereiche auf variable Weise genutzt werden, sollte die Beleuchtung ebenfalls variabel sein, und Spielen ebenso erlauben wie Lesen, Essen und Ruhen. Als hilfreich gilt es, wenn neben der Lichtintensität auch die Lichttemperatur im Tagesverlauf gewechselt werden kann (helleres neutrales oder kaltes Licht von 3800–4500 k für konzentriertes Spiel, gedämpftes warmes Licht für Vorbereitung auf Ruhe).
Erhöhten Anforderungen unterliegt in Spielbereichen auch die Robustheit der Lichtquellen; sie sollten nicht umgerissen werden können (Stehleuchten) und im Falle einer Beschädigung keine scharfkantigen Scherben liefern.

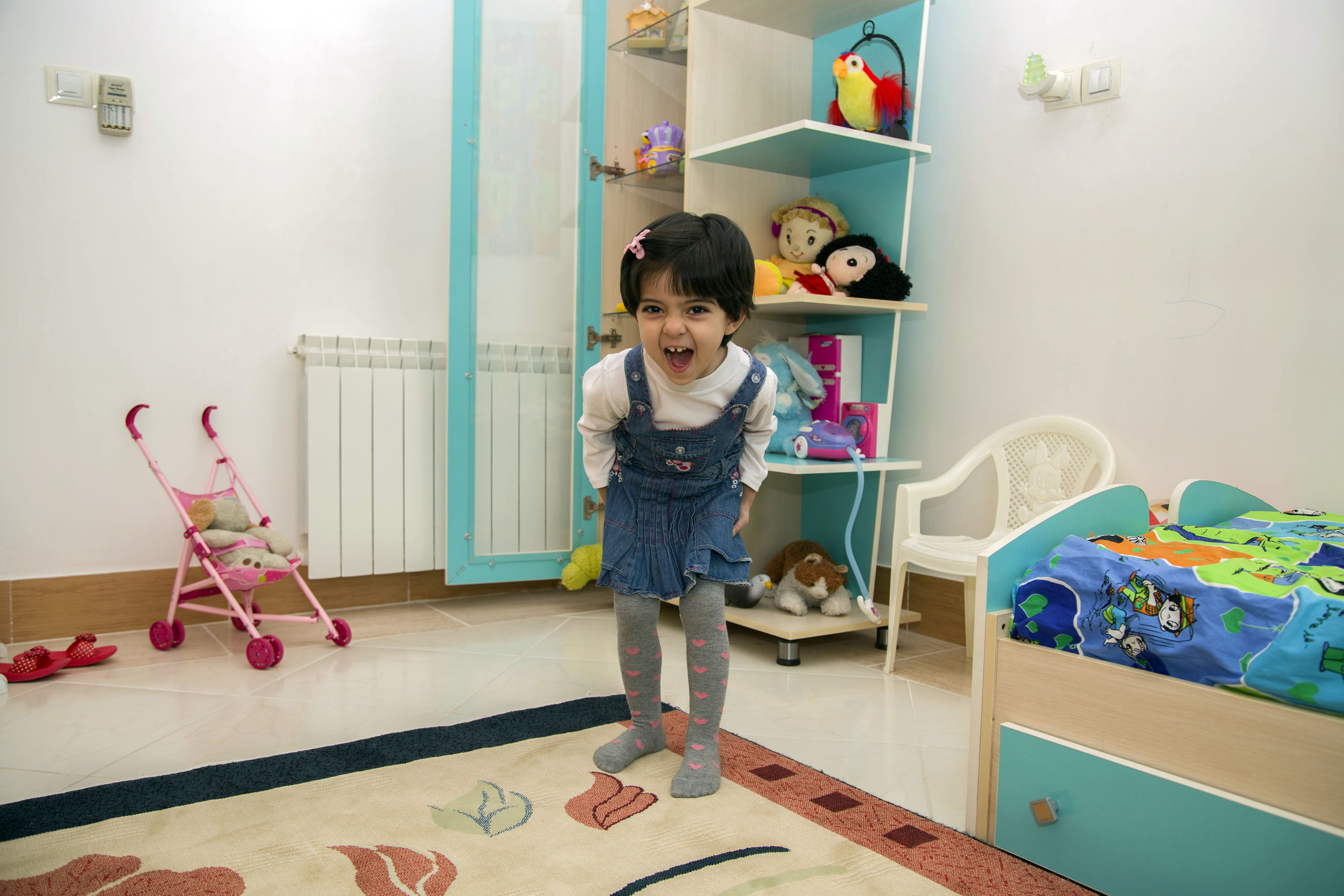
Gutes Spiel-Licht ist von oben nach unten gerichtet, blendet das Kind aber auch dann nicht, wenn es am Boden spielt.
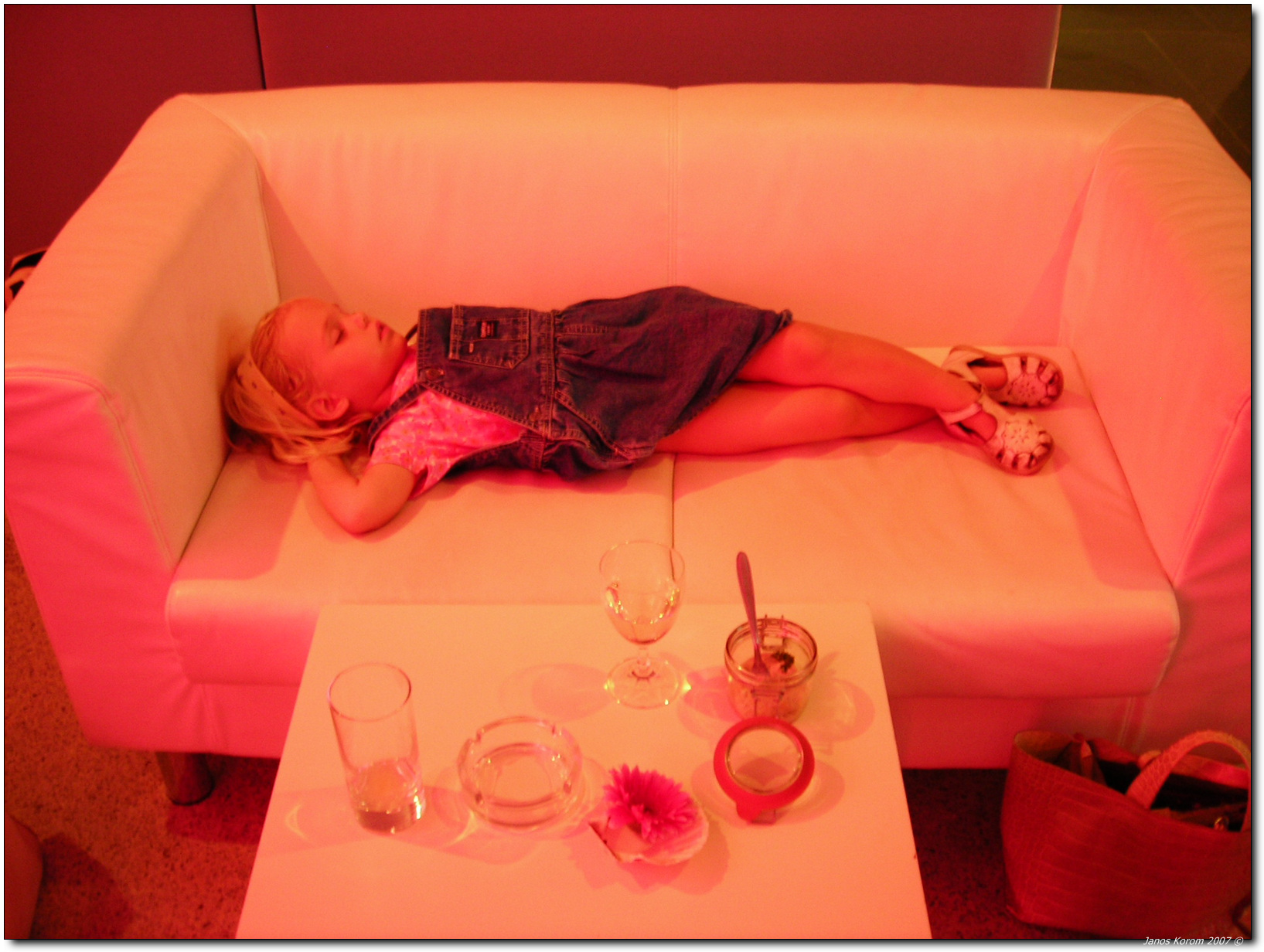
Herunterdimmen des Spiel-Lichts kann den Schlaf vorbereiten.

### Schlafbereiche

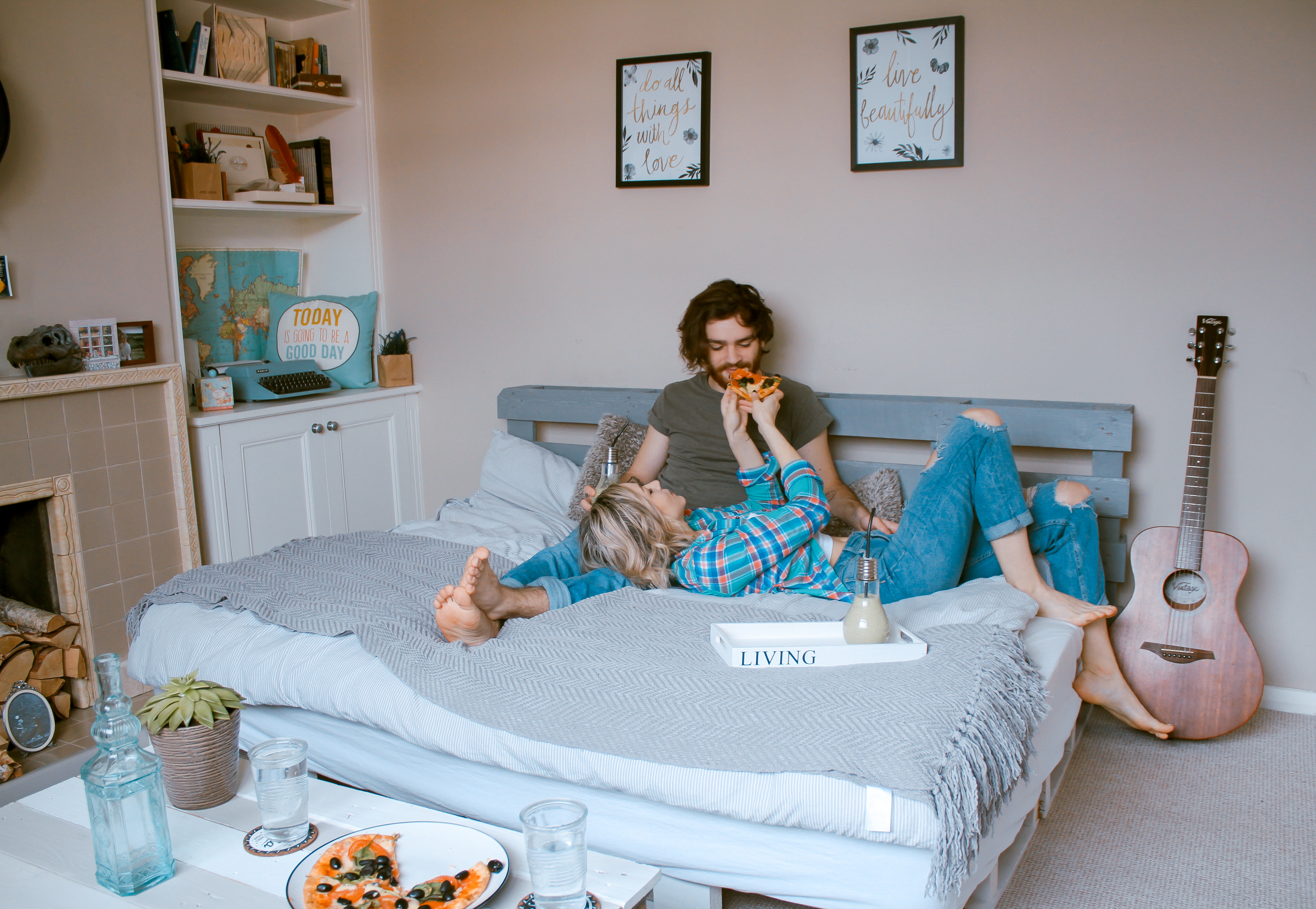
Auf Betten wird nicht nur geschlafen. Die Beleuchtung muss den verschiedenen Aktivitäten Rechnung tragen.

Schlafbereiche und Schlafzimmer dienen meist nicht allein dem Schlafen und Tagschlafen, sondern werden in vielen Wohnungen u. a. auch zur Aufbewahrung von Kleidung sowie zum An- und Auskleiden, für die Vorbereitung zum Schlafen (einschließlich Lesen, Fernsehen oder Beschäftigung mit digitalen Medien), für sexuelle Aktivitäten, zum Einnehmen von Getränken und Speisen sowie zum Aufenthalt bei Krankheit genutzt. In Kinderzimmern, Zimmern Heranwachsender und generell da, wo jemandem nicht viel Raum zur Verfügung steht, findet oft auch ein Großteil der Beschäftigung bei Tage auf dem Bett statt. Generell dienen Schlafbereiche und Schlafzimmer als Orte des Rückzugs. Die Beleuchtung des Bettes und seiner Umgebung muss der Vielfalt der jeweils tatsächlich praktizierten Nutzungsweisen Rechnung tragen, was auch den Fall einschließt, dass eine Person Licht benötigt, während eine andere schläft und nicht durch Licht gestört werden soll. Die verschiedenen Lichtsysteme, die in einem Schlafbereich für verschiedene Zwecke verwendet werden, sollten unabhängig voneinander gesteuert werden können.
Lightdesigner statten Schlafräume mit mindestens zwei Lichtsystemen aus, die Licht erstens auf Wandflächen bringen und zweitens eine kleine Anzahl von Objekten akzentuieren. Um den Raum anheimelnd zu machen, können darüber hinaus dekorative Leuchten oder nach oben gerichtes Licht verwendet werden. Typische professionell eingesetzte Beleuchtungsmittel umfassen eine stark lichtstreuende Deckenleuchte für Grundlicht, gerichtete Strahler, die Kunstwerke, Wandflächen oder Aufgabenbereiche (z. B. fürs Ankleiden) ausleuchten oder Leselicht liefern, Strahler, die von der Wand aus die Decke ausleuchten, eine Stehleuchte (etwa neben einem Sessel, um hier Lesen oder Entspannung einzuladen), sowie lineare Lichtquellen im Kleiderschrank, die durch Öffnen der Tür aktiviert werden.
Beispiel für eine fünfschichtige Beleuchtung in einem Schlafzimmer:

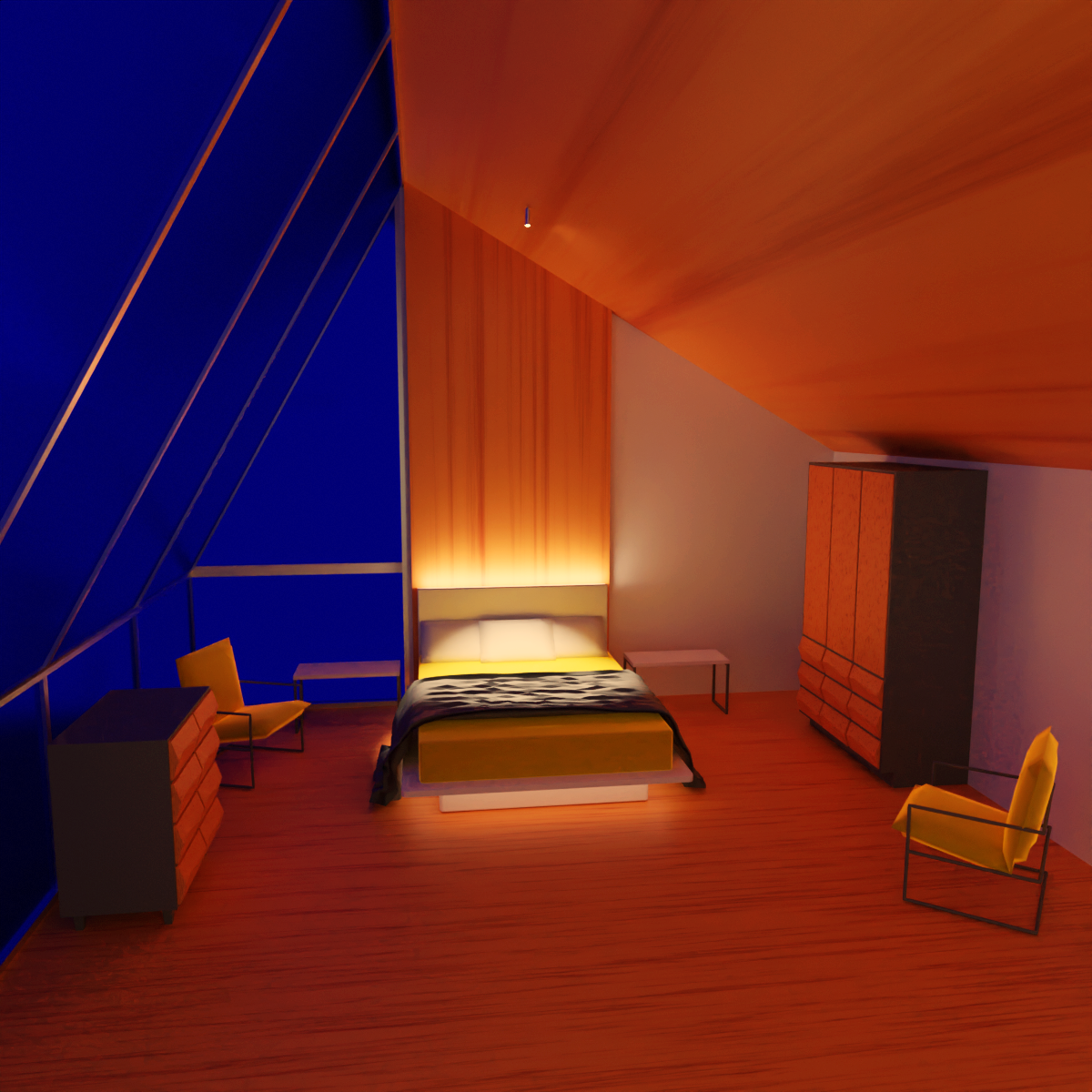
Choreografie: das Bett als Hauptsache des Raumes und Ziel der Bewegung
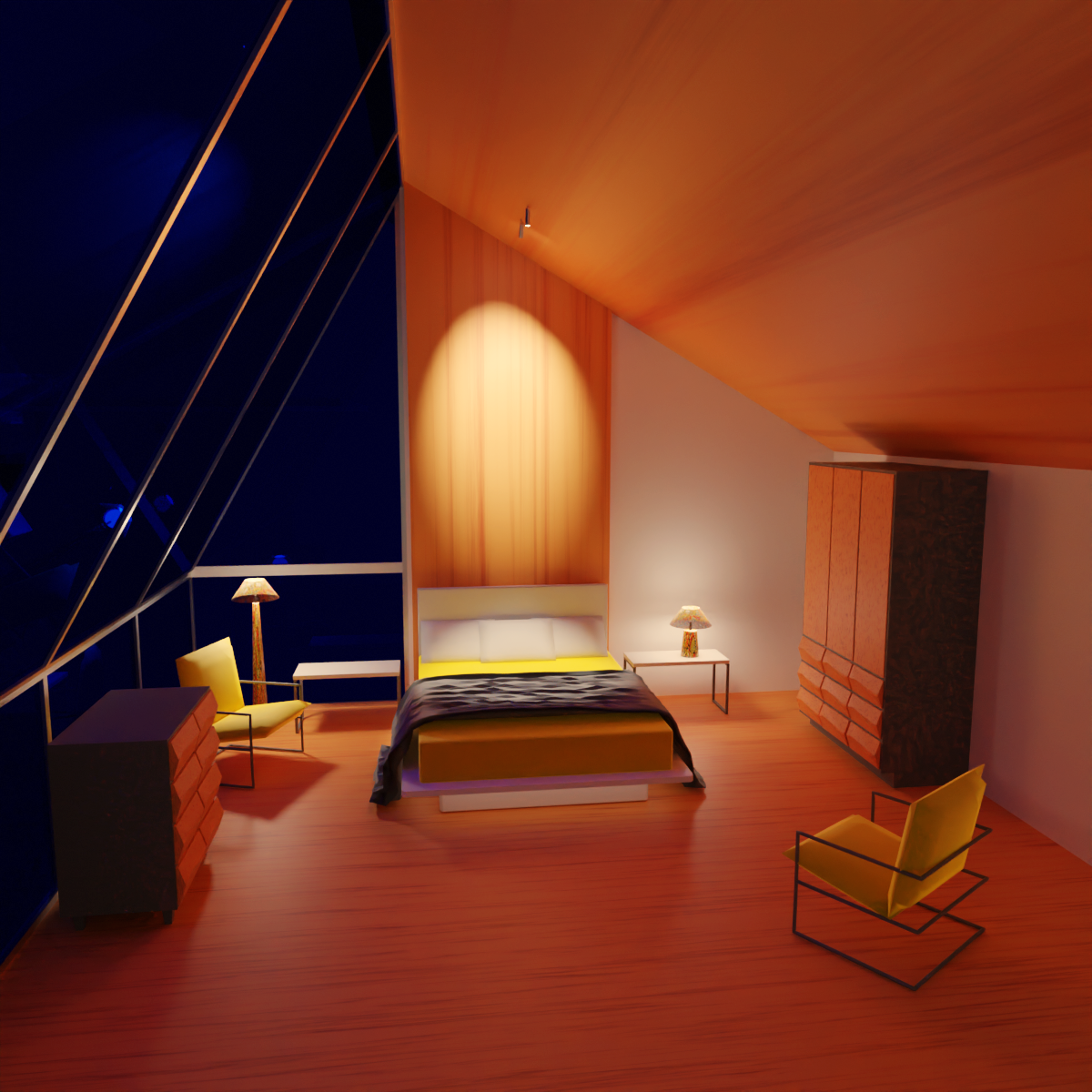
Choreografie/Variation: beleuchtete Rückwand und visueller Hinweis auf den Lesesessel hinten links
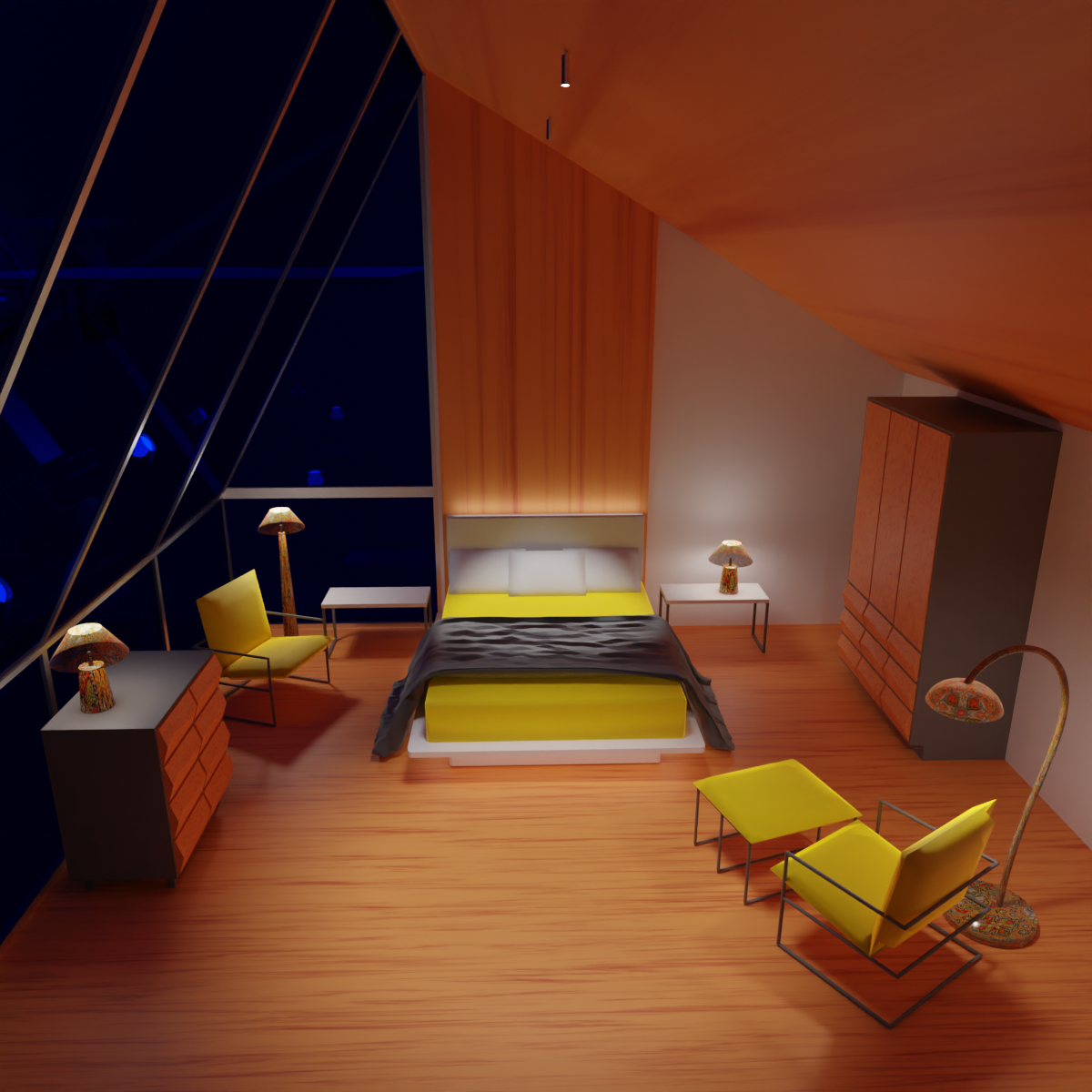
Stimmung: über den Raum verteilte Steh- und Tischleuchten; deckennah installierter Strahler, der Licht zum Boden emittiert, wo es vom Holzboden in warmer Farbe reflektiert wird
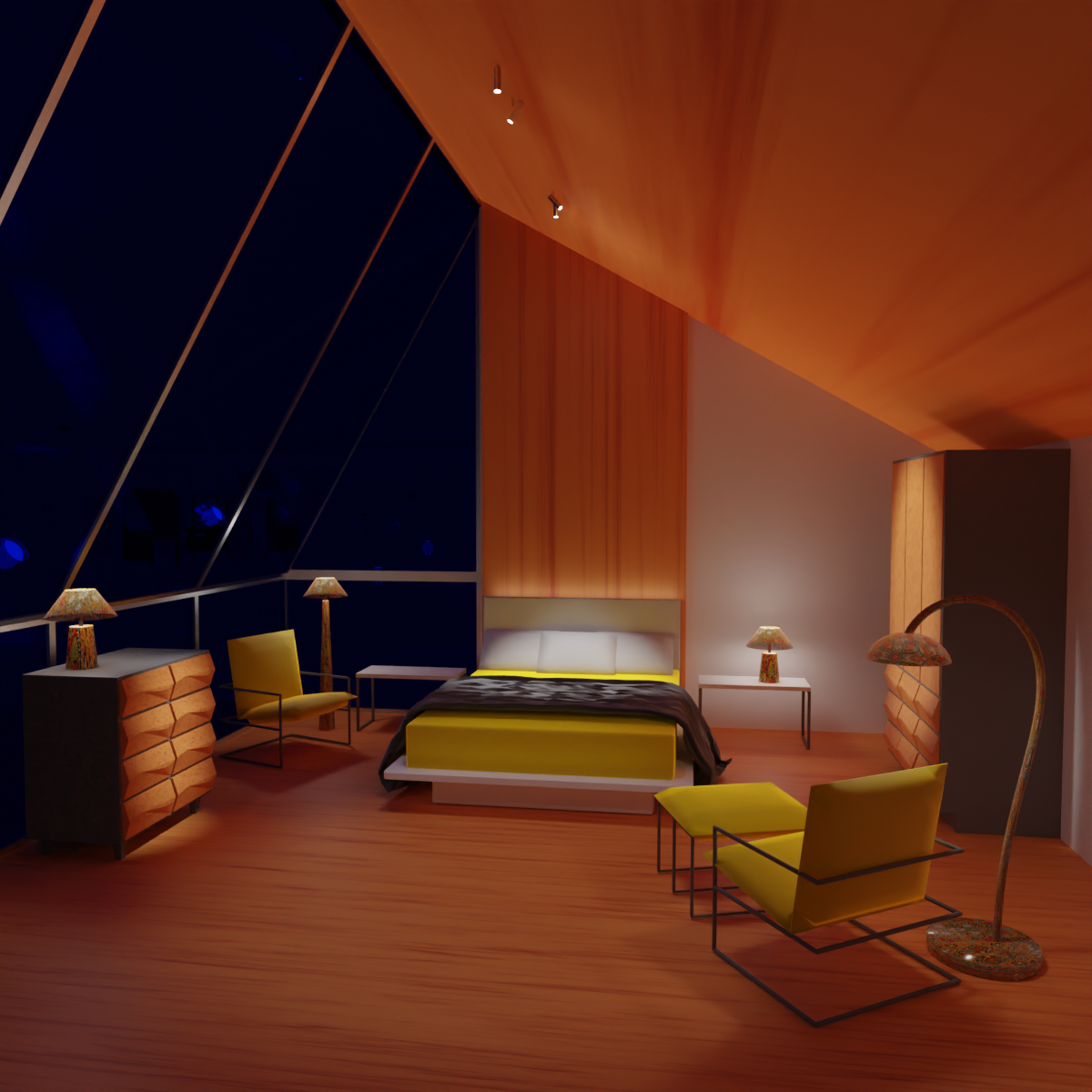
Akzentuierung von Objekten: die ungewöhnlichen Schrankfronten
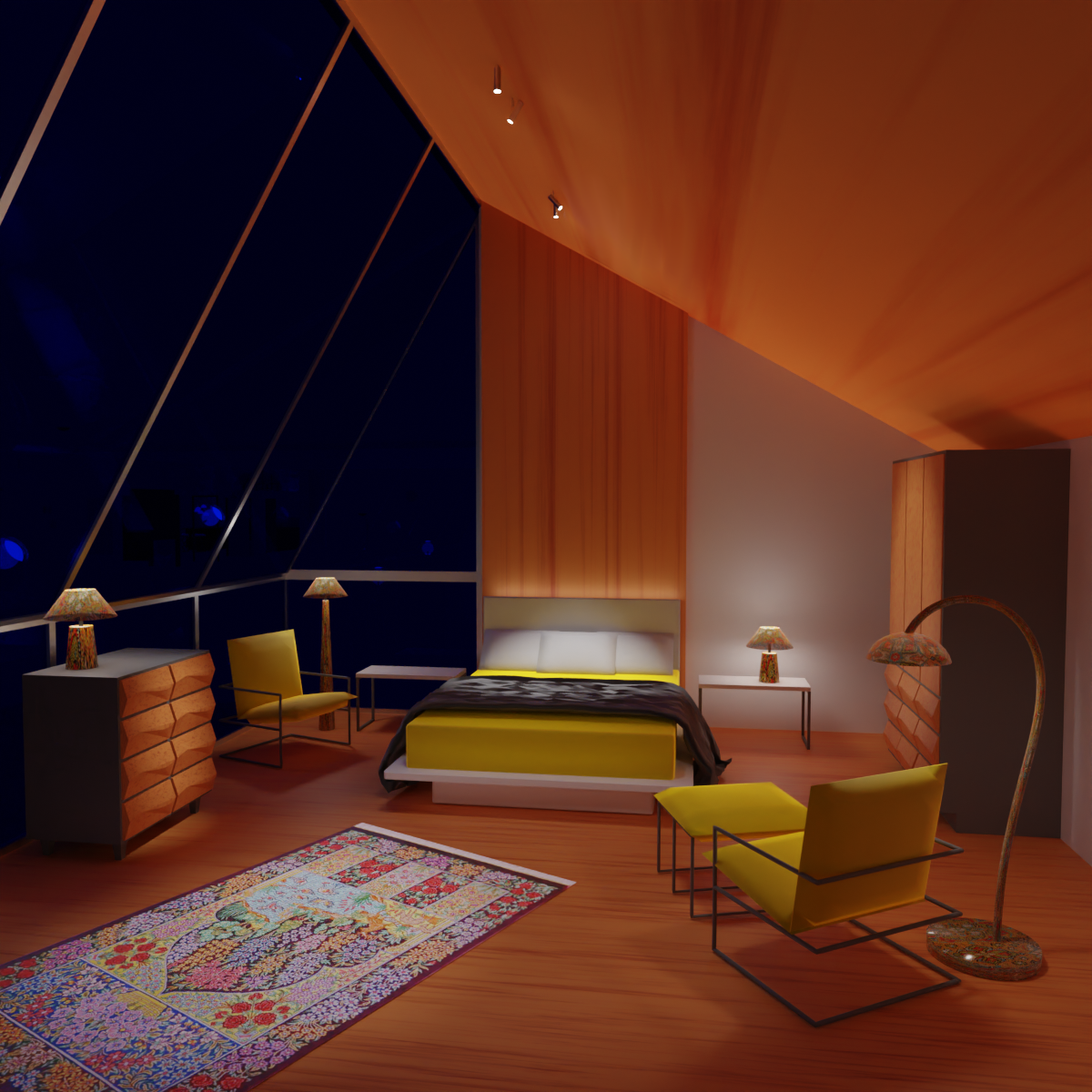
Akzentuierung von Objekten/Variation: der Teppich
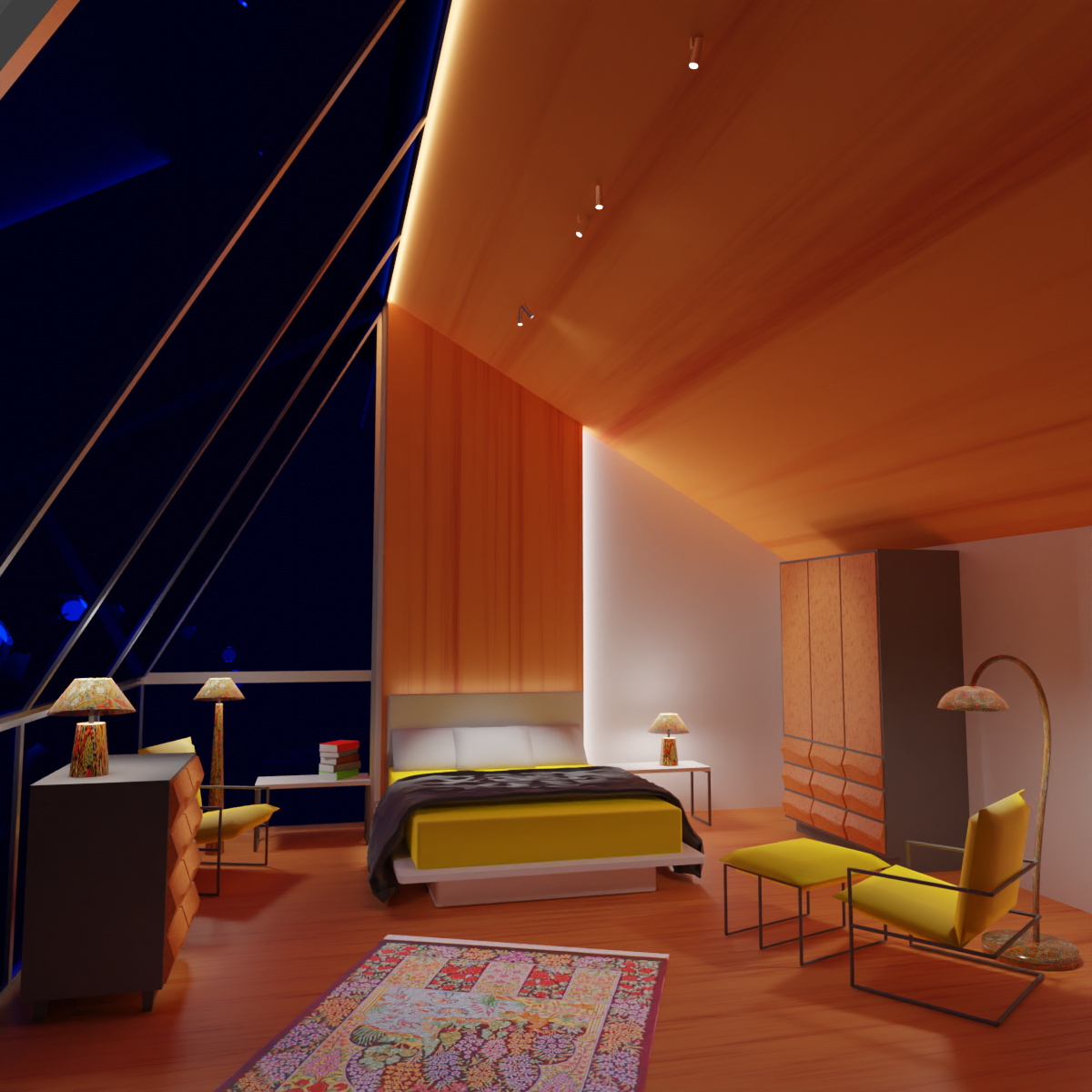
Artikulation der Architektur: lineares Licht am oberen Deckenrand und am Rand des Vorsprungs der Rückwand
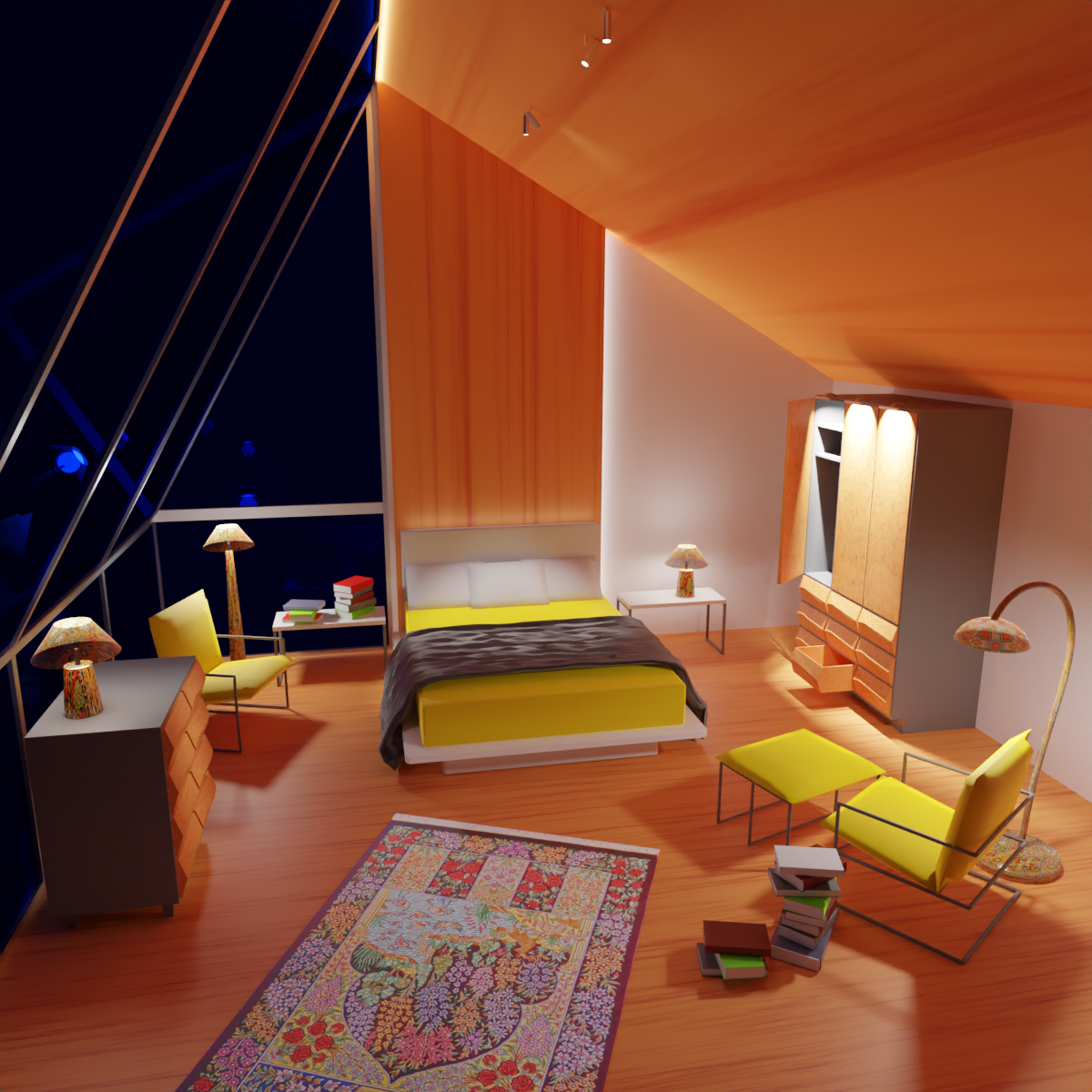
Aufgabenlicht: Leseleuchten; Leuchten am oberen Rand des Kleiderschranks (Beleuchtung der Schrankfront und des Schrankinneren)
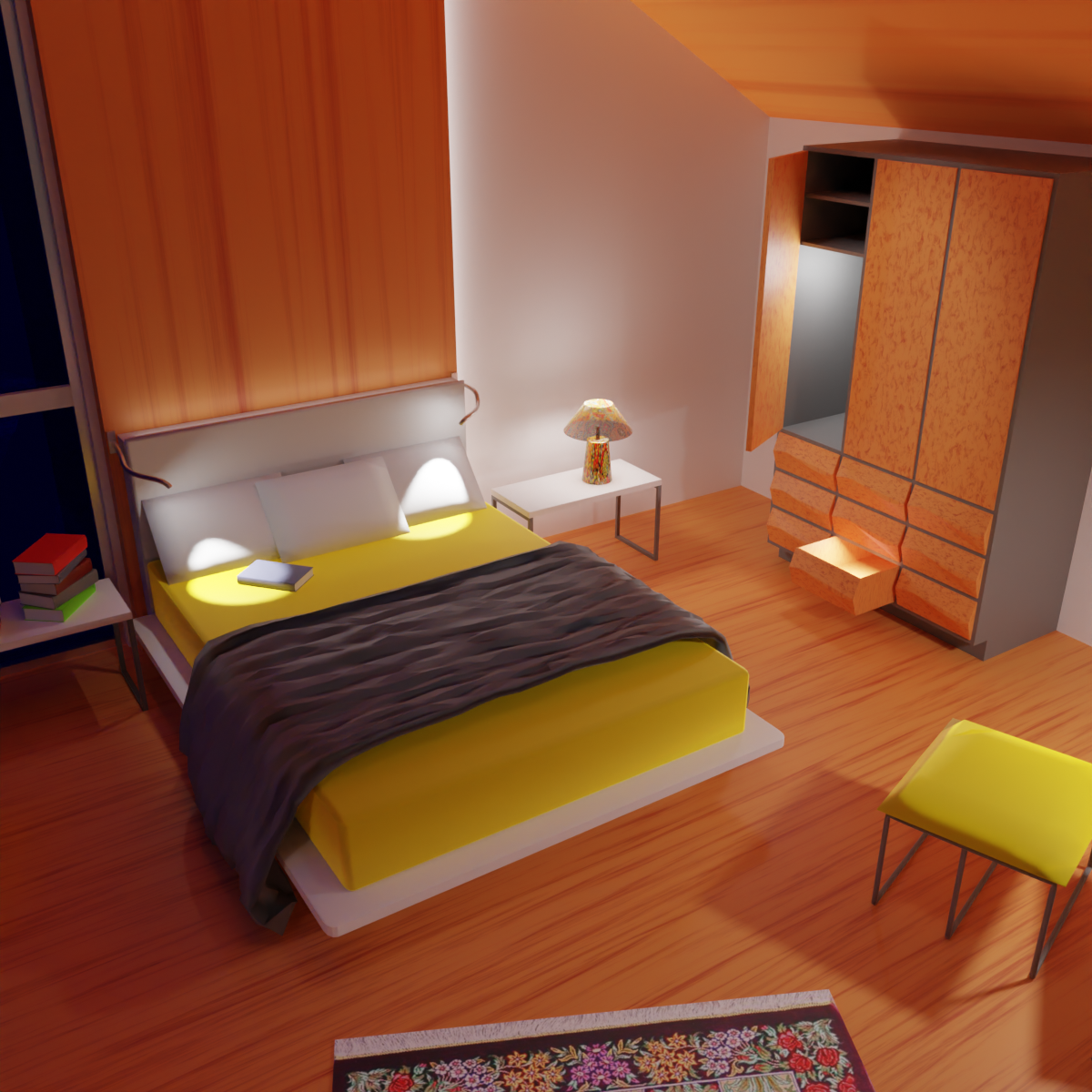
Aufgabenlicht/Variation: bewegliche LED-Leseleuchten am Bett; von innen beleuchteter Kleiderschrank

Für Einzelheiten über Leselicht siehe weiter oben den Abschnitt Leseplätze; für Frisierspiegel und Toilettentische siehe Aufgabenbereiche mit Spiegeln.

### Badezimmer

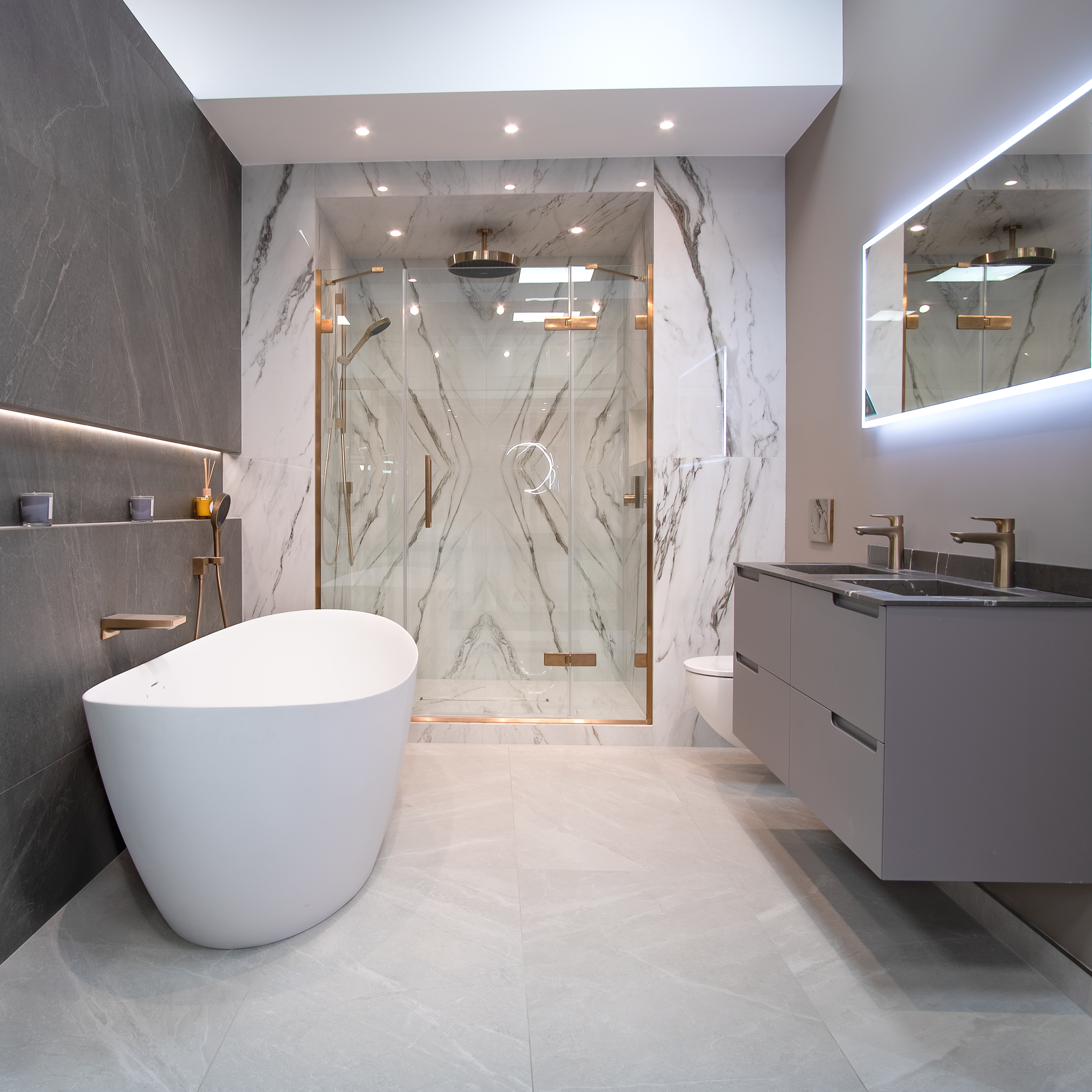
Professionelles Lichtdesign in einem Bad

Typische für die Beleuchtung relevante Probleme von Badezimmern und Toiletten bestehen darin, dass solche Räume oft klein und eng sind, kein Tageslicht empfangen und eine unzureichende elektrische Ausstattung haben. Häufiger als in anderen Räumen wird die Luft sehr feucht; elektrische Installationen und Geräte müssen nicht nur gegen Wasserdampf, sondern auch gegen Spritzwasser geschützt werden. Gleichzeitig sollen Bäder und Toiletten gut aussehen, weil sie nicht nur von den Bewohnern, sondern auch von Gästen benutzt werden. Weiterhin sind es diejenigen Räume in einer Wohnung, die am häufigsten auch während der Nacht beleuchtet werden müssen, und zwar so, dass eine aus dem Dunkeln eintretende Person nicht geblendet wird.
Zu den Beleuchtungsmitteln, die von Lichtdesignern in Bädern oft eingesetzt werden, zählen dekorative Wandleuchten im Bereich des Waschbeckenspiegels für Streulicht, auf das Waschbecken gerichtete Punktstrahler, Strahler, die Lichtbecken auf Wände „malen“, ein Deckenlicht über der Toilette (oft mit einem Lüfter kombiniert) sowie eine separate Lichtquelle über der Dusche oder Badewanne. Badezimmer werden beleuchterisch häufig vernachlässigt, können aber ebenfalls fünfschichtig ausgeleuchtet werden:

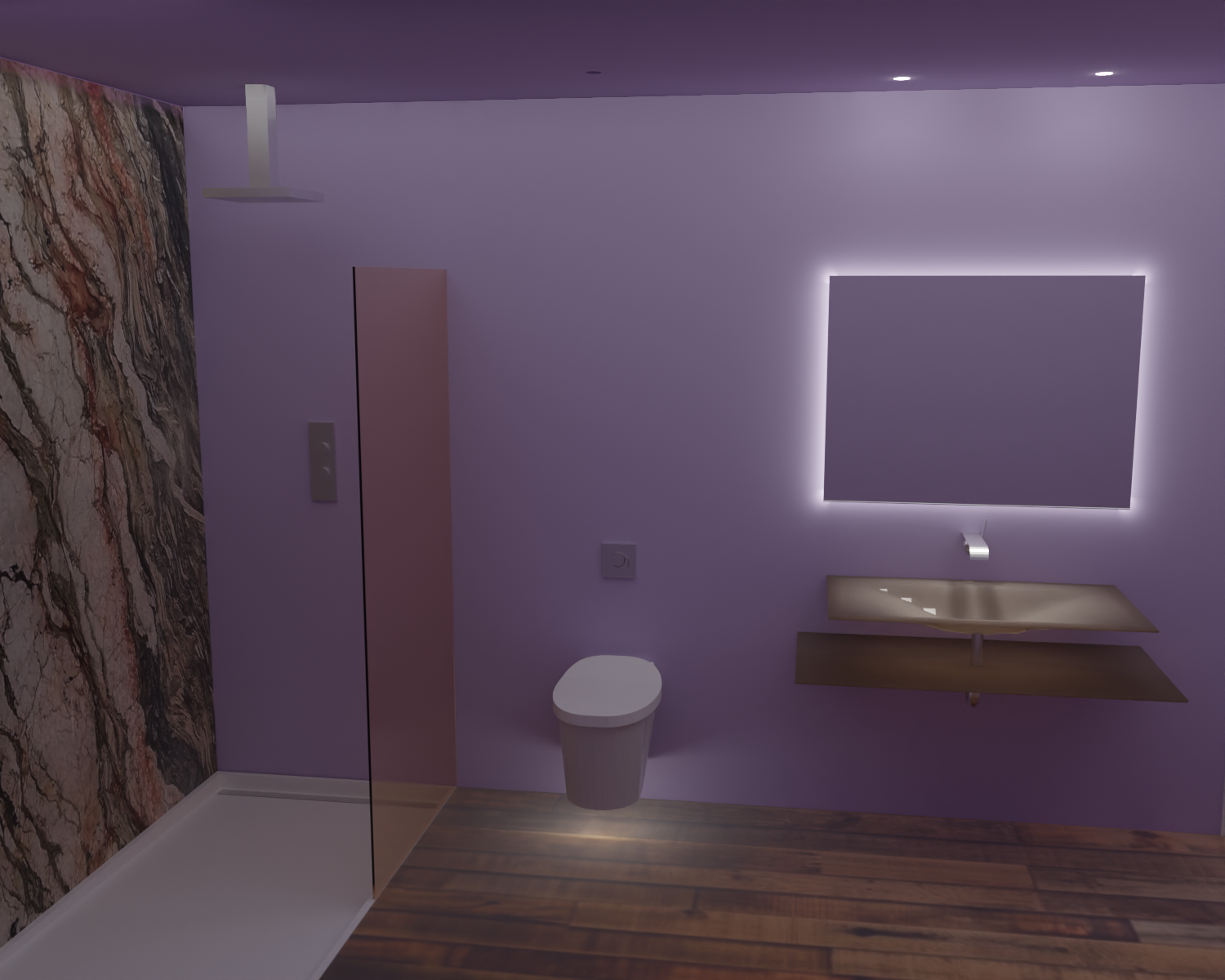
Choreografie: Hier werden die Toilette und der Waschtisch hervorgehoben.
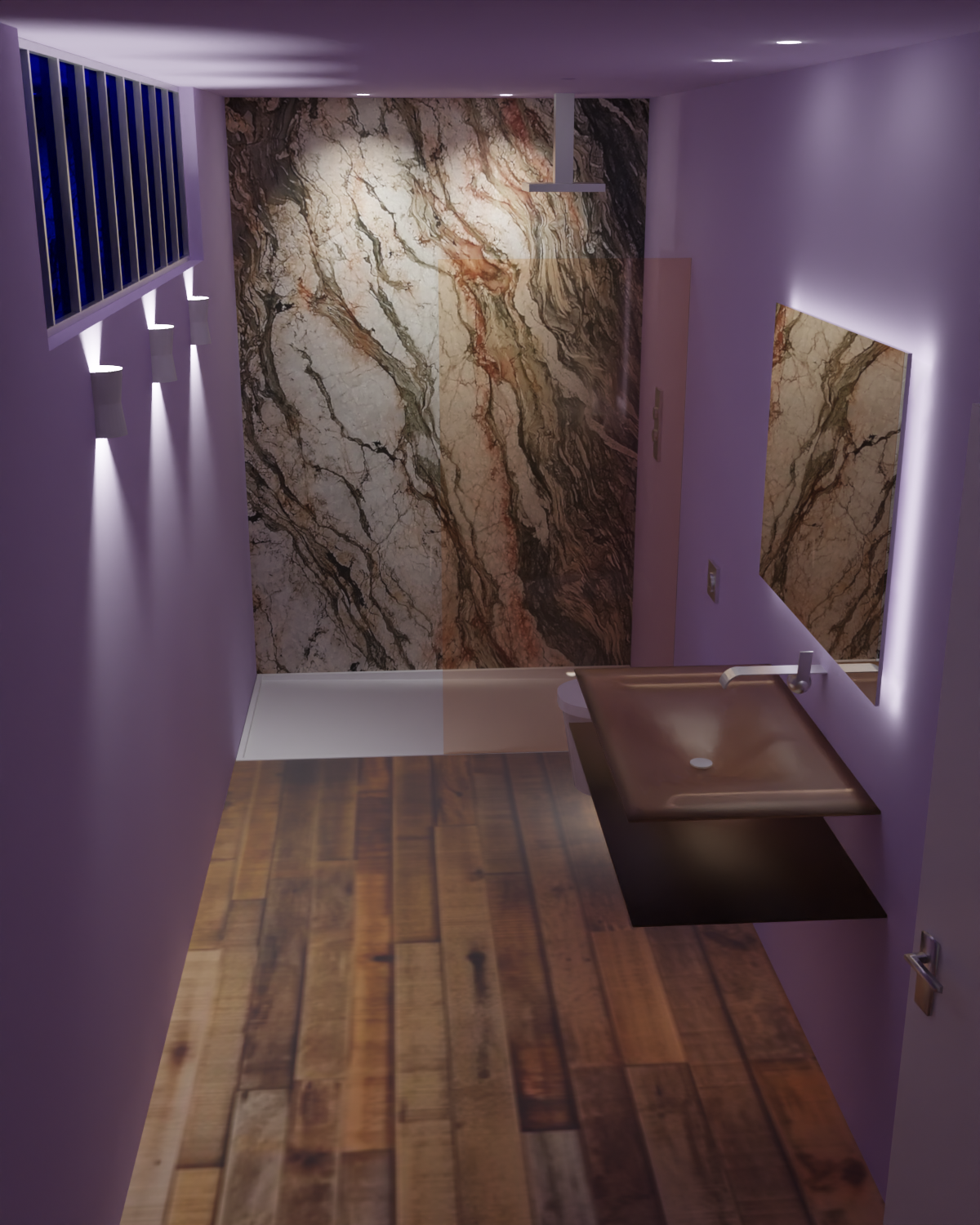
Stimmung: Ausgeleuchtete Wandflächen für Grundbeleuchtung
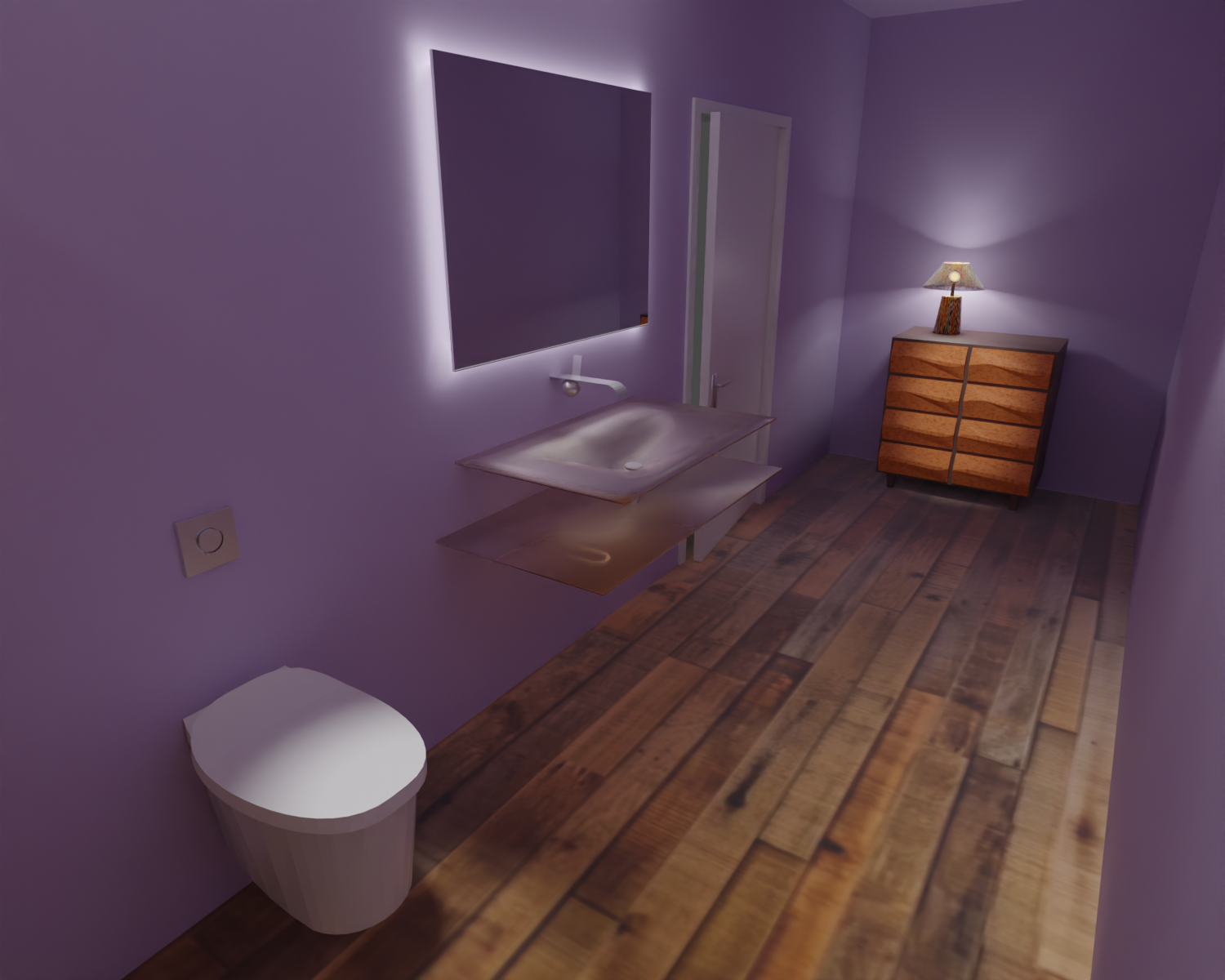
Akzentuierung von Objekten: Hier die Toilette, der Spiegel und der Schrank; die Tischleuchte ist als solche ein akzentuiertes Objekt.
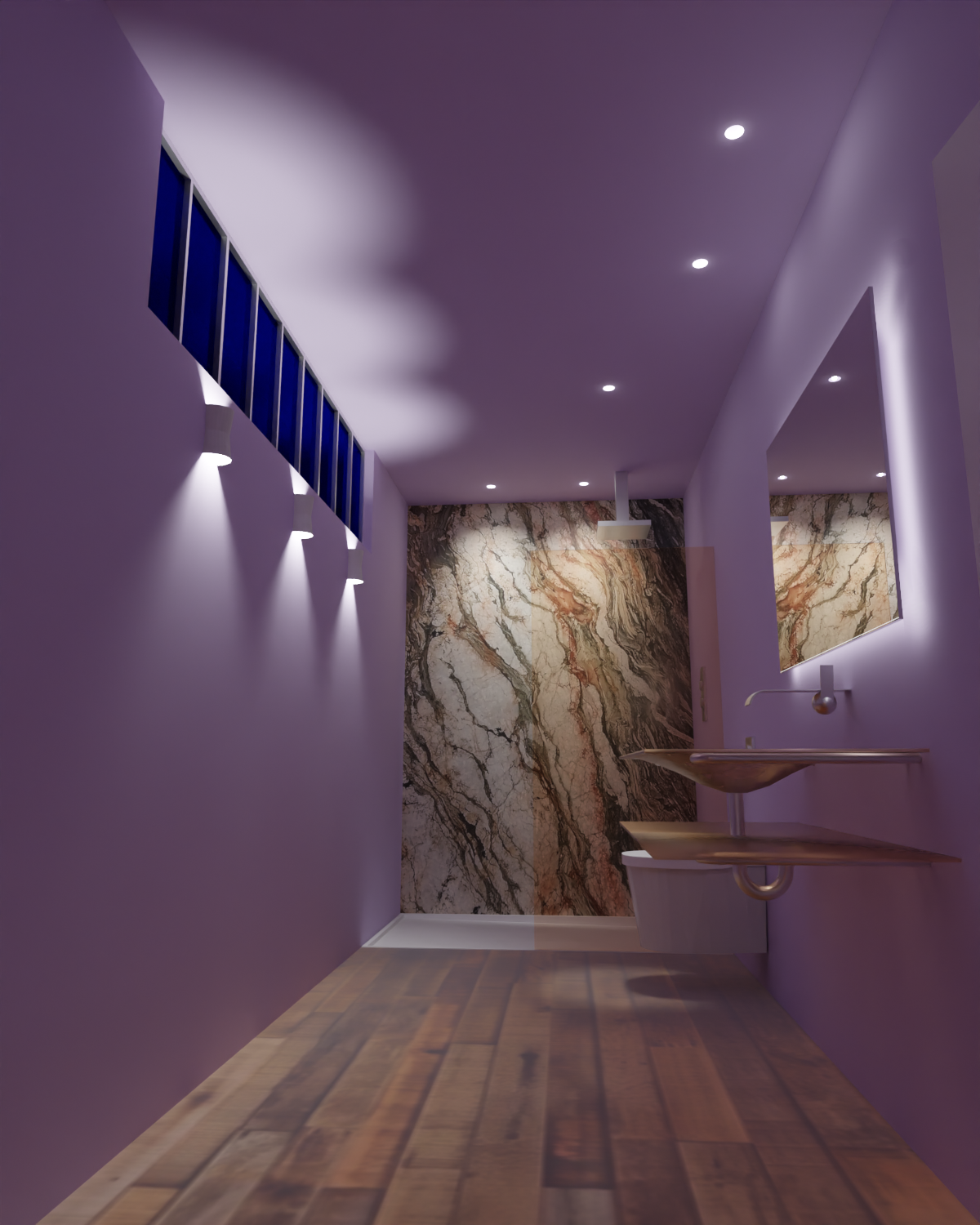
Artikulation der Architektur: Durch die Ausleuchtung der Wände erscheint der schmale Raum weiter, als er ist.
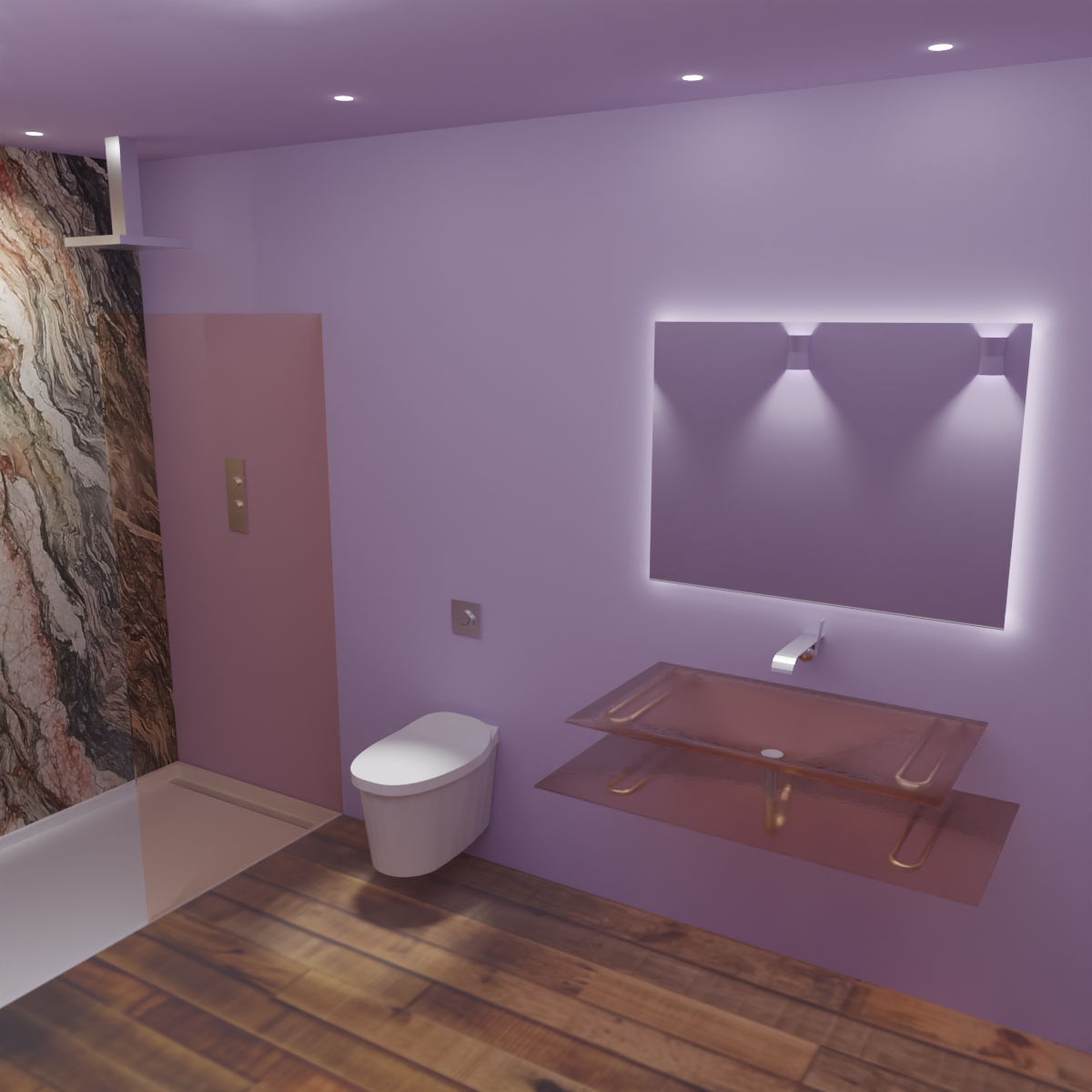
Aufgabenlicht: Leselicht an der Toilette; das indirekte Licht, das der Spiegel emittiert, ist stark genug, um z. B. Schminken zu erlauben.

Einige Typen von Lichtquellen werden überwiegend oder ausschließlich in Badezimmern verwendet, darunter heute Spiegel mit integrierten LED-Lichtern. Auch Spiegelschränke, die dafür bestimmt sind, über dem Waschbecken installiert zu werden, haben heute regelmäßig integriertes Licht.

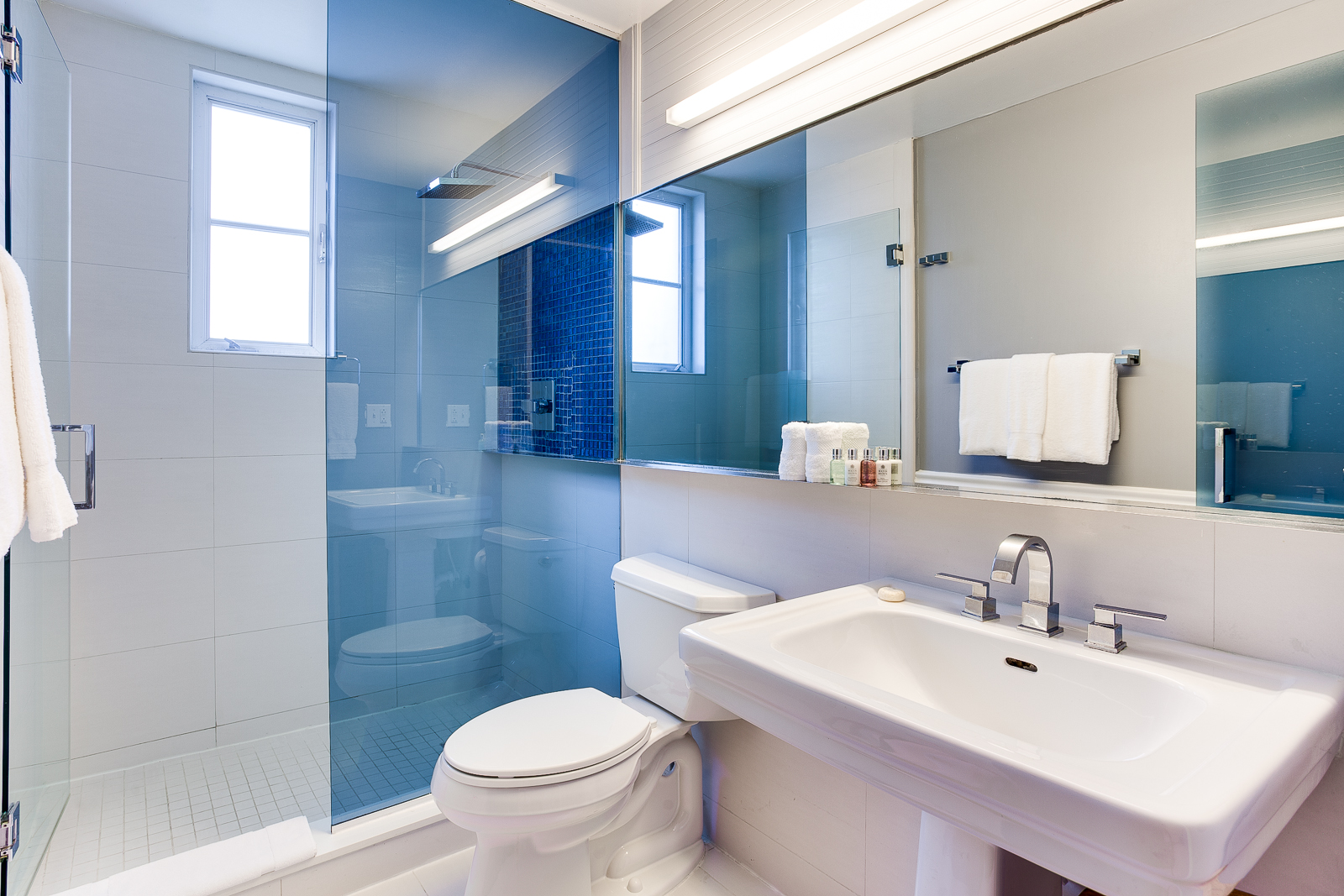
Badezimmerspiegel mit hauptsächlich funktionaler Lichtleiste
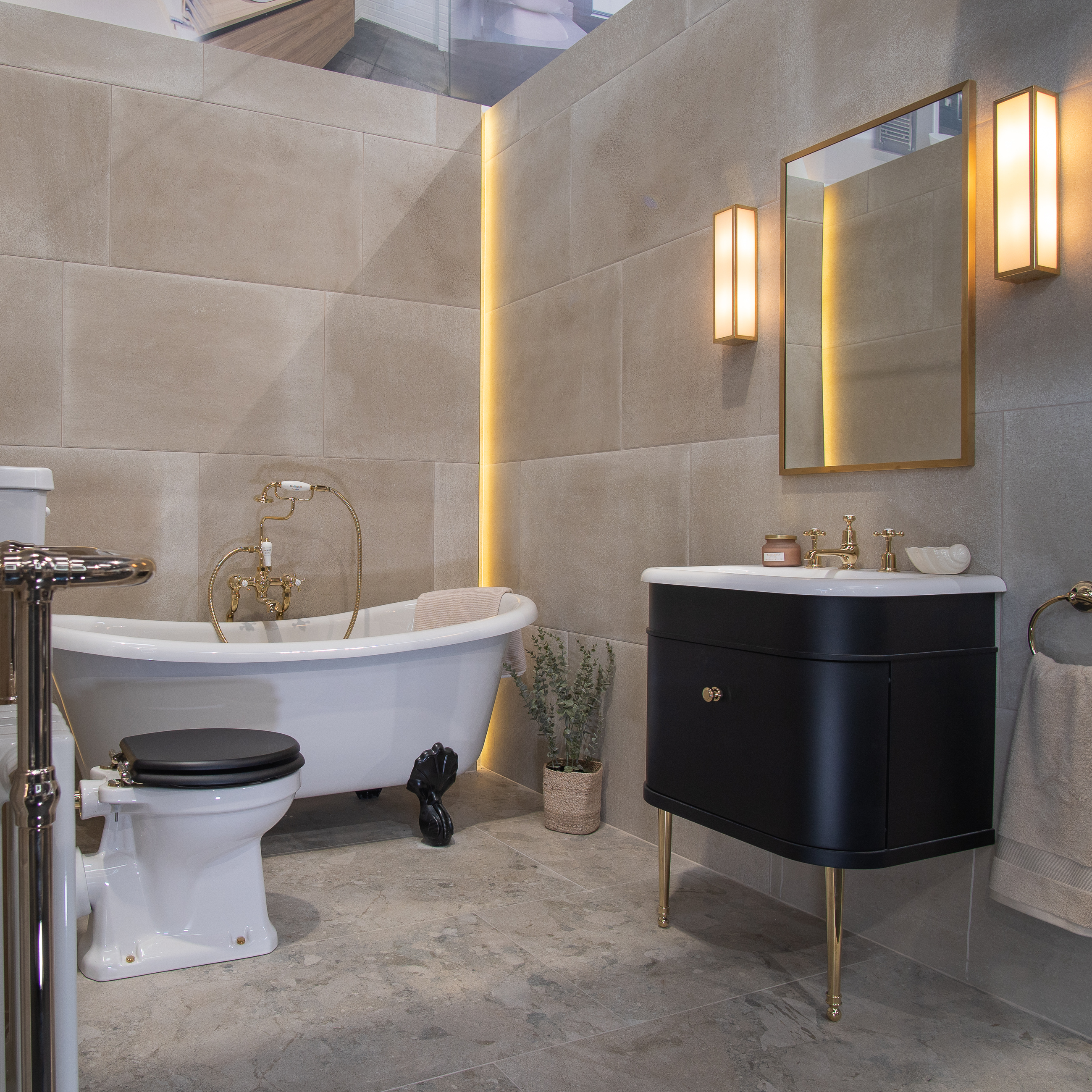
Spiegel mit dekorativen Wandleuchten
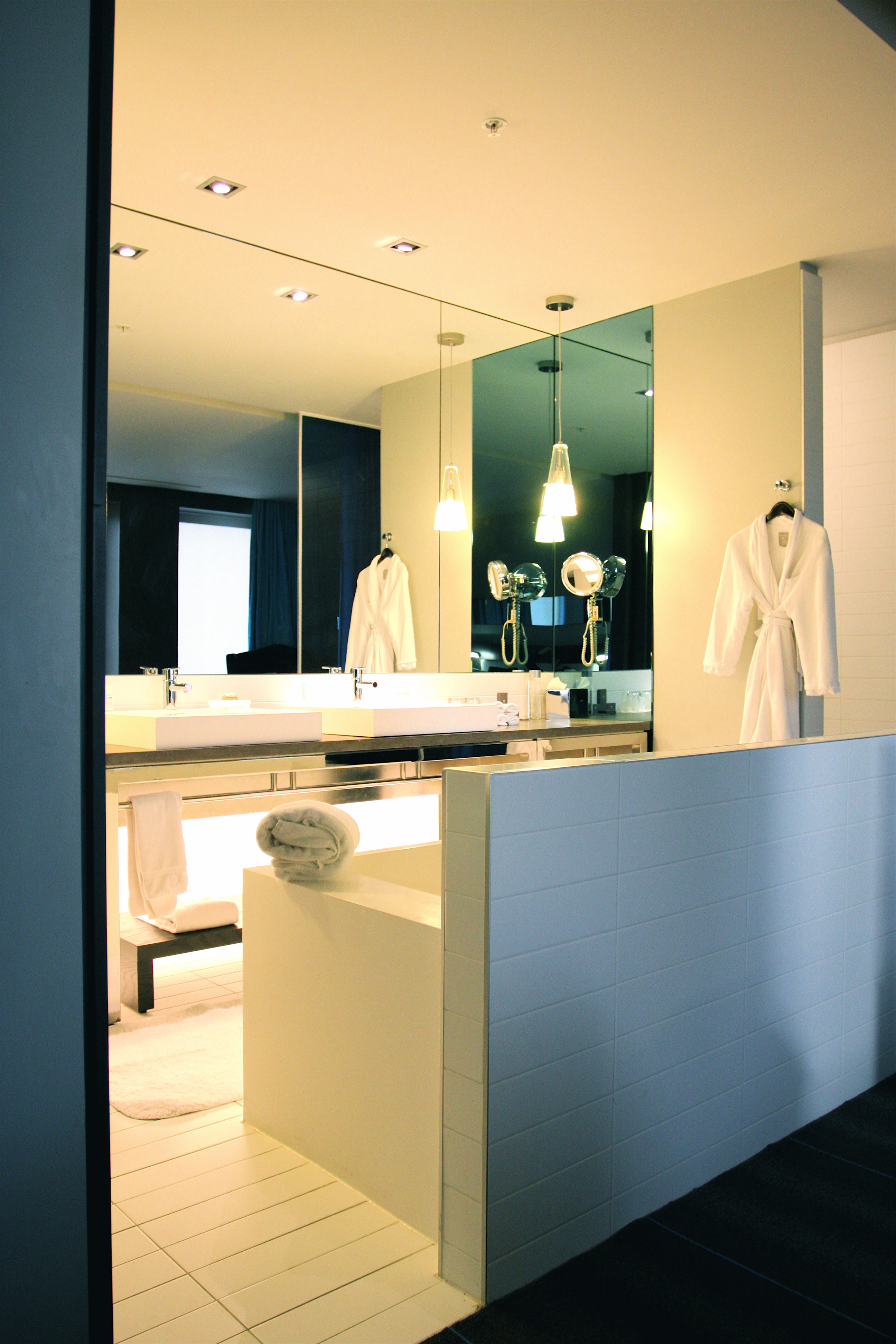
Spiegel mit Pendelleuchten und Deckenstrahlern
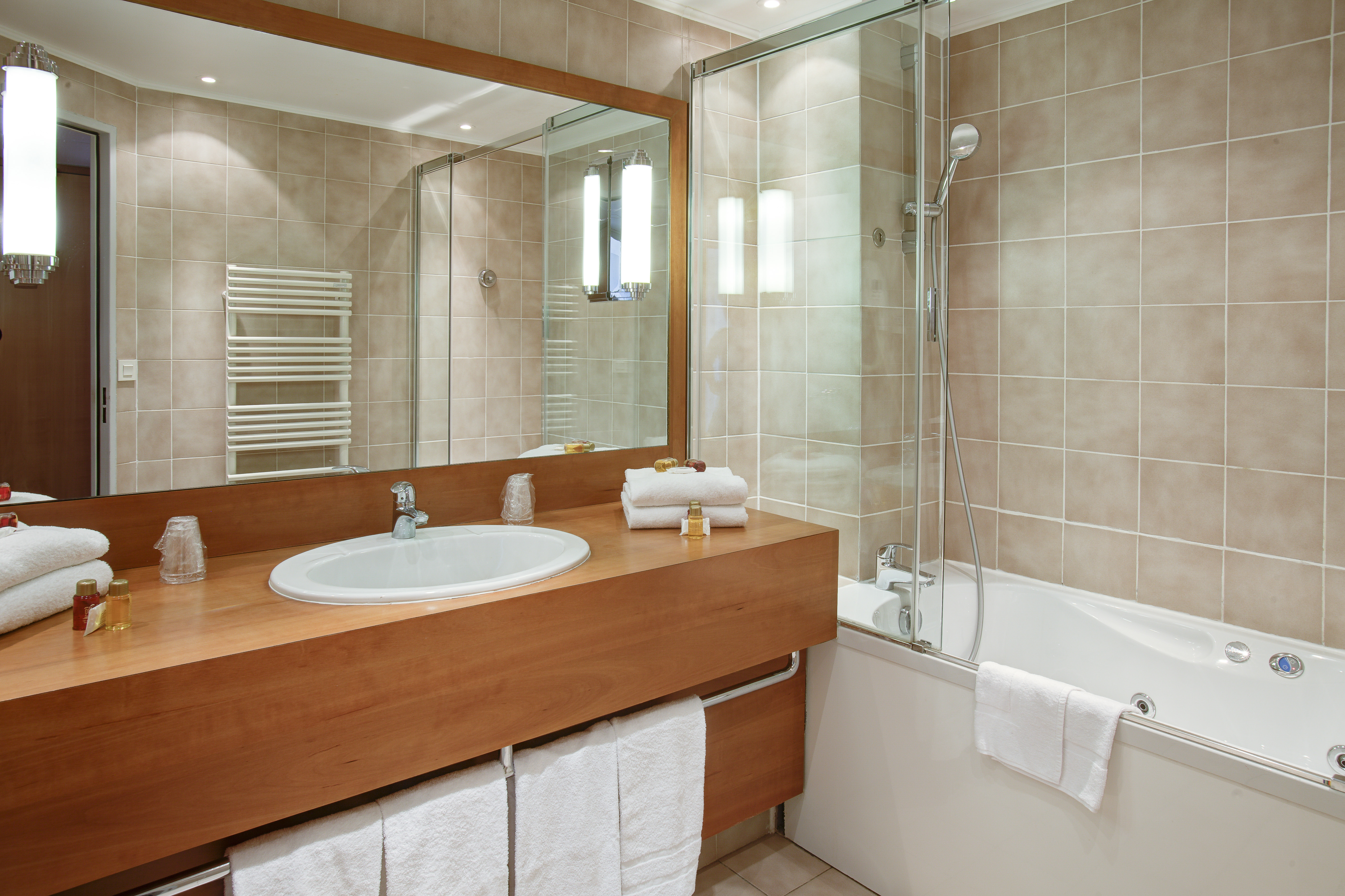
Spiegel mit integrierten Wandleuchten
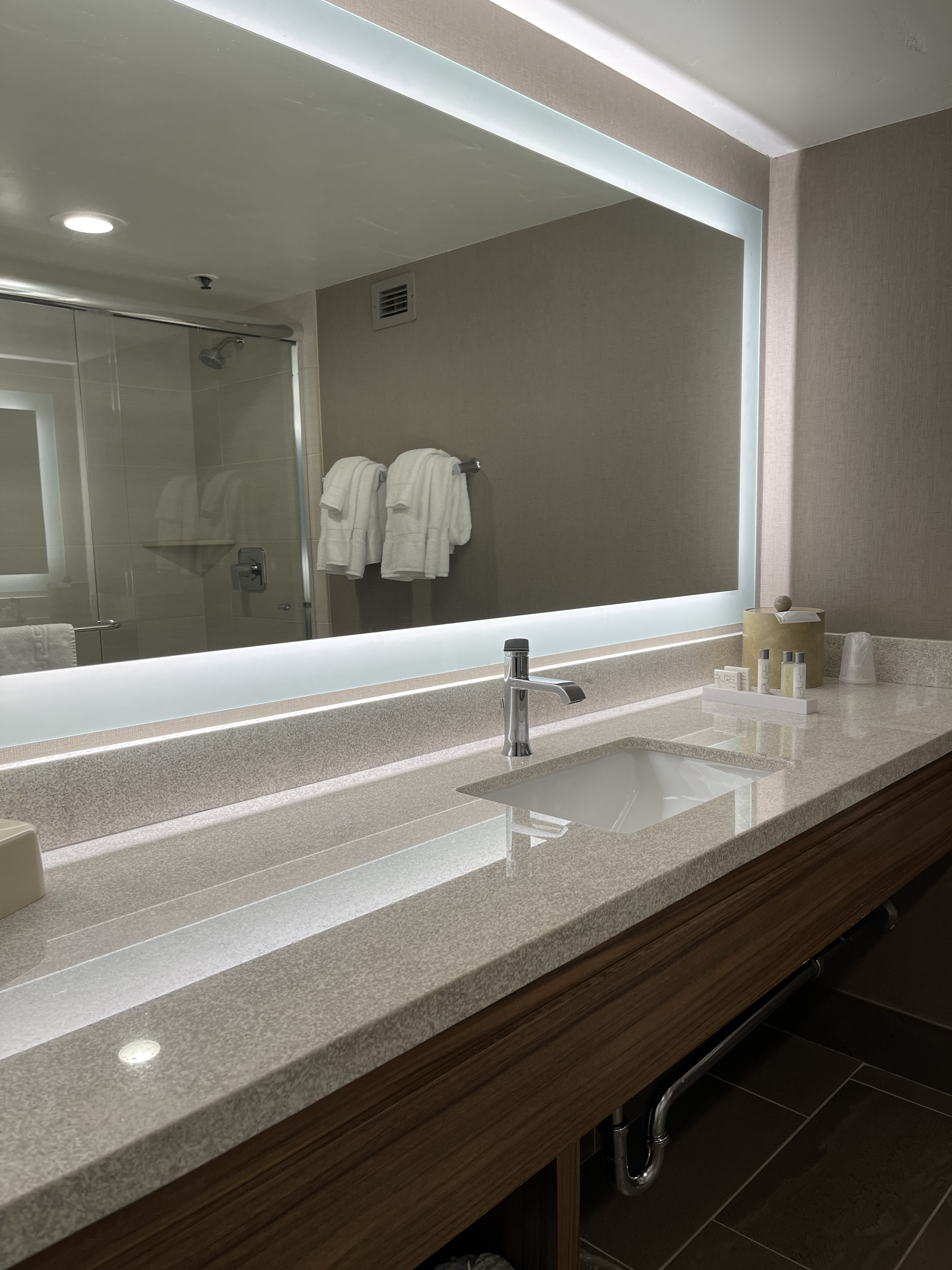
Spiegel mit leuchtendem Rahmen
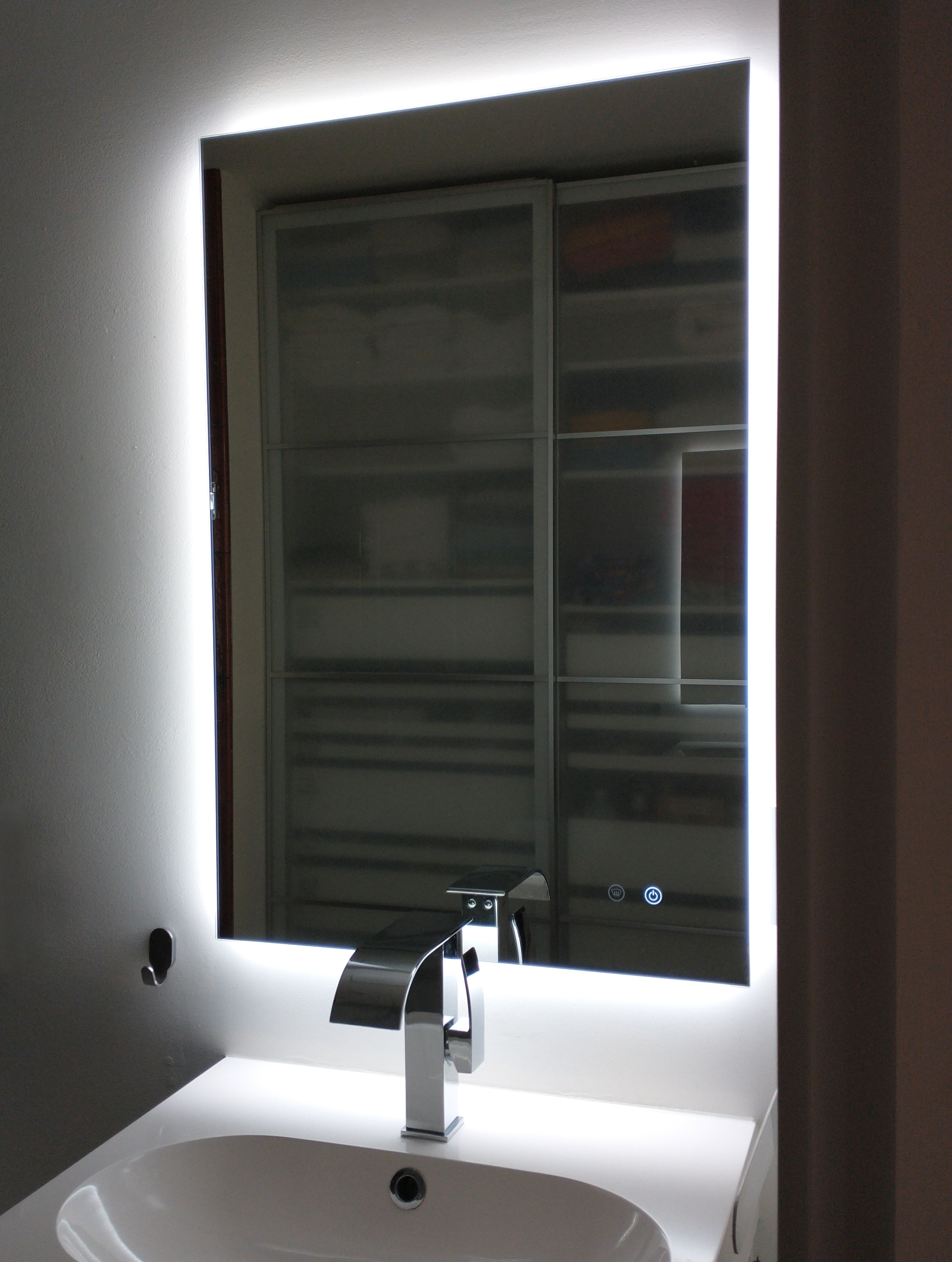
Spiegel mit LED-Lichtleisten an der Rückseite
Ein historischer Spiegelschrank mit integriertem Licht
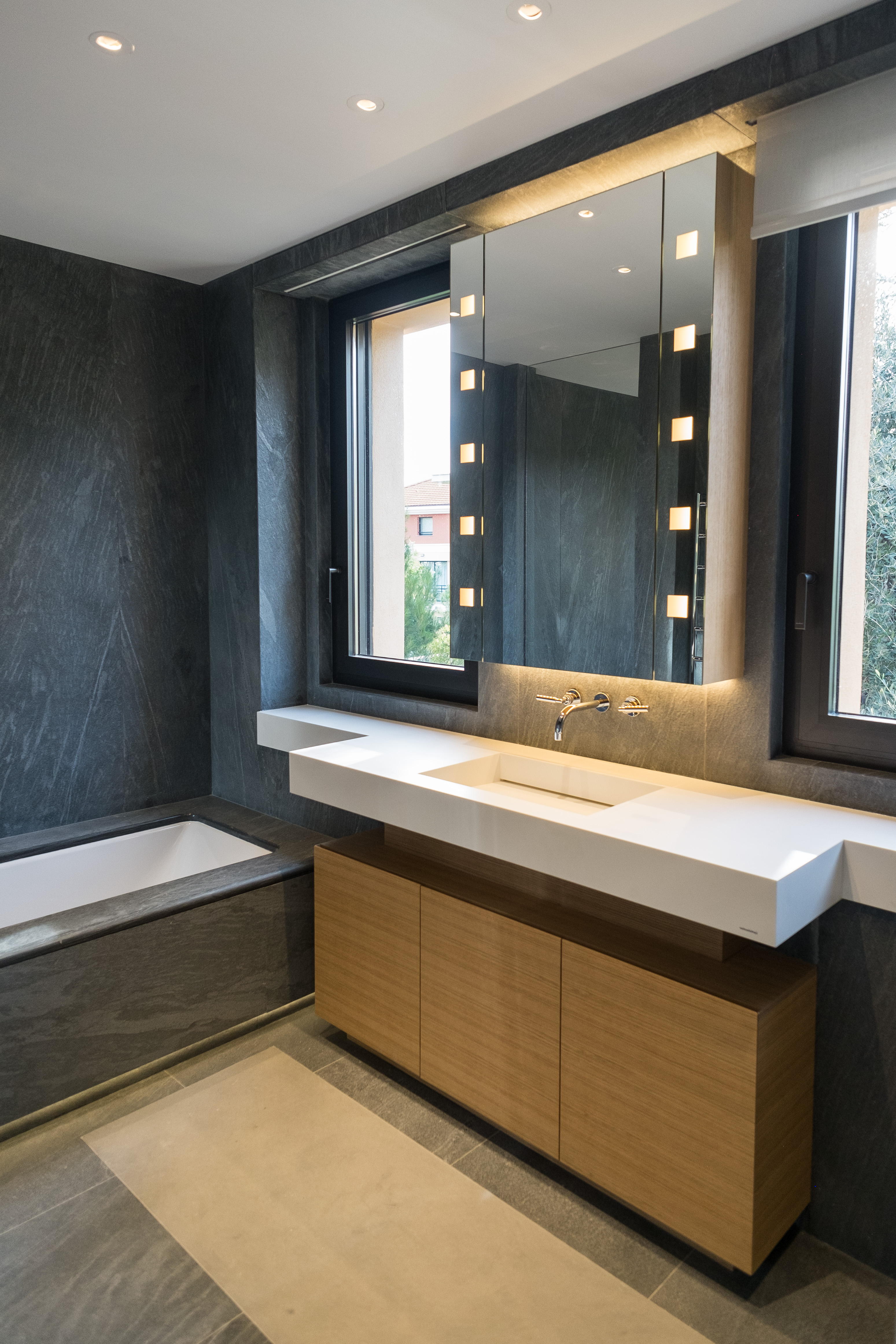
Spiegelschrank mit integriertem Licht in der Spiegelfläche
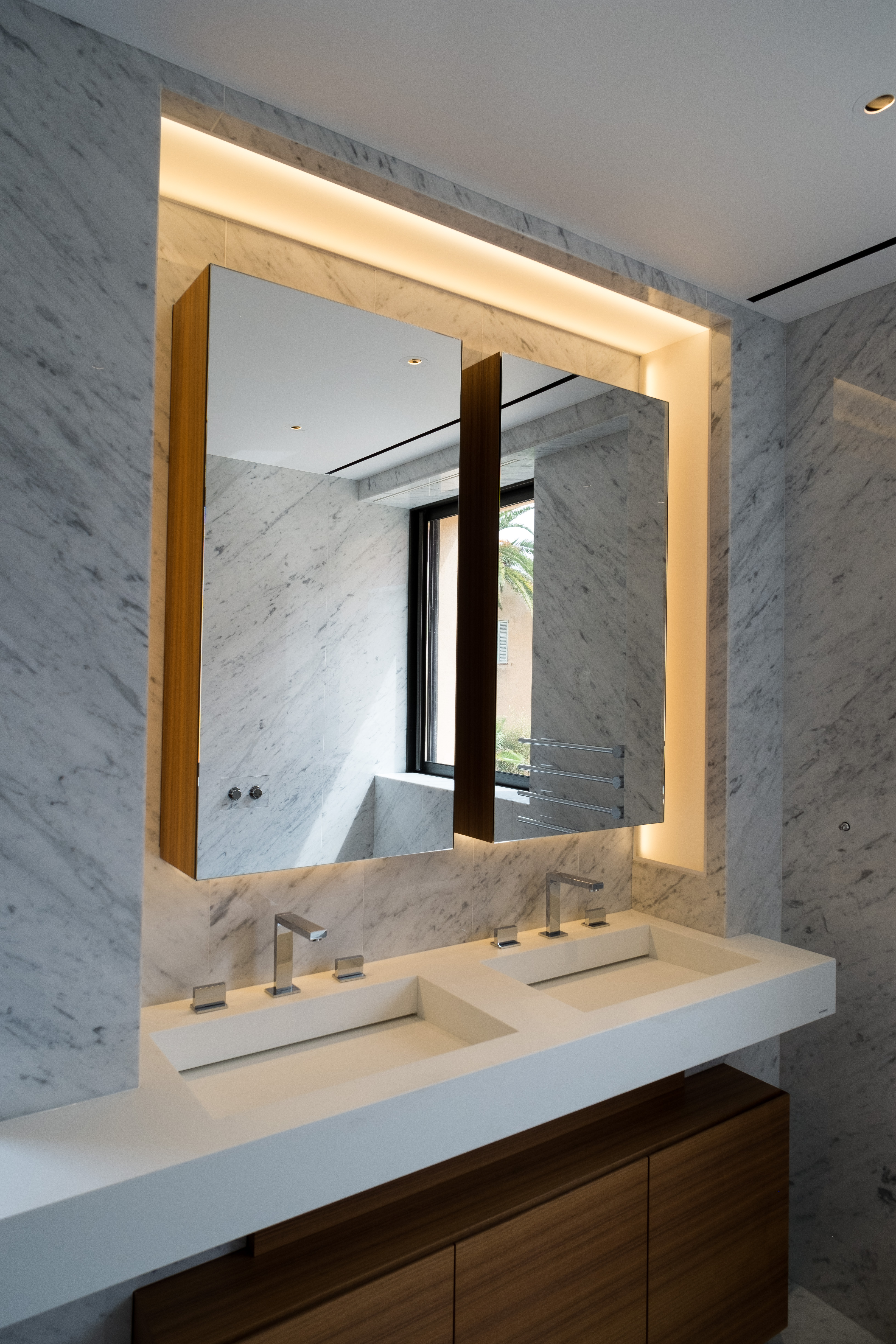
Spiegelschränke mit Lichtquelle in der Wand
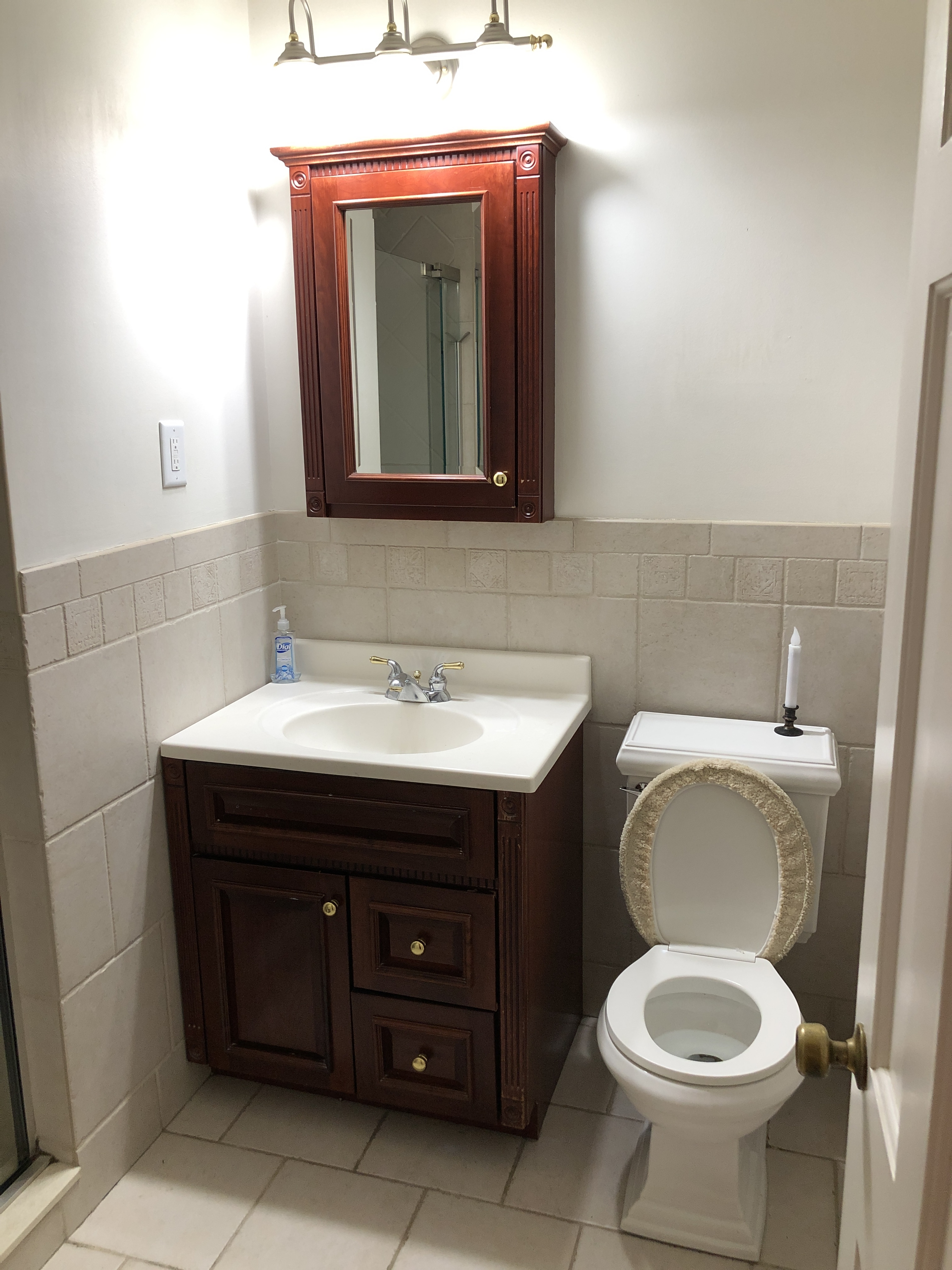
Spiegelschrank mit dekorativer Wandleuchte